# Interstate 10
Pour les articles homonymes, voir I10 et Route 10.
L'Interstate 10 (I-10) est l'autoroute transcontinentale la plus au sud du système d'Interstate. Il s'agit de la quatrième plus longue autoroute avec 2 460,34 miles (3 959,53 km). Cette autoroute fait partie du plan original des autoroutes Interstate. La dernière section a été complétée en 1990.
L'I-10 s'étend de l'Océan Pacifique à la SR 1 à Santa Monica, Californie, jusqu'à l'I-95 à Jacskonville, Floride. Plusieurs grandes villes sont connectées par l'I-10 dont (d'ouest en est) Los Angeles, Phoenix, Tucson, Las Cruces, El Paso, San Antonio, Houston, Bâton-Rouge, La Nouvelle Orléans, Gulfport, Mobile, Tallahassee et Jacksonville. Plus du tiers de sa longueur totale se trouve dans l'État du Texas, où l'autoroute relie l'État dans sa portion la plus large.
Longueur dans chaque État :
- Californie : 244 miles (392 km)
- Arizona : 391 miles (631 km)
- Nouveau-Mexique : 161 miles (259 km)
- Texas : 880 miles (1444 km)
- Louisiane : 271 miles (436 km)
- Mississippi : 76 miles (123 km)
- Alabama : 71 miles (115 km)
- Floride : 363 miles (596 km)

Longueur totale : 2518 miles (4049 km)

## États traversés

### Californie
Le terminus ouest de l'Interstate 10 est situé à la jonction de la Pacific Coast Highway et de la sortie 1A de l'autoroute. Après avoir traversé la ville de Santa Monica, elle croise l'Interstate 405 (San Diego freeway). Du mile 3 au mile 13, elle traverse la ville de Culver City et le quartier de Hollywood. Ensuite, elle contourne le centre-ville de Los Angeles en formant un multiplex avec l'Interstate 5 après l'échangeur I-5/I-10/U.S. Route 101 jusqu'à l'échangeur I-5/I-10 (cette fois-ci San Bernardino freeway). Du mile 17 au mile 72, l'Interstate 10 traverse les banlieues est de la ville de Los Angeles, dont Rosemead, El Monte, West Covina, Pomona, Ontario et Fontana. À l'est de l'échangeur I-10/I-215, l'autoroute traverse les villes de San Bernardino, de Redlands et de Beaumont. Ensuite, du mile 112 au mile 145, l'autoroute traverse l'agglomération de Palm Springs-Indio. Du mile 146 au mile 184, l'Interstate 10 suit le Parc national de Joshua Tree, puis du mile 190 au mile 236, elle traverse la vallée de Chuckwalla. L'autoroute traverse finalement la ville de Blythe avant de traverser la rivière Colorado, au mile 243, séparant la Californie de l'Arizona.

#### Statut
Le California Streets and Highways Code définit la Route 10 comme l'itinéraire reliant : 
- la Route 1 à Santa Monica et la Route 5 au niveau de la Septième rue de Los Angeles
- la Route 101 au niveau de Mission Road, à Los Angeles, et la frontière de l'Arizona via Monterey Park, Pomona, Colton, Indio, Chiriaco Summit et Blythe

Toutefois, Caltrans considère ces deux segments comme liés, puisque les panneaux de la partie située entre le East LA Interchange et la Santa Monica Freeway portent à la fois les indicatifs I-5 et I-10. Il faut cependant noter que la portion de la San Bernardino Freeway située entre la Route 5 et la Route 101, appelée Route 110 jusqu'en 1968, porte les indicatifs I-10 dans le sens ouest-est, et U.S. 101 dans le sens est-ouest. Ce double indicatif I-5/I-10 est cohérent avec les registres de la Federal Highway Administration, qui attestent l'existence de ce chevauchement.
L' I-10 fait partie du California Freeway and Expressway System (réseau d'autoroutes et de voies express de Californie) et du National Highway System, un réseau d'autoroutes américaines considérées comme essentielles pour l'économie, la défense nationale et les déplacements par la Federal Highway Administration. L' I-10 pourrait en théorie faire partie du State Scenic Highway System (réseau de routes touristiques de l'État de Californie) , mais le California Department of Transportation ne la considère pas comme une scenic highway.
La partie de l'autoroute comprise entre la Route 10 et la Route 1 est appelée Santa Monica Freeway, sur une décision de la State Highway Commission du 25 avril 1957. La partie comprise entre la Harbor Freeway (I-110) et la San Diego Freeway (I-405) est parfois appelée Rosa Parks Freeway, du nom de la militante pour les droits civiques des Afro-Américains Rosa Parks. Dans la commune de Santa Monica, l' I-10 est désignée comme la Christopher Columbus Transcontinental Highway.

#### Itinéraire

##### Santa Monica Freeway
La Santa Monica Freeway constitue l'extrémité occidentale de l'I-10. Elle commence au niveau du McClure tunnel, sur la commune de Santa Monica, et prend fin au niveau East Los Angeles Interchange, au sud-ouest de Downtown.
L'I-10 commence son parcours à Santa Monica, à l'endroit où la SR 1 devient une autoroute et prend une direction est. La SR 1 se détache au niveau de Lincoln Boulevard en direction du sud, tandis que l'I-10 continue vers l'est. Peu après avoir pénétré la municipalité de Los Angeles l'I-10 croise l'I-405 avec un échangeur à quatre niveaux. Elle passe ensuite à travers les quartiers de Sawtelle, Rancho Park, Cheviot Hills, Beverlywood et Crestview (en) dans West Los Angeles, Lafayette Square (en) et Wellington Square dans Mid-City, et West Adams et Jefferson Park dans Downtown. A l'ouest de Downtown, l'I-10 s'échange avec l'I-110 vers le sud et la SR-110 vers le nord, par le biais du Dosan Ahn Chang Ho Memorial Interchange. L'I-10 longe ensuite la limite méridionale de Downtown jusqu'à l'East Los Angeles Interchange,.
Au niveau de l'échangeur East Los Angeles Interchange, la SR 60 se détache à l'est vers Riverside et Pomona. L'I-10 se dirige quant à elle vers le nord, en parallèle de la I-5 durant environ 2,4 km. Elle s'incline ensuite vers l'est et fusionne avec la bretelle desservant l'US 101 pour former la San Bernardino Freeway,.
L'autoroute compte 14 voies (deux voies de desserte locale et cinq voies express dans chaque direction) de l'échangeur avec l'I-110 jusqu'à la sortie vers Arlington Avenue. Malgré son importante largeur, cette partie de l'autoroute est fréquemment embouteillée aux heures de pointe, même le samedi. La largeur du reste de l'autoroute varie entre 8 et 10 voies. Lors de son ouverture en 1965, l'autoroute comptait entre 4 et 6 voies.
Même si la construction de la Century Freeway à quelques kilomètres au sud a réduit de façon importante les embouteillages, en créant un itinéraire parallèle entre Downtown et l'aéroport international de Los Angeles, la Santa Monica Freeway reste l'une des autoroutes les plus fréquentées au monde. Les trois échangeurs avec d'autres autoroutes qu'elle compte sur son parcours sont célèbres pour les encombrements qu'ils génèrent, et sont très souvent classés parmi les dix routes les plus embouteillées des États-Unis.
Du fait de la densité du trafic, les accidents sont si fréquents que le California Department of Transportation a aménagé des zones dédiées aux enquêtes après accident, séparées de l'autoroute par des grillages. Cela permet à la California Highway Patrol (police routière) de rapidement évacuer les voies lors d'un accident. Quant aux grillages, ils servent à dissimuler l'accident aux yeux des conducteurs, afin d'éviter qu'ils ne ralentissent pour mieux voir la scène, ce qui aggrave l'embouteillage.
La Santa Monica Freeway est vue comme la frontière entre South Los Angeles et West Los Angeles. L'autoroute frôle également le quartier orthodoxe, où vivent de nombreux immigrés affiliés à l'Église orthodoxe.

##### San Bernardino Freeway
L'I-10 se dirige ensuite depuis le Downtown vers les quartiers d'East Los Angeles, en parallèle avec le El Monte Busway : deux voies situées juste au nord de l'autoroute, à péage mais gratuites pour les bus et les véhicules à occupation multiple. Ces voies s'étendent de Alameda Street, à la fin de la bretelle de l'US 101, jusqu'à l'Université de Californie à Los Angeles, que longe l'I-10. Après l'échangeur avec l'I-710, elles fusionnent avec les voies de gauche de chaque côté de l'I-10.
Après avoir croisé l'I-710, l'I-10 poursuit son itinéraire vers l'est, traversant Monterey Park, Alhambra, Rosemead, San Gabriel, El Monte et Baldwin Park, avant de s'échanger avec l'I-705. Elle dessert ensuite West Covina et Covina, avant d'atteindre Kellogg Hills, dans la ville de San Dimas, où elle croise la SR 57 (qui faisait par le passé partie de l'I-210) et la SR 71 au sein du Kellogg Interchange. Elle continue ensuite vers l'est à travers Pomona Claremont, avant de quitter le comté de Los Angeles et d'entrer dans le comté de San Bernardino,.
Dans le comté de San Bernardino, l'I-10 traverse Montlcair, Upland et Ontario, où elle dessert l'aéroport international d'Ontario. Elle croise l'I-15 avec un échangeur à quatre niveaux, puis dessert Fontana, Rialto et Colton. Elle s'échange ensuite avec l'I-215, puis pénètre brièvement dans la municipalité de San Bernardino et traverse Loma Linda et Redlands. À Redlands, l'I-10 croise l'autoroute SR 210 et la SR 38, avant de traverser Yucaipa et d'entrer dans le comté de Riverside,.

##### Riverside County
Dans le comté de Riverside, l'I-10 traverse Calimesa, avant d'entrer dans Beaumont, où elle fusionne avec la SR 60 (qui formait autrefois la partie californienne de l'US 60) . A Banning, l'I-210 croise la SR 243 par le biais d'un diffuseur, avant de s'engager dans le San Gorgonio Pass entre les Montagnes de San Bernardino et les Monts San Jacinto (où la végétation passe rapidement de méditerranéenne à désertique) et de pénétrer sur le territoire de Palm Springs. Les 55 km suivants de l'autoroute, entre la SR 111 et Dillon Road, ont été renommés Sony Bono Memorial Freeway en 2002.
L'I-10 s'échange avec la SR 111, artère principale desservant Palm Springs, mais contourne ensuite largement la ville, puis s'échange avec la SR 62, importante transversale est-ouest traversant le désert des Mojaves. L'I-10 traverse ensuite Cathedral City, et passe juste au-dessus des limites communales de Rancho Mirage, Palm Desert et La Quinta avant d'entrer dans Indio. L'I-10 s'échange ensuite dans Coachella avec le terminus nord de la SR 86, qui dessert également la SR 111. Passée Coachella, l'I-10 s'enfonce dans le désert des Mojaves, où elle ne rencontre que peu d'intersections et aucune ville. Quelques kilomètres plus à l'est, approximativement à mi-chemin entre Indio et Blythe, l'I-10 croise la SR 177, un embranchement reliant l'autoroute à la SR 62, au niveau de la petite communauté de Desert Center. Près de la frontière avec l'Arizona, l'I-10 croise la SR 78, qui atteint là son terminus. Dans la ville de Blythe, l'I-10 forme un tronc commun avec l'US 95, les deux routes traversant le Colorado pour entrer en Arizona,.
Dans le sens est-ouest, les panneaux de l'I-10 indiquent comme destinations San Bernardino et/ou Los Angeles dans le désert des Mojaves. Dans le sens ouest-est, les panneaux indiquent Indio, “Desert Cities” (villes du désert) , et Blythe après avoir passé Indio. On ne rencontre aucun panneau indiquant Phoenix avant Indio.

#### Historique
L'itinéraire décrit par l'I-10 à l'est de Los Angeles faisait partie de la Atlantic and Pacific Highway, qui était l'une des quelques routes transcontinentales labellisées auto trails (réseau informel de routes destinées à aider les automobilistes à se repérer aux premiers temps de l'automobile). À partir de 1926, avec la création du réseau des United States Numbered Highways, la traversée du désert à l'est d'Indio ne reçoit pas d'aménagements supplémentaires, mais la partie allant de San Bernardino à la sortie d'Indio est revêtue. Fin 1926, la partie revêtue de la route prend le nom de U.S. 99 ; après Indio, celle-ci obliquait vers le sud, s'éloignant de l'itinéraire actuel de l'I-10, le long de la Salton Sea. Cette portion est aujourd'hui appelée SR 86.
A l'ouest de San Bernardino, l'US 99 se dirigeait vers Los Angeles, formant un tronc commun avec l'US 66 via Pasadena, avant d'obliquer vers le nord ; ce tracé est situé au nord de l'actuel tracé de l'I-10. En 1915, la partie de cet itinéraire entre San Bernardino et Indio reçoit le nom de Legislative Route 26. Après Indio, cette route s'enfonçait vers le sud en direction de Heber via El Centro ; elle a été prolongée au sud en 1931 pour desservir Calexico, ce tronçon étant aujourd'hui désigné comme la SR 111.
La route reliant Indio à la frontière de l'Arizona, près de Blythe, via Mecca, prend le nom en 1919 de Legislative Route 64. Elle est par la suite prolongée vers l'ouest, sur le tracé de l'actuelle SR 74, tandis que Mecca est déviée à partir de 1931. La LR 26 est quant à elle prolongée vers l'ouest par un nouveau tronçon reliant San Bernardino à Los Angeles en 1931, suivant un tracé parallèle à l'U.S. 66/U.S. 99. Ces routes restent dépourvues de toute signalisation jusqu'en 1932, date à laquelle l'U.S. 60 est prolongée à l'ouest en reprenant le tracé de la LR 64 jusqu'à Indio, de la LR 66 (en tronc commun avec l'U.S. 99) jusqu'à Beaumont, de la Legislative Route 19 jusqu'à Pomona et de la LR 26 jusqu'à Los Angeles.

### Arizona
100 miles après la rivière Colorado, l'Interstate 10 traverse le désert tout en passant près des villes de Quartzsite et de Tonopah. Entre les sorties 31 et 81, l'autoroute est toujours en ligne droite (presque aucun tournant). À partir du mile 103, elle traverse la ville de Buckeye et à partir du mile 124, l'autoroute (devenue Pearl Harbor freeway) traverse en ligne droite les banlieues ouest de Phoenix, soit Avondale et Glendale (mile 124 au mile 142). Au mile 142, elle croise l'Interstate 17, qui peut relier Phoenix à Flagstaff (en direction Nord), et qui contourne le centre-ville de Phoenix par le sud-Ouest (Direction Sud), étant la Maricopa Freeway.

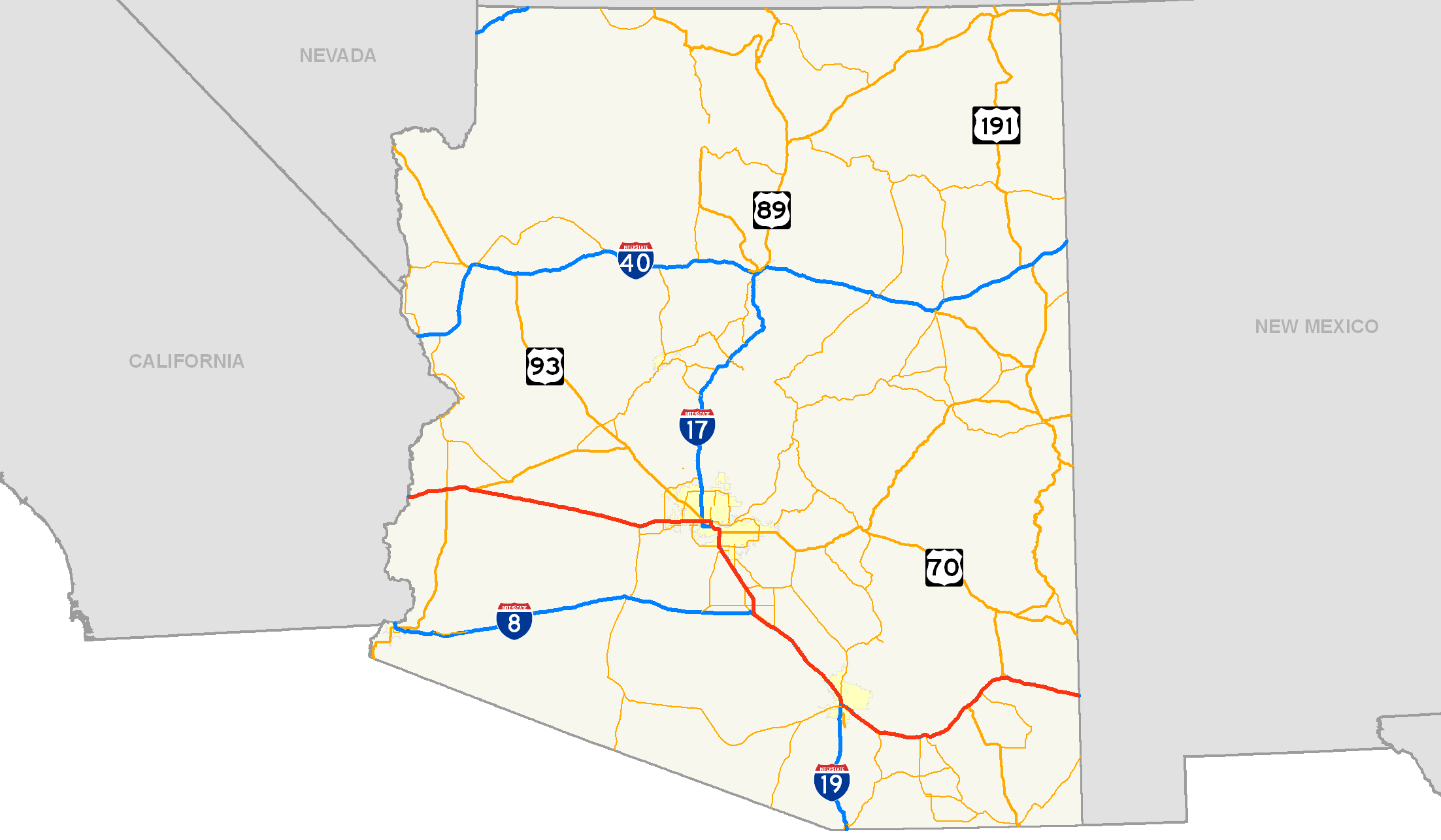
Tracé de l'I-10 en Arizona.

 L'Interstate 10 contourne ensuite le centre-ville de Phoenix par le Nord-Est, du mile 143 au mile 150. Elle passe ensuite tout près de Sky Harbor International Airport (PHX), qui est l'aéroport principal de la capitale Arizonienne. Avant de retomber une fois de plus dans le désert, elle traverse les banlieues Sud de Phoenix (Tempe). Au mile 199, elle croise l'Interstate 8, et cet échangeur est le terminus Est de l'Interstate 8. Ensuite, de ce point au mile 248, l'Interstate 10 frôle les villes de Eloy et de Marana. Du mile 249 au mile 265, elle traverse la ville de Tucson, la deuxième plus grande ville de l'État, et au mile 259, elle croise l'Interstate 19 vers Nogales, qui en est le terminus Nord. Pour le reste de l'état, l'autoroute est très longue, et elle ne traverse que quelques villes lors de ces 125 miles, dont Benson, Willcox et San Simon. Pour finir, au mile 391, elle traverse la frontière de l'Arizona et du Nouveau-Mexique, après avoir parcouru presque 400 miles dans l'État de l'Arizona.

### Nouveau-Mexique
Les 135 premiers miles de l'Interstate 10 au Nouveau-Mexique sont très très long: en effet, l'autoroute ne croise que 2 villes, soit Lordsburg (sortie 22) et Deming (Sortie 82). Elle traverse 4 comtés de la frontière de l'Arizona à la frontière du Texas, soit Hidalgo, Sierra, Luna et Doña Ana. Près de Las Cruces, l'autoroute croise l'Interstate 25 (sortie 145), et ce point est le terminal sud de l'Interstate 25. Elle parcourt au total 163 miles dans le Nouveau-Mexique, et elle entre au Texas dans la ville d'Anthony.

### Texas

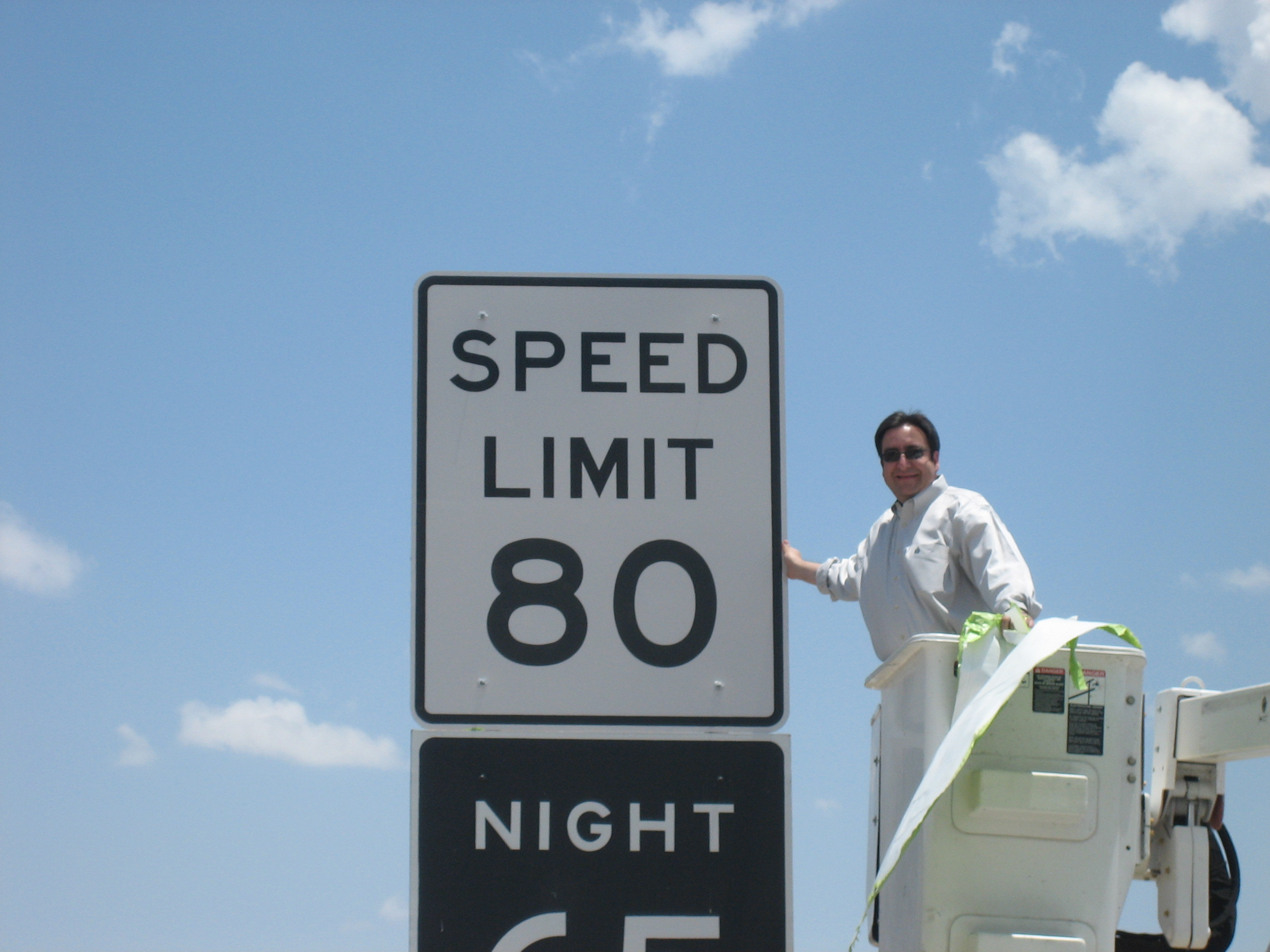
La limite de vitesse est de 80 mph près de Fort Stockton.

Du mile 0 au mile 35, l'Interstate 10 traverse entièrement la ville d'El Paso. Ensuite, jusqu'au mile 86, l'autoroute suit de près la frontière mexicaine (Rio Grande) ,puis s'enfonce encore une fois de plus dans le désert. Après avoir traversé les villes de Sierra Blanca (Sortie 107), Van Horn (sortie 140) et Kent (sortie 176), l'autoroute croise l'Interstate 20 (sortie 187), et cet échangeur est le terminal sud de l'I-20. 70 miles à l'Est de l'échangeur I-10/I-20, elle contourne la ville de Fort Stockton. 200 miles à l'est de Fort Stockton, elle contourne la ville de Junction (sorties 456 et 462). De cette ville à San Antonio, l'autoroute descend, car elle doit descendre les montagnes Rocheuses et doit aller dans les plaines du Sud-Est du Texas. Du mile 556 au mile 587, l'autoroute traverse la ville de San Antonio, la troisième ville en importance dans l'État après Dallas et Houston. Dans cette ville, l'Interstate 10 croise l'Interstate 410 (autoroute de contournement de San Antonio), l'Interstate 35 (reliant San Antonio à Laredo et à Austin) et l'Interstate 37 (en direction de Corpus Christi). Entre San Antonio et Houston, l'autoroute prend la direction Est-Nord-Est et traverse des régions agricoles. 

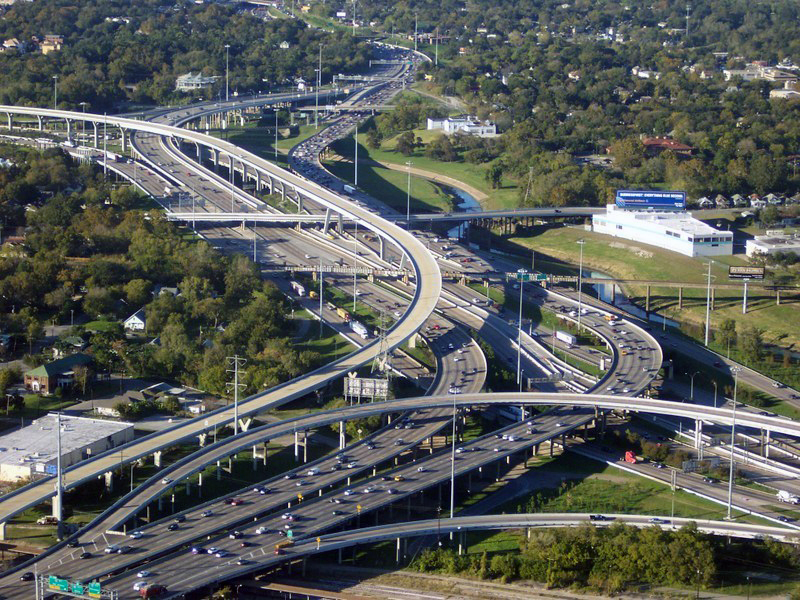
L'échangeur I-10/I-45 au nord-ouest du centre-ville de Houston.

 Du mile 756 au mile 781, l'autoroute traverse la ville de Houston. Elle croise les autoroutes de contournement de Houston, soit La Sam Houston Tollway (péage) et l'Interstate 610 (Loop). À l'Ouest du centre-ville de Houston, l'Interstate 10 (Katy freeway) est très large (12 voies) car le trafic sur cette section de l'autoroute est très dense. De Houston à Winnie (sortie 828), l'autoroute a une tendance Ouest/Est tandis qu'entre Winnie et Beaumont (sortie 855), elle a une tendance Nord-Est/Sud-Ouest. Après avoir traversé Beaumont, elle poursuit sa route vers l'Ouest. À Orange, l'autoroute porte le plus haut numéro de sortie en Amérique du Nord, soit la Sortie 877, le deuxième plus haut étant la sortie 825 de l'Autoroute 401 (Macdonald Cartier freeway) en Ontario près de la frontière Québécoise. Au mile 880, elle traverse la Sabine River, séparant le Texas de la Louisiane. C'est l'autoroute la plus longue dans un état ou dans une province en Amérique du Nord (Presque 900 miles, soit plus de 1 440 km).

### Louisiane

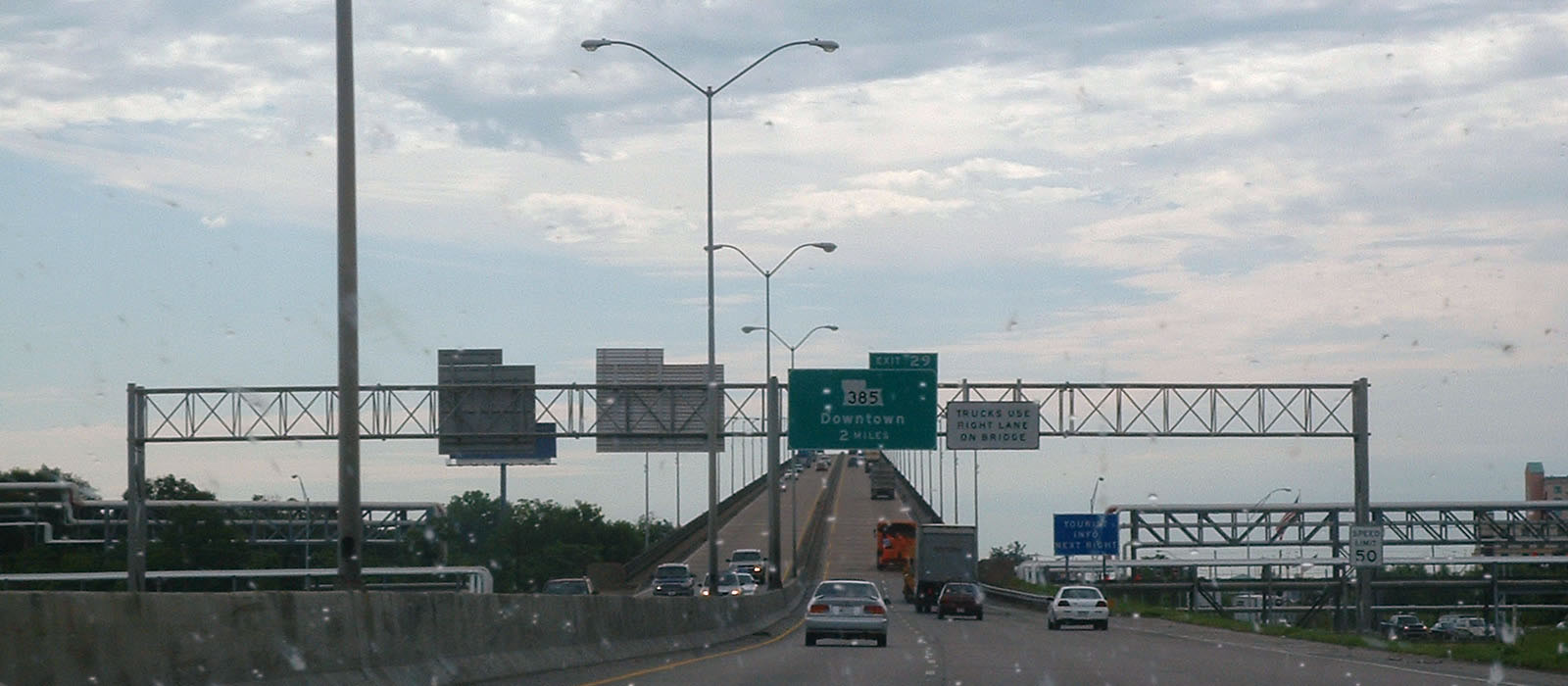
L'autoroute I-10 sur le lac Charles.

Tout au long de l'État, l'Interstate 10 est environ à la hauteur du niveau de la mer. Avant de croiser la capitale de l'État, Baton Rouge, elle traverse Lac Charles (mile 30), Lafayette (mile 103) et l'Atchafalaya National Reserve (mile 121 au mile 135). 4 mile à l'est de la jonction avec l'Interstate 110 (sortie 155) en direction du centre-ville de Baton Rouge, elle croise l'Interstate 12 qui est en quelque sorte l'autoroute de contournement de la région métropolitaine de La Nouvelle-Orléans par le Nord (En effet, ses terminaux Ouest et Est sont tous les deux situés à la jonction de l'Interstate 10). 

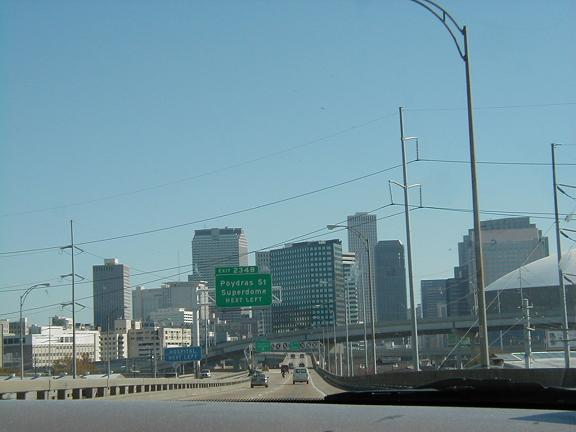
L'Interstate 10 (sortie 234) près du centre-ville de La Nouvelle-Orléans.

 Après avoir traversé la ville de Gonzales (miles 177-182), elle suit la rive Sud du Lac Pontchartrain, et au mile 210, elle croise l'Interstate 55, et cet échangeur en est le terminal Sud, son terminal Nord étant situé près de Chicago. À partir du mile 220, l'autoroute traverse les banlieues Ouest de La Nouvelle-Orléans, soit Kenner et Metairie, sans oublier qu'elle frôle l'aéroport de La Nouvelle-Orléans (MSY). L'Interstate 10 bifurque alors vers le Sud-Est pour passer dans le centre-ville, puis elle suit ensuite encore une fois la rive Sud du lac Pontchartrain tout en traversant East New Orleans. Après avoir traversé le lac avec un pont de 7 miles de long, elle traverse la ville de Slidell. À peine 1 mile au Nord de Slidell, un gigantesque échangeur relie l'Interstate 10 à l'Interstate 12 Ouest (en direction de Baton Rouge) et à l'Interstate 59 nord (en direction de Birmingham). 4 miles à l'Est de l'échangeur, elle traverse la Pearl River, frontière de la Louisiane et du Mississippi, après avoir parcouru 271 miles dans l'État.

### Mississippi
Au Mississippi, l'Interstate 10 suit la rive du Golfe du Mexique, tout en traversant les villes de Bay St. Louis (sortie 13), Gulfport (sortie 34), Biloxi (sortie 46 pour Interstate 110) et Pascagoula (sortie 69). Au mile 76, l'autoroute traverse déjà la frontière du Mississippi et de l'Alabama.

### Alabama

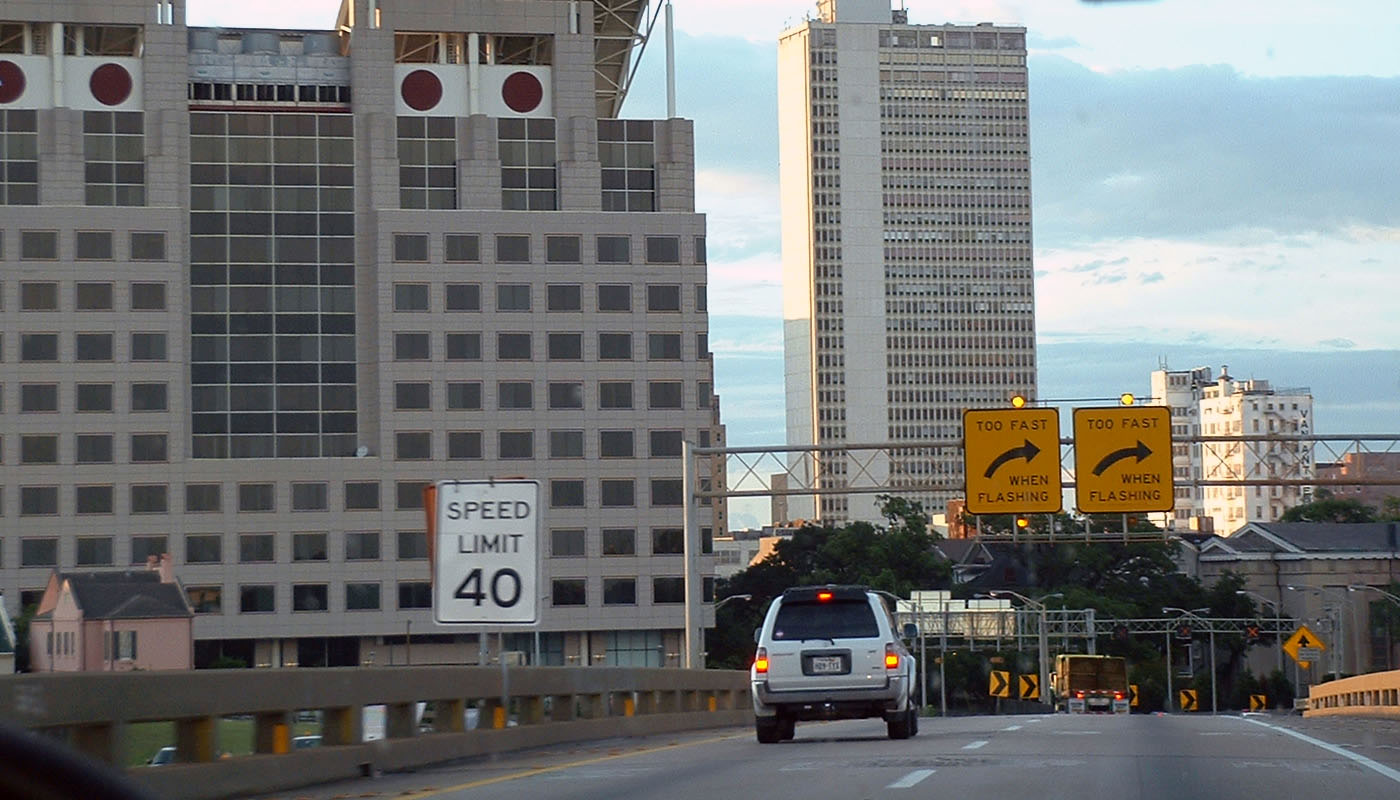
L'Interstate 10 dans le centre-ville de Mobile (Alabama).

Après avoir traversé les villes de Theodore et de Tillmans Corner (Sorties 13 et 15), elle croise l'Interstate 65 en direction de Montgomery (capitale de l'État), et cet échangeur est le terminal sud de l'I-65. Ensuite, elle entre dans la ville de Mobile, et dans le centre-ville, une courbe extrêmement serrée est présente sur l'I-10 (mile 26.3), et ce n'est pas pour rien que la limite de vitesse dans la courbe est de seulement 40 mph (65 km/h). Après avoir traversé la Baie de Mobile par un pont de 7 miles de long, elle s'enfonce dans la forêt du Sud-Est de l'Alabama. Au mile 66, elle traverse la Perdido River, séparant l'Alabama de la Floride.

### Floride

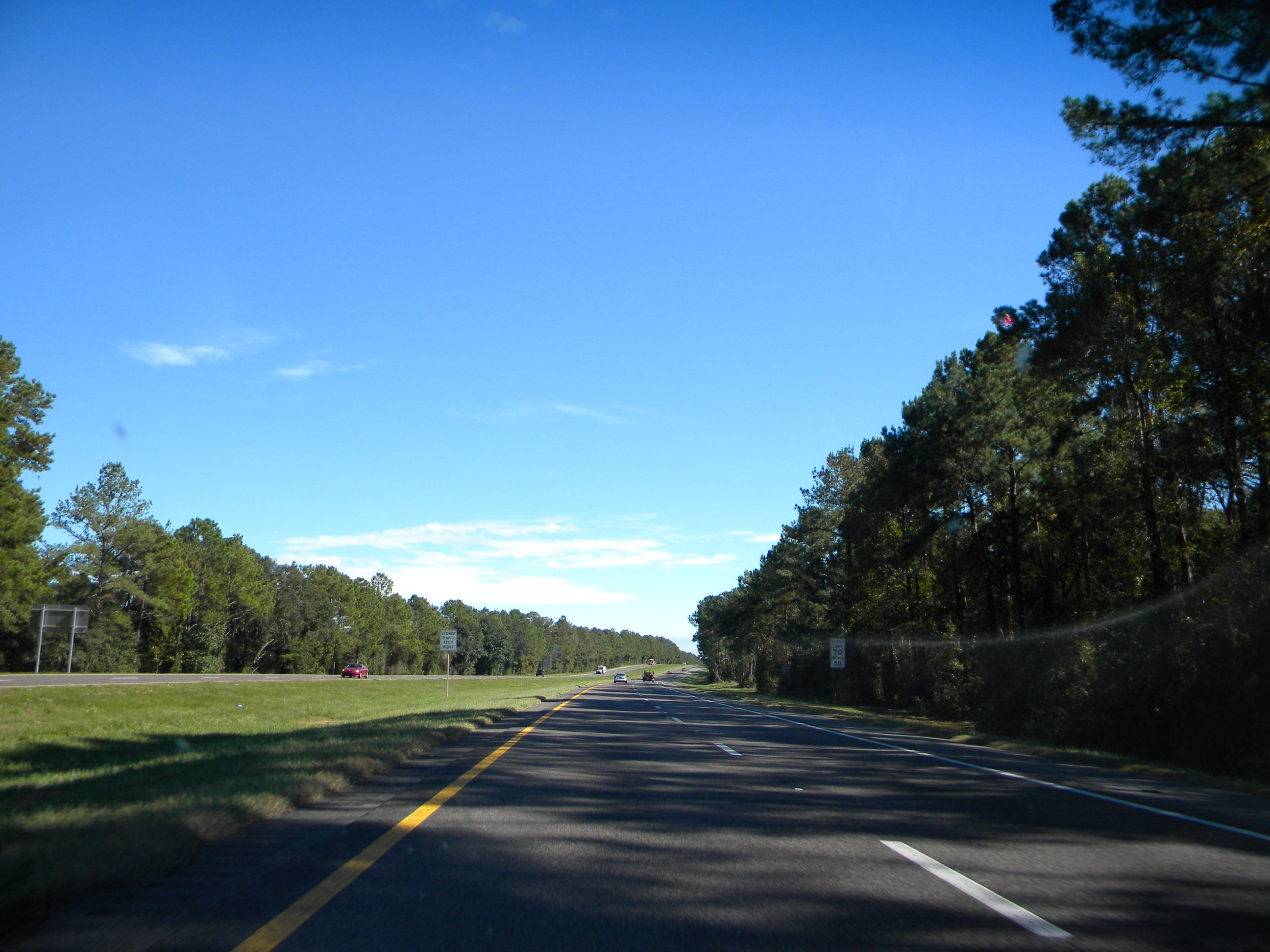
L'Interstate 10 tout près de l'échangeur I-10/I-75 à Lake City.

Lors de ses premiers miles dans l'État, elle traverse la ville de Pensacola, et au mile 12, elle croise l'Interstate 110, reliant l'I-10 au centre-ville de Pensacola. Ensuite, elle poursuit sa route vers l'Est dans la forêt de la Floride du Nord tout en frôlant les villes de Crestview, DeFuniak Springs, Marianna et Quincy. Du mile 196 au mile 209, elle contourne Tallahassee, la capitale de l'État. Elle poursuit alors sa route vers l'Est et au mile 296, elle croise l'Interstate 75 en direction d'Atlanta ou de Tampa Bay. 60 miles à l'est de l'échangeur I-10/I-75, elle traverse l'Ouest de Jacksonville avant de finalement finir sa route à la jonction de l'Interstate 95, tout près du centre-ville de Jacksonville après 2460 miles de parcouru.

## Liste des sorties

### Californie
| Interstate 10                                                                        |                                                |        |        |                                                              | | |
| Comté                                                                                | Municipalité                                   | mi     | km     | Sortie                                                       | Intersections / Destinations                                                                                        | Notes |
| Los Angeles                                                                          | Santa Monica                                   | 0,00   | 0,00   | —                                                            | SR 1 nord (Pacific Coast Highway) – Oxnard                                                                          | Terminus ouest du multiplex avec SR 1; |
| Los Angeles                                                                          | Santa Monica                                   | 0,00   | 0,00   | 1A                                                           | 4th Street / 5th Street                                                                                             | Sortie direction ouest, entrée direction est |
| Los Angeles                                                                          | Santa Monica                                   | 0,96   | 1,54   | 1Bv                                                          | Lincoln Boulevard vers SR 1 sud                                                                                     | Terminus est du multiplex avec SR 1; indiqué sortie 1A en direction est                                                                                           |
| Los Angeles                                                                          | Santa Monica                                   | 0,96   | 1,54   | 1Bv                                                          | 20th Street | Sortie direction est, entrée direction ouest |
| Los Angeles                                                                          | Santa Monica                                   | 2,08   | 3,35   | 1C                                                           | Cloverfield Boulevard                                                                                               | Sortie direction ouest, entrée direction est |
| Los Angeles                                                                          | Santa Monica                                   | 2,30   | 3,70   | 2A                                                           | Centinela Avenue | Indiqué sortie 2 en direction est |
| Los Angeles                                                                          | Los Angeles                                    | 2,35   | 3,78   | 2B-C                                                         | Bundy Drive | Sortie direction ouest, entrée direction est; indiqué sortie 2B (sud) et 2C (nord)                                                                                |
| Los Angeles                                                                          | Los Angeles                                    | 3,11   | 5,01   | 3                                                            | I-405 – Sacramento, Aéroport LAX, Long Beach                                                                        | Indiqué sortie 3A (nord) et 3B (sud); ancienne SR 7; sortie 53B de l'I-405                                                                                        |
| Los Angeles                                                                          | Los Angeles                                    | 4,24   | 6,82   | 4                                                            | Overland Avenue / National Boulevard                                                                                | Pas d'indication en direction ouest pour National Boulevard |
| Los Angeles                                                                          | Los Angeles                                    | 5,05   | 8,13   | 5                                                            | National Boulevard                                                                                                  | Sortie direction ouest, entrée direction est |
| Los Angeles                                                                          | Los Angeles                                    | 5,76   | 9,27   | 6                                                            | Robertson Boulevard – Culver City                                                                                   | |
| Los Angeles                                                                          | Los Angeles                                    | 6,81   | 10,96  | 7A                                                           | La Cienega Boulevard / Venice Boulevard                                                                             | Venice Boulevard indiqué seulement en direction ouest |
| Los Angeles                                                                          | Los Angeles                                    | 7,00   | 11,27  | 7B                                                           | Fairfax Avenue / Washington Boulevard                                                                               | |
| Los Angeles                                                                          | Los Angeles                                    | 8,27   | 13,31  | 8                                                            | La Brea Avenue | |
| Los Angeles                                                                          | Los Angeles                                    | 9,23   | 14,85  | 9                                                            | Crenshaw Boulevard                                                                                                  | |
| Los Angeles                                                                          | Los Angeles                                    | 10,16  | 16,35  | 10                                                           | Arlington Avenue | |
| Los Angeles                                                                          | Los Angeles                                    | 10,66  | 17,16  | 11                                                           | Western Avenue | |
| Los Angeles                                                                          | Los Angeles                                    | 10,66  | 17,16  | 12                                                           | Normandie Avenue | Indiqué sortie 11 direction ouest |
| Los Angeles                                                                          | Los Angeles                                    | 11,64  | 18,73  | 12                                                           | Vermont Avenue / Hoover Street                                                                                      | |
| Los Angeles                                                                          | Los Angeles                                    | 12,68  | 20,41  | 13A-B                                                        | I-110 sud / SR 110 (en) nord / Pico Boulevard – San Pedro, Pasadena, Centre-ville de Los Angeles, Convention Center | Dosan Ahn Chang Ho Memorial Interchange. Indiqué sortie 13A (sud) et 13B (nord) en direction est; sortie 21 de I-110                                              |
| Los Angeles                                                                          | Los Angeles                                    |        |        | 13C                                                          | Grand Avenue | Pas de sortie direction ouest |
| Los Angeles                                                                          | Los Angeles                                    | 13,64  | 21,95  | 14A                                                          | Maple Avenue | Sortie direction est, entrée direction ouest |
| Los Angeles                                                                          | Los Angeles                                    | 13,64  | 21,95  | 14A                                                          | Los Angeles Street – Convention Center                                                                              | Sortie direction ouest, entrée direction est |
| Los Angeles                                                                          | Los Angeles                                    | 14,22  | 22,88  | 14B                                                          | San Pedro Street | Pas d'entrée direction ouest |
| Los Angeles                                                                          | Los Angeles                                    | 14,55  | 23,42  | 15A                                                          | Central Avenue | |
| Los Angeles                                                                          | Los Angeles                                    | 15,19  | 24,45  | 15B                                                          | Alameda Street | |
| Los Angeles                                                                          | Los Angeles                                    | 15,71  | 25,28  | 16A                                                          | Mateo Street / Santa Fe Avenue                                                                                      | |
| Los Angeles                                                                          | Los Angeles                                    | 16,23  | 26,12  | 16B                                                          | SR 60 (en) est – Pomona                                                                                             | Sortie direction est, entrée direction ouest; sortie 1A de SR 60                                                                                                  |
| Los Angeles                                                                          | Los Angeles                                    | 16,23  | 26,12  | 16B                                                          | I-5 sud – Santa Ana                                                                                                 | Sortie direction est, entrée direction ouest; sortie 1A de SR 60                                                                                                  |
| Los Angeles                                                                          | Los Angeles                                    | 16,23  | 26,12  | —                                                            | Boyle Avenue | Sortie direction est seulement |
| Los Angeles                                                                          | Los Angeles                                    | 16,23  | 26,12  | 16B                                                          | I-5 sud / Soto Street – Santa Ana                                                                                   | Terminus ouest du multiplex avec I-5; sortie direction ouest, entrée direction est; terminus est de Santa Monica Freeway                                          |
| Los Angeles                                                                          | Los Angeles                                    | 16,23  | 26,12  | 16B                                                          | SR 60 (en) est – Pomona                                                                                             | Terminus ouest du multiplex avec I-5; sortie direction ouest, entrée direction est; terminus est de Santa Monica Freeway                                          |
| Los Angeles                                                                          | Los Angeles                                    |        |        | 135A                                                         | Fourth Street | Numérotation de l'I-5 |
| Los Angeles                                                                          | Los Angeles                                    |        |        | 135B                                                         | Cesar Chavez Avenue                                                                                                 | Numérotation de l'I-5; sortie direction est, entrée direction ouest                                                                                               |
| Los Angeles                                                                          | Los Angeles                                    | 19,00  | 30,58  | 19A                                                          | State Street | Sortie direction ouest, entrée direction est |
| Los Angeles                                                                          | Los Angeles                                    | 19,00  | 30,58  | 19B                                                          | I-5 nord – Sacramento                                                                                               | Terminus est du multiplex avec I-5; sortie 133B-C de l'I-5 |
| Los Angeles                                                                          | Los Angeles                                    | 19,00  | 30,58  | 19B                                                          | San Bernardino Freeway ouest vers US 101 (Santa Ana Freeway) – Los Angeles                                          | Sortie à gauche direction ouest et entrée à gauche direction est                                                                                                  |
| Los Angeles                                                                          | Los Angeles                                    | 19,00  | 30,58  | 19C                                                          | Soto Street | Pas d'entrée direction est; indiqué sortie 19 direction est |
| Los Angeles                                                                          | Los Angeles                                    |        |        | —                                                            | Marengo Street | Entrée direction est seulement |
| Los Angeles                                                                          | East Los Angeles                               | 19,59  | 31,53  | 20A                                                          | City Terrace Drive                                                                                                  | Sortie direction est, entrée direction ouest |
| Los Angeles                                                                          | East Los Angeles                               | 20,24  | 32,57  | 20B                                                          | Eastern Avenue | Accès direction ouest fait partie de la sortie pour l'I-710; dessert l'Université d'État de Californie                                                            |
| Los Angeles                                                                          | Monterey Park                                  | 20,77  | 33,43  | 21                                                           | I-710 (Long Beach Freeway) / Valley Boulevard – Long Beach                                                          | Sortie direction est et entrée direction ouest incluent aussi les rampes pour/depuis Ramona Road; sortie 22 de l'I-710 nord et 22A-B de l'I-710 sud               |
| Los Angeles                                                                          | Alhambra                                       |        |        | —                                                            | El Monte Busway vers US 101 nord / Alameda Street                                                                   | Accès aux voies Express seulement; pas de sortie direction est; terminus ouest des voies Express                                                                  |
| Los Angeles                                                                          | Alhambra                                       | 21,70  | 34,92  | 22                                                           | Fremont Avenue – South Pasadena                                                                                     | |
| Los Angeles                                                                          | Alhambra                                       | 22,72  | 36,56  | 23A                                                          | Atlantic Boulevard – Monterey Park                                                                                  | |
| Los Angeles                                                                          | Alhambra                                       | 23,38  | 37,63  | 23B                                                          | Garfield Avenue | |
| Los Angeles                                                                          | Tripoint San Gabriel – Alhambra – Montery Park | 24,22  | 38,98  | 24                                                           | New Avenue | |
| Los Angeles                                                                          | Limite San Gabriel – Rosemead                  | 24,72  | 39,78  | —                                                            | Del Mar Avenue | Accès aux voies Express seulement; sortie direction est, entrée direction ouest                                                                                   |
| Los Angeles                                                                          | Limite San Gabriel – Rosemead                  | 24,72  | 39,78  | 25A                                                          | Del Mar Avenue | Anciennement sortie 25B |
| Los Angeles                                                                          | Limite San Gabriel – Rosemead                  | 25,23  | 40,60  | 25B                                                          | San Gabriel Avenue                                                                                                  | |
| Los Angeles                                                                          | Rosemead                                       | 25,73  | 41,41  | 26A                                                          | Walnut Grove Avenue                                                                                                 | |
| Los Angeles                                                                          | Limite Rosemead – El Monte                     | 26,35  | 42,41  | 26B                                                          | SR 19 (en) (Rosemead Boulevard) – Pasadena                                                                          | Accès vers/depuis Flair Drive en direction est |
| Los Angeles                                                                          | Limite Rosemead – El Monte                     | 27,35  | 44,02  | 27                                                           | Temple City Boulevard                                                                                               | Indication direction ouest; anciennement sortie 28 |
| Los Angeles                                                                          | Limite Rosemead – El Monte                     | 27,35  | 44,02  | 27                                                           | Baldwin Avenue | Indication direction est |
| Los Angeles                                                                          | Limite Rosemead – El Monte                     | 27,35  | 44,02  | —                                                            | El Monte Busway est vers El Monte Station                                                                           | Autobus seulement via les voies Express; sortie direction est, entrée direction ouest                                                                             |
| Los Angeles                                                                          | El Monte                                       | 26,06  | 45,16  | 28                                                           | Santa Anita Avenue                                                                                                  | Anciennement sortie 29 |
| Los Angeles                                                                          | El Monte                                       | 28,89  | 46,49  | 29A                                                          | Peck Road South | |
| Los Angeles                                                                          | El Monte                                       | 28,94  | 46,57  | 29B                                                          | Peck Road North, Valley Boulevard                                                                                   | Sortie direction ouest indiquée 29B (Valley Boulevard) et 29C (Peck Road)                                                                                         |
| Los Angeles                                                                          | El Monte                                       |        |        | —                                                            | I-10 Voies Express                                                                                                  | Terminus est des voies Express |
| Los Angeles                                                                          | El Monte                                       | 29,97  | 48,23  | 30                                                           | Garvey Avenue, Durfee Avenue                                                                                        | Sortie direction ouest, entrée direction est |
| Los Angeles                                                                          | Baldwin Park                                   | 30,54  | 49,15  | 31A                                                          | I-605 (San Gabriel River Freeway)                                                                                   | Sortie direction est indiquée 31A (sud) et 31B (nord); sortie 22 de l'I-605                                                                                       |
| Los Angeles                                                                          | Baldwin Park                                   | 30,93  | 49,78  | 31B                                                          | Frazier Street | Indiqué sortie 31C direction est; pas d'entrée direction est |
| Los Angeles                                                                          | Baldwin Park                                   | 31,61  | 50,87  | 32A                                                          | Baldwin Park Boulevard                                                                                              | |
| Los Angeles                                                                          | Baldwin Park                                   | 32,05  | 51,58  | 32B                                                          | Francisquito Avenue – La Puente                                                                                     | Pas d'entrée direction est; anciennement sortie 33A |
| Los Angeles                                                                          | Baldwin Park                                   | 32,74  | 52,69  | 33                                                           | Puente Avenue – Industry                                                                                            | |
| Los Angeles                                                                          | West Covina                                    | 33,85  | 54,48  | 34A                                                          | Pacific Avenue, West Covina Parkway                                                                                 | Indiqué sortie 34 en direction est |
| Los Angeles                                                                          | West Covina                                    | 34,24  | 55,10  | 34B                                                          | Sunset Avenue | Sortie direction ouest seulement |
| Los Angeles                                                                          | West Covina                                    | 34,78  | 55,97  | 35                                                           | Vincent Avenue | |
| Los Angeles                                                                          | West Covina                                    | 35,89  | 57,76  | 36                                                           | SR 39 (en) (Azusa Avenue)                                                                                           | |
| Los Angeles                                                                          | West Covina                                    | 36,87  | 59,34  | 37A                                                          | Citrus Street | |
| Los Angeles                                                                          | West Covina                                    | 37,40  | 60,19  | 37B                                                          | Barranca Street | |
| Los Angeles                                                                          | West Covina                                    | 37,90  | 60,99  | 38A                                                          | Grand Avenue | |
| Los Angeles                                                                          | Limite West Covina – Covina                    | 38,39  | 61,78  | 38B                                                          | Holt Avenue | |
| Los Angeles                                                                          | Limite Covina – San Dimas                      | 39,85  | 64,13  | 40                                                           | Via Verde | |
| Los Angeles                                                                          | Pomona                                         | 41,41  | 66,64  | 41                                                           | Kellogg Drive | Pas d'entrée direction est; dessert Cal Poly Pomona |
| Los Angeles                                                                          | Limite Pomona – San Dimas                      | 41,83  | 67,32  | 42A                                                          | SR 57 (Orange Freeway) vers I-210 (Foothill Freeway) – Santa Ana                                                    | Indiqué sortie 42 en direction ouest; SR 57 nord est l'ancienne I-210; sortie 21 de SR 57 en direction nord; 22A-B en direction sud                               |
| Los Angeles                                                                          | Limite Pomona – San Dimas                      | 42,07  | 67,71  | 42B                                                          | SR 71 (en) sud (Chino Valley Freeway) / Campus Drive – Corona                                                       | Accès direction ouest via sortie 44; sortie 15 de SR 71 |
| Los Angeles                                                                          | Pomona                                         | 43,05  | 69,28  | 43                                                           | Fairplex Drive | Anciennement Ganesha Boulevard; sortie direction ouest fait partie de sortie 44; dessert Los Angeles County Fair                                                  |
| Los Angeles                                                                          | Pomona                                         | 43,58  | 70,14  | 44                                                           | Dudley Street | |
| Los Angeles                                                                          | Pomona                                         | 44,67  | 71,89  | 45A                                                          | White Avenue | |
| Los Angeles                                                                          | Pomona                                         | 45,12  | 72,61  | 45B                                                          | Garey Avenue, Orange Grove Avenue                                                                                   | |
| Los Angeles                                                                          | Pomona                                         | 45,80  | 73,71  | 46                                                           | Towne Avenue | |
| Los Angeles                                                                          | Claremont                                      | 47,13  | 75,85  | 47                                                           | Indian Hill Boulevard                                                                                               | |
| San Bernardino                                                                       | Montclair                                      | 48,33  | 77,78  | 48                                                           | Monte Vista Avenue                                                                                                  | |
| San Bernardino                                                                       | Montclair                                      | 48,89  | 78,68  | 49                                                           | Central Avenue | |
| San Bernardino                                                                       | Limite Upland – Ontario                        | 50,03  | 80,52  | 50                                                           | Mountain Avenue – Mount Baldy                                                                                       | |
| San Bernardino                                                                       | Limite Upland – Ontario                        | 51,13  | 82,29  | 51                                                           | SR 83 (en) (Euclid Avenue) – Ontario, Upland                                                                        | |
| San Bernardino                                                                       | Ontario                                        | 52,90  | 85,13  | 53                                                           | 4th Street | |
| San Bernardino                                                                       | Ontario                                        | 53,76  | 86,52  | 54                                                           | Vineyard Avenue | |
| San Bernardino                                                                       | Ontario                                        | 54,82  | 88,22  | 55A                                                          | Holt Boulevard | Accès direction est via sortie 54; ancienne US 99 nord |
| San Bernardino                                                                       | Ontario                                        | 54,82  | 88,22  | 55B                                                          | Archibald Avenue – Aéroport d'Ontario                                                                               | Indiqué sortie 55 en direction est |
| San Bernardino                                                                       | Ontario                                        | 55,83  | 89,85  | 56                                                           | Haven Avenue | |
| San Bernardino                                                                       | Ontario                                        | 56,84  | 91,48  | 57                                                           | Milliken Avenue | |
| San Bernardino                                                                       | Ontario                                        | 57,60  | 92,70  | 58                                                           | I-15 (Ontario Freeway) – Corona, San Diego, Barstow, Las Vegas                                                      | Indiqué sortie 58A (nord) et 58B (sud) en direction est; sortie 109 de l'I-15 nord et 109A-B en direction sud                                                     |
| San Bernardino                                                                       | Limite Ontario – Fontana                       | 58,79  | 94,61  | 59                                                           | Etiwanda Avenue, Valley Boulevard                                                                                   | Valley Boulevard est l'ancienne US 99 sud |
| San Bernardino                                                                       | Fontana                                        | 60,83  | 97,90  | 61                                                           | Cherry Avenue | |
| San Bernardino                                                                       | Fontana                                        | 62,84  | 101,13 | 63                                                           | Citrus Avenue | |
| San Bernardino                                                                       | Fontana                                        | 63,88  | 102,80 | 64                                                           | Sierra Avenue | |
| San Bernardino                                                                       | Bloomington                                    | 66,15  | 106,46 | 66                                                           | Cedar Avenue – Bloomington                                                                                          | |
| San Bernardino                                                                       | Rialto                                         | 67,33  | 108,36 | 68                                                           | Riverside Avenue | |
| San Bernardino                                                                       | Colton                                         | 68,36  | 110,01 | 69                                                           | Pepper Avenue | |
| San Bernardino                                                                       | Colton                                         | 69,62  | 112,04 | 70A                                                          | Rancho Avenue | |
| San Bernardino                                                                       | Colton                                         | 70,28  | 113,10 | 70B                                                          | 9th Street – Centre-ville de Colton                                                                                 | |
| San Bernardino                                                                       | Colton                                         | 70,91  | 114,12 | 71                                                           | Mt. Vernon Avenue                                                                                                   | |
| San Bernardino                                                                       | Colton                                         | 71,90  | 115,71 | 72                                                           | I-215 – San Bernardino, Barstow, Riverside                                                                          | Ancienne I-15E / US 91 / US 395; terminus est de San Bernardino Freeway; terminus ouest de Redlands Freeway; sortie 40A-B de l'I-15 nord; sortie 40 de l'I-15 sud |
| San Bernardino                                                                       | San Bernardino                                 | 72,92  | 117,35 | 73                                                           | Waterman Avenue | Indiqué sortie 73A (sud) et 73B (nord) en direction est |
| San Bernardino                                                                       | Limite San Bernardino – Loma Linda             | 73,93  | 118,98 | 74                                                           | Tippecanoe Avenue, Anderson Street – Aéroport international de San Bernardino, Université de Loma Linda             | |
| San Bernardino                                                                       | Loma Linda                                     | 74,96  | 120,64 | 75                                                           | Mountain View Avenue                                                                                                | |
| San Bernardino                                                                       | Redlands                                       | 75,96  | 122,25 | 76                                                           | California Street                                                                                                   | |
| San Bernardino                                                                       | Redlands                                       | 76,97  | 123,87 | 77A                                                          | Alabama Street | |
| San Bernardino                                                                       | Redlands                                       | 77,29  | 124,39 | 77B                                                          | SR 210 (en) ouest (Foothill Freeway) vers SR 330 (en) nord – Pasadena, Running Springs                              | Ancienne SR 30 ouest; sortie 85A-B de SR 210 est; future I-210 |
| San Bernardino                                                                       | Redlands                                       | 77,45  | 124,64 | 77C                                                          | Tennessee Street | |
| San Bernardino                                                                       | Redlands                                       | 78,56  | 126,43 | 79                                                           | SR 38 (en) est (Orange Street) / Eureka Street                                                                      | Indication direction est |
| San Bernardino                                                                       | Redlands                                       | 78,56  | 126,43 | 79                                                           | 6th Street vers SR 38 (en) – Big Bear                                                                               | Indication direction ouest |
| San Bernardino                                                                       | Redlands                                       | 79,53  | 127,99 | 80                                                           | University Street                                                                                                   | Indication direction est |
| San Bernardino                                                                       | Redlands                                       | 79,53  | 127,99 | 80                                                           | Cypress Avenue | Indication direction ouest |
| San Bernardino                                                                       | Redlands                                       | 80,79  | 130,02 | 81                                                           | Ford Street, Redlands Boulevard                                                                                     | Redlands Boulevard est l'ancienne US 99 nord |
| San Bernardino                                                                       | Redlands                                       | 81,95  | 131,89 | 82                                                           | Wabash Avenue | Sortie direction ouest, entrée direction est |
| San Bernardino                                                                       | Yucaipa                                        | 83,16  | 133,83 | 83                                                           | Yucaipa Boulevard                                                                                                   | |
| San Bernardino                                                                       | Yucaipa                                        | 84,69  | 136,30 | 85                                                           | Oak Glen Road, Live Oak Canyon Road                                                                                 | |
| San Bernardino                                                                       | Yucaipa                                        | 85,63  | 137,81 | Aire de service de Wildwood (direction est seulement)        | Aire de service de Wildwood (direction est seulement)                                                               | Aire de service de Wildwood (direction est seulement) |
| Limite San Bernardino – Riverside                                                    | Limite Yucaipa – Calimesa                      | 86,84  | 139,76 | 87                                                           | County Line Road | |
| Riverside                                                                            | Calimesa                                       | 87,68  | 141,11 | 88                                                           | Calimesa Boulevard                                                                                                  | Ancienne US 99 nord |
| Riverside                                                                            | Calimesa                                       | 88,74  | 142,81 | 89                                                           | Singleton Road | Sortie direction ouest, entrée direction est |
| Riverside                                                                            | Calimesa                                       | 89,87  | 144,63 | 90                                                           | Cherry Valley Boulevard – Cherry Valley                                                                             | |
| Riverside                                                                            | Calimesa                                       | 90,88  | 146,26 | Aire de service de Brookside (direction ouest seulement)     | Aire de service de Brookside (direction ouest seulement)                                                            | Aire de service de Brookside (direction ouest seulement) |
| Riverside                                                                            | Beaumont                                       | 92,35  | 148,62 | 92                                                           | Oak Valley Parkway                                                                                                  | |
| Riverside                                                                            | Beaumont                                       | 93,49  | 150,46 | 93                                                           | SR 60 (en) ouest (Moreno Valley Freeway) – Riverside                                                                | Sortie à gauche direction ouest; pas d'entrée direction ouest; ancienne US 60 ouest                                                                               |
| Riverside                                                                            | Beaumont                                       | 93,49  | 150,46 | 93                                                           | 6th Street | Sortie direction est, entrée direction ouest; ancienne US 60 est / US 99 sud                                                                                      |
| Riverside                                                                            | Beaumont                                       | 94,39  | 151,91 | 94                                                           | SR 79 (en) sud (Beaumont Avenue)                                                                                    | |
| Riverside                                                                            | Beaumont                                       | 95,05  | 152,94 | 95                                                           | Pennsylvania Avenue                                                                                                 | Sortie direction ouest, entrée direction est |
| Riverside                                                                            | Limite Beaumont – Banning                      | 96,13  | 154,71 | 96                                                           | Highland Springs Avenue                                                                                             | |
| Riverside                                                                            | Banning                                        | 98,15  | 157,96 | 98                                                           | Sunset Avenue | |
| Riverside                                                                            | Banning                                        | 98,78  | 158,97 | 99                                                           | 22nd Street – Centre-ville de Banning                                                                               | |
| Riverside                                                                            | Banning                                        | 99,67  | 160,40 | 100                                                          | SR 243 (en) sud (8th Street) – Idyllwild                                                                            | |
| Riverside                                                                            | Banning                                        | 100,68 | 162,03 | 101                                                          | Hargrave Street – Idyllwild                                                                                         | |
| Riverside                                                                            | Banning                                        | 101,58 | 163,48 | 102                                                          | Ramsey Street | Sortie direction ouest, entrée direction nord; ancienne US 60 ouest / US 99 nord                                                                                  |
| Riverside                                                                            | Limite Banning – Cabazon                       | 103,36 | 166,34 | 103                                                          | Malki Road | Anciennement Fields Road |
| Riverside                                                                            | Cabazon                                        | 104,48 | 168,14 | 104                                                          | Morongo Trail – Cabazon                                                                                             | Ancienne US 99 sud / Apache Trail |
| Riverside                                                                            | Cabazon                                        | 106,22 | 170,94 | 106                                                          | Main Street – Cabazon                                                                                               | Ancienne US 99 nord |
| Riverside                                                                            |                                                | 111,37 | 179,23 | 110                                                          | Railroad Avenue, Haugen–Lehmann Way – Whitewater                                                                    | Anciennement Verbana Avenue; anciennement sortie 111 |
| Riverside                                                                            | Palm Springs                                   | 112,02 | 180,28 | 111                                                          | SR 111 (en) sud – Palm Springs                                                                                      | Sortie direction est, entrée direction ouest; ancienne sortie 112                                                                                                 |
| Riverside                                                                            | Palm Springs                                   | 113,07 | 181,97 | Aire de service de Whitewater                                | Aire de service de Whitewater                                                                                       | Aire de service de Whitewater |
| Riverside                                                                            | Palm Springs                                   | 114,05 | 183,55 | 114                                                          | Whitewater | |
| Riverside                                                                            |                                                | 116,51 | 187,50 | 117                                                          | SR 62 (en) est – Twentynine Palms, Yucca Valley                                                                     | Indiqué "29 Palms" |
| Riverside                                                                            | Limite Palm Springs – Desert Hot Springs       | 119,95 | 193,04 | 120                                                          | Indian Canyon Drive – North Palm Springs                                                                            | Anciennement Indian Avenue |
| Riverside                                                                            | Limite Palm Springs – Desert Hot Springs       | 122,96 | 197,88 | 123                                                          | Gene Autry Trail, Palm Drive – Desert Hot Springs                                                                   | |
| Riverside                                                                            | Cathedral City                                 | 126,31 | 203,28 | 126                                                          | Date Palm Drive | |
| Riverside                                                                            | Cathedral City                                 | 130,18 | 209,50 | 130                                                          | Bob Hope Drive, Ramon Road – Palm Springs                                                                           | |
| Riverside                                                                            | Palm Desert                                    | 131,33 | 211,36 | 131                                                          | Monterey Avenue – Thousand Palms                                                                                    | |
| Riverside                                                                            | Palm Desert                                    |        |        |                                                              | Portola Avenue | Échangeur proposé |
| Riverside                                                                            | Palm Desert                                    | 133,71 | 215,19 | 134                                                          | Cook Street | |
| Riverside                                                                            | Palm Desert                                    | 137,27 | 220,91 | 137                                                          | Washington Street                                                                                                   | |
| Riverside                                                                            | Indio                                          | 139,16 | 223,96 | 139                                                          | Indio Boulevard, Jefferson Street                                                                                   | Indio Boulevard est l'ancienne US 99 sud / US 86 sud |
| Riverside                                                                            | Indio                                          | 141,56 | 227,82 | 142                                                          | Monroe Street – Central Indio                                                                                       | |
| Riverside                                                                            | Indio                                          | 142,56 | 229,43 | 143                                                          | Jackson Street | |
| Riverside                                                                            | Indio                                          | 143,77 | 231,38 | 144                                                          | Golf Center Parkway vers SR 111 (en)                                                                                | |
| Riverside                                                                            | Indio                                          | 144,65 | 232,79 | 145                                                          | SR 86 (en) sud – Brawley, El Centro                                                                                 | Sortie direction est, entrée direction ouest |
| Riverside                                                                            | Coachella                                      | 145,71 | 234,50 | 146                                                          | Dillon Road vers SR 86 (en) sud – Coachella                                                                         | Indiqué Dillon Road seulement direction est |
| Riverside                                                                            | Coachella                                      |        |        |                                                              | Avenue 50 | Échangeur proposé |
| Riverside                                                                            |                                                | 158,82 | 255,60 | Aire de service de Cactus City                               | Aire de service de Cactus City                                                                                      | Aire de service de Cactus City |
| Riverside                                                                            |                                                | 161,94 | 260,62 | 162                                                          | Frontage Road | |
| Riverside                                                                            |                                                | 168,37 | 270,97 | 168                                                          | Cottonwood Springs Road – Mecca, Twentynine Palms                                                                   | Ancienne SR 195 |
| Riverside                                                                            |                                                | 172,89 | 278,24 | 173                                                          | Summit Road – Chiriaco Summit                                                                                       | |
| Riverside                                                                            |                                                | 176,94 | 284,76 | 177                                                          | Hayfield Road | |
| Riverside                                                                            |                                                | 181,87 | 292,69 | 182                                                          | Red Cloud Road | |
| Riverside                                                                            |                                                | 188,83 | 303,89 | 189                                                          | Eagle Mountain Road                                                                                                 | |
| Riverside                                                                            | Desert Center                                  | 191,92 | 308,87 | 192                                                          | SR 177 (en) nord (Rice Road) – Desert Center                                                                        | |
| Riverside                                                                            |                                                | 201,22 | 323,83 | 201                                                          | Corn Springs Road                                                                                                   | |
| Riverside                                                                            |                                                | 216,76 | 348,84 | 217                                                          | Ford Dry Lake Road                                                                                                  | |
| Riverside                                                                            |                                                | 221,87 | 357,07 | 222                                                          | Wiley's Well Road – Aire de service                                                                                 | |
| Riverside                                                                            |                                                | 231,94 | 373,27 | 232                                                          | Mesa Drive – Blythe Airport, Mesa Verde                                                                             | Ancienne US 60 est |
| Riverside                                                                            | Blythe                                         | 235,97 | 379,76 | 236                                                          | SR 78 ouest (Neighbours Boulevard South) – Brawley                                                                  | |
| Riverside                                                                            | Blythe                                         | 238,97 | 384,58 | 239                                                          | Lovekin Boulevard                                                                                                   | |
| Riverside                                                                            | Blythe                                         | 239,98 | 386,21 | 240                                                          | 7th Street | |
| Riverside                                                                            | Blythe                                         | 240,99 | 387,84 | 241                                                          | US 95 nord (Intake Boulevard) – Needles                                                                             | Terminus ouest du multiplex avec US 95 |
| Riverside                                                                            | Blythe                                         |        |        | 242                                                          | E. Hobson Way | Sortie et entrée direction ouest |
| Riverside                                                                            | Blythe                                         | 242,92 | 390,94 | 243                                                          | Riviera Drive | Sortie et entrée direction est; sortie et entrée direction ouest remplacées par sortie 242                                                                        |
| Riverside                                                                            | Blythe                                         | 242,92 | 390,94 | Poste d'inspection d'agriculture (direction ouest seulement) | | |
| Fleuve Colorado                                                                      | Fleuve Colorado                                | 243,31 | 391,57 | Limite Californie – Arizona                                  | Limite Californie – Arizona                                                                                         | Limite Californie – Arizona |
| Fleuve Colorado                                                                      | Fleuve Colorado                                | 243,31 | 391,57 |                                                              | I-10 est / US 95 sud – Phoenix, Yuma                                                                                | Continue à Ehrenberg, Arizona |
| - Terminus de multiplex - Péage - Accès incomplet - Transition de route - Non-ouvert |                                                |        |        |                                                              | | |

### Arizona
| Interstate 10                                                                                                |                              |        |        |                                                                     |                                                                                               | |
| Comté | Municipalité                 | mi     | km     | Sortie                                                              | Intersections / Destinations                                                                  | Notes |
| Fleuve Colorado                                                                                              | Fleuve Colorado              | 0,00   | 0,00   |                                                                     | I-10 ouest / US 95 nord – Los Angeles                                                         | Continue à Blythe, Californie |
| Fleuve Colorado                                                                                              | Fleuve Colorado              | 0,00   | 0,00   | Limite Arizona – Californie                                         |                                                                                               | |
| La Paz | Ehrenberg                    | 0,72   | 1,16   | 1                                                                   | Ehrenberg, Parker                                                                             | |
| La Paz | Ehrenberg                    | 5,87   | 9,45   | 5                                                                   | Tom Wells Road                                                                                | |
| La Paz |                              | 11,99  | 19,30  | 11                                                                  | Dome Rock Road                                                                                | |
| La Paz | Quartzsite                   | 17,54  | 28,23  | 17                                                                  | US 95 sud vers SR 95 (en) nord – Parker, Yuma, Quartzsite                                     | Terminus est du multiplex avec US 95; anciennes US 60 / US 70 est                                                                   |
| La Paz | Quartzsite                   | 19,94  | 32,09  | 19                                                                  | Riggles Avenue – Quartzsite                                                                   | Anciennes US 60 / US 70 ouest |
| La Paz |                              | 26,68  | 42,94  | 26                                                                  | Gold Nugget Road                                                                              | |
| La Paz |                              | 31,18  | 50,18  | 31                                                                  | US 60 est – Wickenburg, Prescott                                                              | Terminus ouest de US 60; ancienne US 70 est                                                                                         |
| La Paz |                              | 45,38  | 73,03  | 45                                                                  | Vickersburg Road vers SR 72 (en) ouest                                                        | |
| La Paz |                              | 53,98  | 86,87  | 53                                                                  | Hovatter Road                                                                                 | |
| La Paz |                              | 69,69  | 112,16 | 69                                                                  | Avenue 75E                                                                                    | |
| Maricopa |                              | 81,24  | 130,74 | 81                                                                  | Salome Road                                                                                   | |
| Maricopa | Tonopah                      | 94,18  | 151,57 | 94                                                                  | 411th Avenue – Tonopah                                                                        | |
| Maricopa |                              | 98,32  | 158,23 | 98                                                                  | Wintersburg Road                                                                              | |
| Maricopa |                              | 103,97 | 166,52 | 103                                                                 | 339th Avenue                                                                                  | |
| Maricopa | Buckeye                      | 109,70 | 176,55 | 109                                                                 | Sun Valley Parkway / Palo Verde Road                                                          | |
| Maricopa | Buckeye                      | 112,77 | 181,49 | 112                                                                 | SR 85 sud vers I-8 – Gila Bend, Yuma, San Diego                                               | Terminus nord de SR 85 |
| Maricopa | Buckeye                      | 114,88 | 184,88 | 114                                                                 | Miller Road – Buckeye                                                                         | |
| Maricopa | Buckeye                      | 117,01 | 188,31 | 117                                                                 | Watson Road                                                                                   | |
| Maricopa | Buckeye                      | 120,24 | 193,51 | 120                                                                 | Verrado Way                                                                                   | |
| Maricopa | Buckeye                      | 121,72 | 195,89 | 121                                                                 | Jackrabbit Trail                                                                              | |
| Maricopa | Goodyear                     | 122,72 | 197,50 | 122                                                                 | Perryville Road                                                                               | |
| Maricopa | Goodyear                     | 123,73 | 199,12 | 123                                                                 | Citrus Road / Sarival Avenue                                                                  | Sortie direction est, entrée direction ouest                                                                                        |
| Maricopa | Goodyear                     | 124,73 | 200,73 | 124                                                                 | Loop SR 303 (en) (Bob Stump Memorial Parkway)                                                 | Sortie 104 de Loop 303 |
| Maricopa | Goodyear                     | 124,73 | 200,73 | Début de Papago Freeway                                             |                                                                                               | |
| Maricopa | Goodyear                     | 125,70 | 202,29 | 125                                                                 | Sarival Avenue / Citrus Road                                                                  | Sortie direction ouest, entrée direction est                                                                                        |
| Maricopa | Goodyear                     | 126,71 | 203,92 | 126                                                                 | Pebblecreek Parkway / Estrella Parkway                                                        | |
| Maricopa | Goodyear                     | 127,71 | 205,53 | 127                                                                 | Bullard Avenue                                                                                | |
| Maricopa | Goodyear                     | 128,72 | 207,15 | 128                                                                 | Litchfield Road – Goodyear                                                                    | |
| Maricopa | Avondale                     | 129,71 | 208,75 | 129                                                                 | Dysart Road                                                                                   | |
| Maricopa | Avondale                     | 130,71 | 210,36 | 130                                                                 | Fairway Drive                                                                                 | |
| Maricopa | Avondale                     | 131,71 | 211,97 | 131                                                                 | Avondale Boulevard                                                                            | Anciennement 115th Avenue |
| Maricopa | Avondale                     | 132,69 | 213,54 | 132                                                                 | 107th Avenue                                                                                  | Accès direction ouest via sortie 133A                                                                                               |
| Maricopa | Limite Avondale – Tolleson   | 133,69 | 215,15 | 133A                                                                | 99th Avenue / 107th Avenue                                                                    | Pas d'indication direction est pour 107th Avenue                                                                                    |
| Maricopa | Limite Avondale – Tolleson   | 133,98 | 215,62 | 133B                                                                | Loop 101 (en) nord (Agua Fria Freeway)                                                        | Sortie 1A-B de Loop 101; terminus anti-horaire de Loop 101                                                                          |
| Maricopa | Tolleson                     | 134,69 | 216,76 | 134                                                                 | 91st Avenue – Tolleson                                                                        | |
| Maricopa | Limite Tolleson – Phoenix    | 135,68 | 218,36 | 135                                                                 | 83rd Avenue                                                                                   | |
| Maricopa | Phoenix                      | 136,18 | 219,16 | 136A                                                                | 79th Avenue                                                                                   | Accès réservé aux HOV; sortie direction ouest, entrée direction est                                                                 |
| Maricopa | Phoenix                      | 136,70 | 220,00 | 136B                                                                | 75th Avenue                                                                                   | Indiqué sortie 136 en direction ouest                                                                                               |
| Maricopa | Phoenix                      | 137,69 | 221,59 | 137                                                                 | 67th Avenue / 59th Avenue                                                                     | Indiqué sortie 138C en direction ouest; 59th Avenue non indiqué direction est                                                       |
| Maricopa | Phoenix                      | 138,67 | 223,17 | 138A                                                                | Loop 202 (en) sud (Ed Pastor Freeway)                                                         | Sortie 78A-B de Loop 202; indiqué sortie 138 en direction est                                                                       |
| Maricopa | Phoenix                      | 138,67 | 223,17 | 138B                                                                | Loop 202 (en) sud                                                                             | Échangeur pour HOV; sortie direction ouest, entrée direction est; terminus sens horaire de Loop 202                                 |
| Maricopa | Phoenix                      | 139,66 | 224,76 | 139                                                                 | 51st Avenue / 59th Avenue                                                                     | Sortie direction est, entrée direction ouest                                                                                        |
| Maricopa | Phoenix                      | 140,66 | 226,37 | 140                                                                 | 43rd Avenue                                                                                   | |
| Maricopa | Phoenix                      | 141,67 | 228,00 | 141                                                                 | 35th Avenue                                                                                   | |
| Maricopa | Phoenix                      | 142,67 | 229,61 | 142                                                                 | 27th Avenue                                                                                   | Sortie direction est, entrée direction ouest                                                                                        |
| Maricopa | Phoenix                      | 143,18 | 230,43 | 143AB                                                               | I-17 / US 60 (Black Canyon Freeway) – Flagstaff                                               | Indiqué sortie 143A (nord) et 143B (sud); sortie 200A de I-17                                                                       |
| Maricopa | Phoenix                      | 143,18 | 230,43 | Fin de la Papago Freeway, début de la Loop intérieure               |                                                                                               | |
| Maricopa | Phoenix                      | 143,89 | 231,57 | 143C                                                                | 19th Avenue / Grand Avenue                                                                    | Sortie direction ouest, entrée direction est; Grand Avenue est l'ancienne US 60 / US 89                                             |
| Maricopa | Phoenix                      | 144,68 | 232,84 | 144A                                                                | 7th Avenue – Centre-ville                                                                     | Indiqué sortie 144 en direction ouest                                                                                               |
| Maricopa | Phoenix                      | 144,70 | 232,87 | 144B                                                                | 5th Avenue / 3rd Avenue                                                                       | Accès réservé aux HOV; sortie direction est, entrée direction ouest                                                                 |
| Maricopa | Phoenix                      | 144,96 | 233,29 | Deck Park Tunnel sous le Margaret T. Hance Park                     | Deck Park Tunnel sous le Margaret T. Hance Park                                               | Deck Park Tunnel sous le Margaret T. Hance Park                                                                                     |
| Maricopa | Phoenix                      | 145,70 | 234,48 | 145B                                                                | 3rd Street                                                                                    | Accès réservé aux HOV; sortie direction est, entrée direction ouest                                                                 |
| Maricopa | Phoenix                      | 145,46 | 234,10 | 145A                                                                | 7th Street                                                                                    | Indiqué sortie 145 en direction est                                                                                                 |
| Maricopa | Phoenix                      | 146,71 | 236,11 | 146                                                                 | 16th Street                                                                                   | Sortie direction est, entrée direction ouest                                                                                        |
| Maricopa | Phoenix                      | 146,96 | 236,51 | 147C                                                                | Loop 202 (en) est                                                                             | Accès réservé aux HOV; sortie direction est, entrée direction ouest                                                                 |
| Maricopa | Phoenix                      | 146,96 | 236,51 | 147AB                                                               | Loop 202 (en) est (Red Mountain Freeway) / SR 51 (en) nord                                    | Terminus anti-horaire de Loop 202; terminus sur de SR 51; indiqué sortie 147A (Loop 202) et 147B (SR 51)                            |
| Maricopa | Phoenix                      | 147,27 | 237,01 | 147C                                                                | SR 51 (en) nord                                                                               | Accès réservé aux HOV; sortie direction ouest, entrée direction est                                                                 |
| Maricopa | Phoenix                      | 148,18 | 238,47 | 148                                                                 | Washington Street / Jefferson Street – Retour des voitures de location                        | Entrée direction ouest inclut des rampes directes vers SR 51 / Loop 202                                                             |
| Maricopa | Phoenix                      | 148,94 | 239,70 | 149                                                                 | Sky Harbor                                                                                    | Sortie direction est, entrée direction ouest                                                                                        |
| Maricopa | Phoenix                      | 149,34 | 240,34 | 149                                                                 | Buckeye Road, Sky Harbor, Retour des voitures de location                                     | Sortie direction ouest, entrée direction est                                                                                        |
| Maricopa | Phoenix                      | 149,57 | 240,71 | 150A                                                                | I-17 nord / US 60 ouest (Maricopa Freeway West) – Flagstaff                                   | Terminus ouest du multiplex avec US 60; terminus sur de l'I-17; indiqué sortie 150 direction est; sortie 194 de I-17                |
| Maricopa | Phoenix                      | 149,57 | 240,71 | Fin de la Loop intérieure, début du multiplex avec Maricopa Freeway |                                                                                               | |
| Maricopa | Phoenix                      | 149,94 | 241,31 | 150B                                                                | 24th Street                                                                                   | Sortie direction ouest, entrée direction est                                                                                        |
| Maricopa | Phoenix                      | 151,50 | 243,82 | 151                                                                 | University Drive / 32nd Street                                                                | Anciennement indiqué sortie 151A |
| Maricopa | Phoenix                      | 152,39 | 245,25 | 152                                                                 | 40th Street                                                                                   | Anciennement indiqué sortie 151B |
| Maricopa | Limite Phoenix – Tempe       | 153,38 | 246,84 | 153A                                                                | SR 143 (en) nord (Hohokam Expressway) / 48th Street sud / Broadway Road – Aéroport Sky Harbor | Indiqué sortie 153 direction est; Broadway Road non-indiqué direction ouest; sortie 1A-B de SR 143; anciennement indiqué sortie 152 |
| Maricopa | Tempe                        |        |        |                                                                     | SR 143 (en) nord                                                                              | Échangeur planifié pour HOV; sera sortie direction ouest, entrée direction est                                                      |
| Maricopa | Tempe                        | 153,75 | 247,44 | 153B                                                                | Broadway Road / 52nd Street                                                                   | Sortie direction ouest, entrée direction nord; anciennement indiqué sortie 153                                                      |
| Maricopa | Tempe                        | 155,17 | 249,72 | —                                                                   | US 60 est                                                                                     | Accès réservé aux HOV; sortie direction ouest, entrée direction est                                                                 |
| Maricopa | Tempe                        | 155,25 | 249,85 | 154                                                                 | US 60 est (Superstition Freeway) – Mesa, Globe                                                | Terminus est du multiplex avec US 60; sortie 171 de US 60; ancienne SR 360 est                                                      |
| Maricopa | Limite Tempe – Guadalupe     | 155,94 | 250,96 | 155                                                                 | Baseline Road – Guadalupe                                                                     | Guadalupe est indiqué direction est                                                                                                 |
| Maricopa | Tempe                        | 157,98 | 254,24 | 157                                                                 | Elliot Road – Guadalupe                                                                       | Guadalupe est indiqué direction ouest                                                                                               |
| Maricopa | Tempe                        | 158,98 | 255,85 | 158                                                                 | Warner Road                                                                                   | |
| Maricopa | Limite Phoenix – Chandler    | 159,98 | 257,46 | 159                                                                 | Ray Road                                                                                      | |
| Maricopa | Limite Phoenix – Chandler    | 160,98 | 259,07 | 160                                                                 | Chandler Boulevard                                                                            | Anciennement Williams Field Road |
| Maricopa | Limite Phoenix – Chandler    | 161,50 | 259,91 | 161AB                                                               | Loop 202 (en)                                                                                 | Sortie 55A-B de Loop 202 |
| Maricopa | Limite Phoenix – Chandler    | 161,50 | 259,91 | 161C                                                                | Loop 202 (en) est (SanTan Freeway)                                                            | Accès réservé aux HOV; sortie direction est, entrée direction ouest; sortie 55C de Loop 202                                         |
| Maricopa | Limite Phoenix – Chandler    | 161,50 | 259,91 | Fin de Maricopa Highway                                             |                                                                                               | |
| |                              | 162,82 | 262,03 | 162                                                                 | Wild Horse Pass Boulevard / Sundust Road                                                      | Anciennement Maricopa Road |
| |                              | 164,80 | 265,22 | 164                                                                 | SR 347 (en) (Queen Creek Road)                                                                | |
| |                              | 167,78 | 270,02 | 167                                                                 | Riggs Road – Sun Lakes                                                                        | |
| Pinal |                              | 176,11 | 283,42 | 175                                                                 | SR 587 (en) (Casa Blanca Road)                                                                | Ancienne SR 93 nord |
| Pinal |                              | 185,56 | 298,63 | 185                                                                 | SR 187 (en) / SR 387 (en) – Sacaton, Florence                                                 | Ancienne SR 93 sud |
| Pinal | Casa Grande                  | 190,95 | 307,30 | 190                                                                 | McCartney Road                                                                                | |
| Pinal | Casa Grande                  | 195,19 | 314,13 | 194                                                                 | SR 287 (en) (Florence Boulevard)                                                              | |
| Pinal | Casa Grande                  | 198,40 | 319,29 | 198                                                                 | Jimmie Kerr Boulevard                                                                         | Ancienne SR 93 |
| Pinal | Casa Grande                  | 199,36 | 320,84 | 199                                                                 | I-8 ouest (Phoenix Bypass Route) – San Diego                                                  | Terminus est de l'I-8; sortie 178A-B de l'I-8                                                                                       |
| Pinal | Eloy                         | 200,40 | 322,51 | 200                                                                 | Sunland Gin Road – Arizona City                                                               | Entrée direction ouest inclut des rampes directes vers sortie 199                                                                   |
| Pinal | Eloy                         | 204,13 | 328,52 | 203                                                                 | Toltec Road – Eloy                                                                            | |
| Pinal | Eloy                         | 209,09 | 336,50 | 208                                                                 | Sunshine Boulevard – Eloy                                                                     | |
| Pinal |                              | 211,27 | 340,01 | 211A                                                                | Picacho                                                                                       | Fermé en 2019; était sortie direction est, entrée direction ouest                                                                   |
| Pinal | Picacho                      | 211,27 | 340,01 | 211                                                                 | SR 87 (en) nord vers SR 84 (en) ouest – Coolidge, Florence                                    | Anciennement indiqué sortie 211B direction est; terminus sud de SR 87                                                               |
| Pinal | Picacho                      | 212,49 | 341,97 | 212                                                                 | Picacho                                                                                       | Fermé en 2019; était sortie direction ouest, entrée direction est                                                                   |
| Pinal |                              | 220,13 | 354,26 | 219                                                                 | Picacho Peak Road – Picacho Peak State Park                                                   | |
| Pinal |                              | 226,74 | 364,90 | 226                                                                 | Red Rock                                                                                      | |
| Pinal | Avra                         |        |        | —                                                                   | Centrale électrique Saguaro et Centrale solaire                                               | Sortie direction ouest seulement; sortie non identifiée                                                                             |
| Pinal |                              | 232,30 | 373,85 | 232                                                                 | Pinal Air Park Road                                                                           | |
| Pima | Marana                       | 236,71 | 380,95 | 236                                                                 | Marana Road                                                                                   | |
| Pima | Marana                       | 240,74 | 387,43 | 240                                                                 | Tangerine Road                                                                                | |
| Pima | Marana                       | 243,24 | 391,46 | 242                                                                 | Avra Valley Road                                                                              | |
| Pima | Marana                       | 244,81 | 393,98 | 244                                                                 | Twin Peaks Road                                                                               | |
| Pima | Marana                       | 247,02 | 397,54 | 246                                                                 | Cortaro Road                                                                                  | |
| Pima | Marana                       | 249,01 | 400,74 | 248                                                                 | Ina Road                                                                                      | |
| Pima | Marana                       | 250,35 | 402,90 | 250                                                                 | Orange Grove Road                                                                             | |
| Pima | Tucson                       | 251,47 | 404,70 | 251                                                                 | Sunset Road                                                                                   | |
| Pima | Tucson                       | 252,71 | 406,70 | 252                                                                 | El Camino del Cerro / Ruthrauff Road                                                          | |
| Pima | Tucson                       | 254,59 | 409,72 | 254                                                                 | Prince Road                                                                                   | |
| Pima | Tucson                       | 255,57 | 411,30 | 255                                                                 | SR 77 (en) nord (Miracle Mile)                                                                | Terminus sud de SR 77; ancienne SR 84 est / SR 93 sud                                                                               |
| Pima | Tucson                       | 256,46 | 412,73 | 256                                                                 | Grant Road                                                                                    | |
| Pima | Tucson                       | 257,61 | 414,58 | 257                                                                 | Speedway Boulevard / St. Marys Road – Université de l'Arizona                                 | Pas d'indication direction ouest pour St. Marys Road                                                                                |
| Pima | Tucson                       | 258,05 | 415,29 | 257A                                                                | SR 210 (en) est (Barraza-Aviation Parkway)                                                    | Futur échangeur |
| Pima | Tucson                       | 258,65 | 416,26 | 258                                                                 | Congress Street / Broadway Boulevard / St. Marys Road                                         | Pas d'indication direction ouest pour Broadway Boulevard; pas d'indication direction est pour St. Marys Road                        |
| Pima | Limite Tucson – South Tucson | 259,63 | 417,83 | 259                                                                 | 22nd Street / 29th Street / Starr Pass Boulevard / Silverlake Road                            | |
| Pima | Limite Tucson – South Tucson | 260,39 | 419,06 | 260                                                                 | I-19 sud – Nogales                                                                            | Sortie 101 de I-19; terminus nord de I-19                                                                                           |
| Pima | Tucson                       | 261,28 | 420,49 | 261                                                                 | 6th Avenue / 4th Avenue                                                                       | |
| Pima | Tucson                       | 262,02 | 421,68 | 262                                                                 | Benson Highway / Park Avenue                                                                  | Pas d'indication direction ouest pour Benson Highway                                                                                |
| Pima | Tucson                       | 262,86 | 423,03 | 263                                                                 | Kino Parkway / Ajo Way – Aéroport international de Tucson                                     | Indiqué sortie 263A (Kino sud) et 263B (Kino nord/Ajo) en direction est                                                             |
| Pima | Tucson                       | 264,73 | 426,04 | 264                                                                 | Palo Verde Road / Irvington Road                                                              | Indiqué sortie 264A (Palo Verde sud) et 264B (Palo Verde nord/Irvington) en direction est                                           |
| Pima | Tucson                       | 265,32 | 426,99 | 265                                                                 | Alvernon Way                                                                                  | Pas d'entrée direction ouest |
| Pima | Tucson                       | 267,40 | 430,34 | 267                                                                 | Valencia Road – Aéroport international de Tucson                                              | |
| Pima | Tucson                       | 268,39 | 431,93 | 268                                                                 | Craycroft Road                                                                                | |
| Pima | Tucson                       | 269,64 | 433,94 | 269                                                                 | Wilmot Road                                                                                   | |
| Pima | Tucson                       | 270,87 | 435,92 | 270                                                                 | Kolb Road                                                                                     | |
| Pima | Tucson                       | 273,43 | 440,04 | 273                                                                 | Rita Road                                                                                     | |
| Pima | Tucson                       | 275,77 | 443,81 | 275                                                                 | Houghton Road                                                                                 | |
| Pima | Vail                         | 279,68 | 450,10 | 279                                                                 | Colossal Cave Road / Wentworth Road                                                           | |
| Pima | Vail                         | 281,96 | 453,77 | 281                                                                 | SR 83 (en) sud – Sonoita, Patagonia                                                           | Terminus nord de SR 83; Marsh Station Road ancienne US 80 ouest                                                                     |
| Pima |                              | 291,32 | 468,83 | 291                                                                 | Marsh Station Road                                                                            | Ancienne US 80 ouest |
| Pima |                              | 292,77 | 471,17 | 292                                                                 | Empirita Road                                                                                 | |
| Cochise |                              | 297,45 | 478,70 | 297                                                                 | Mescal Road / J-6 Ranch Road                                                                  | |
| Cochise |                              | 299,63 | 482,21 | 299                                                                 | Skyline Road                                                                                  | |
| Cochise | Benson                       | 302,67 | 487,10 | 302                                                                 | SR 90 (en) est – Fort Huachuca, Sierra Vista                                                  | Terminus ouest de SR 90 |
| Cochise | Benson                       | 304,16 | 489,50 | 303                                                                 | Pomerene Road vers SR 80 (en) – Douglas, Tombstone                                            | Pas de sortie direction ouest; ancienne US 80 est                                                                                   |
| Cochise | Benson                       | 305,20 | 491,17 | 304                                                                 | Ocotillo Street                                                                               | |
| Cochise | Benson                       | 307,43 | 494,76 | 306                                                                 | Pomerene Road vers SR 80 (en) – Douglas, Tombstone                                            | Ancienne US 80 est |
| Cochise |                              | 313,56 | 504,63 | 312                                                                 | Sibyl Road                                                                                    | |
| Cochise |                              | 319,76 | 514,60 | 318                                                                 | Dragoon Road                                                                                  | |
| Cochise |                              | 323,39 | 520,45 | 322                                                                 | Johnson Road                                                                                  | |
| Cochise |                              | 332,41 | 534,96 | 331                                                                 | US 191 sud – Sunsite, Douglas                                                                 | Terminus ouest du multiplex avec US 191                                                                                             |
| Cochise |                              | 337,69 | 543,46 | 336                                                                 | Taylor Road – Chiricahua National Monument                                                    | |
| Cochise | Willcox                      | 341,33 | 549,32 | 340                                                                 | SR 186 (en) est (Rex Allen Drive) / Fort Grant Road                                           | |
| Cochise |                              | 345,28 | 555,67 | 344                                                                 | Old Stewart Road                                                                              | |
| Cochise |                              | 353,19 | 568,40 | 352                                                                 | US 191 nord – Safford                                                                         | Terminus est du multiplex avec US 191                                                                                               |
| Cochise | Luzena                       | 356,77 | 574,17 | 355                                                                 | vers US 191 nord – Safford                                                                    | Accès via Page Ranch Road |
| Cochise | Bowie                        | 363,66 | 585,25 | 362                                                                 | I-10 BL est – Bowie                                                                           | |
| Cochise | Bowie                        | 367,60 | 591,59 | 366                                                                 | I-10 BL ouest – Bowie                                                                         | |
| Cochise | San Simon                    | 379,75 | 611,15 | 378                                                                 | I-10 BL est – San Simon                                                                       | |
| Cochise | San Simon                    | 383,14 | 616,60 | 382                                                                 | I-10 BL est – San Simon                                                                       | |
| Cochise |                              | 391,57 | 630,17 | 390                                                                 | Cavot Road                                                                                    | |
| Cochise |                              | 391,99 | 630,85 |                                                                     | I-10 est – El Paso                                                                            | Continue au Nouveau-Mexique |
| - Terminus de multiplex - Péage - Accès incomplet - Accès réservé aux HOV - Transition de route - Non-ouvert |                              |        |        |                                                                     |                                                                                               | |

### Nouveau-Mexique
| Interstate 10           |              |        |        |        |                                                                                  | |
| Comté                   | Municipalité | mi     | km     | Sortie | Intersections / Destinations                                                     | Notes                                                                                                |
| Hidalgo                 |              | 0,00   | 0,00   |        | I-10 ouest – Tucson                                                              | Continue en Arizona                                                                                  |
| Hidalgo                 |              | 3,63   | 5,84   | 3      | Steins                                                                           | |
| Hidalgo                 |              | 5,83   | 9,39   | 5      | NM 80 (en) sud – Road Forks                                                      | Ancienne US 80 ouest                                                                                 |
| Hidalgo                 |              | 11,20  | 18,03  | 11     | NM 338 (en) sud – Animas                                                         | |
| Hidalgo                 |              | 15,68  | 25,24  | 15     | Gary                                                                             | |
| Hidalgo                 | Lordsburg    | 20,82  | 33,51  | 20A    | Centre d'information du Nouveau-Mexique, Aire de service                         | Accès direction ouest via sortie 20                                                                  |
| Hidalgo                 | Lordsburg    | 20,82  | 33,51  | 20B    | W. Motel Drive                                                                   | Indiqué sortie 20 en direction ouest                                                                 |
| Hidalgo                 | Lordsburg    | 22,61  | 36,39  | 22     | NM 494 (en) (Main Street)                                                        | |
| Hidalgo                 | Lordsburg    | 24,57  | 39,53  | 24     | US 70 (E. Motel Drive)                                                           | Terminus ouest du multiplex avec US 70                                                               |
| Hidalgo                 |              | 29,56  | 47,57  | 29     | Sortie non-identifiée                                                            | Ulmorris Road est liée à la sortie mais n'est pas mentionnée                                         |
| Hidalgo                 |              | 34,27  | 55,16  | 34     | NM 113 (en) sud – Playas                                                         | |
| Grant                   |              | 42,57  | 68,51  | 42     | Separ                                                                            | |
| Grant                   |              | 49,90  | 80,31  | 49     | NM 146 (en) sud – Playas                                                         | |
| Luna                    |              | 56,21  | 90,46  | 55     | Quincy                                                                           | |
| Luna                    |              | 63,32  | 101,90 | 62     | Gage                                                                             | |
| Luna                    |              | 68,57  | 110,35 | 68     | NM 418 (en) est                                                                  | Ancienne US 70 / US 80                                                                               |
| Luna                    | Deming       | 81,22  | 130,71 | 81     | W. Pine Street                                                                   | |
| Luna                    | Deming       | 82,12  | 132,16 | 82A    | US 180 ouest vers NM 26 (en) est / I-25 – Silver City, Hatch                     | Terminus ouest du multiplex avec US 180                                                              |
| Luna                    | Deming       | 82,58  | 132,90 | 83B    | Cedar Street                                                                     | Indication direction est                                                                             |
| Luna                    | Deming       | 82,58  | 132,90 | 83B    | Railroad Boulevard                                                               | Indication direction ouest                                                                           |
| Luna                    | Deming       | 85,24  | 137,18 | 85     | E. Pine Street                                                                   | |
| Luna                    |              | 102,95 | 165,68 | 102    | Akela                                                                            | |
| Doña Ana                |              | 116,13 | 186,89 | 116    | NM 549 (en) ouest                                                                | Ancienne US 70 / US 80                                                                               |
| Doña Ana                |              | 127,23 | 204,76 | 127    | Corralitos Road                                                                  | |
| Doña Ana                | Las Cruces   | 132,03 | 212,48 | 132    | Aéroport international de Las Cruces                                             | |
| Doña Ana                | Las Cruces   | 134,64 | 216,68 | 135    | US 70 est (W. Picacho Avenue)                                                    | Terminus est du multiplex avec US 70                                                                 |
| Doña Ana                | Las Cruces   | 138,99 | 223,65 | 139    | NM 292 (en) sud (Motel Boulevard)                                                | |
| Doña Ana                | Las Cruces   | 140,22 | 225,65 | 140    | NM 28 (en) (Avenida de Mesilla)                                                  | |
| Doña Ana                | Las Cruces   | 141,55 | 227,81 | 142    | NM 478 (en) (Main Street) / NM 478 (en) ouest (University Avenue) / Valley Drive | Valley Drive et NM 478 (Main Street) non-indiqués direction est; NM 478 est l'ancienne US 80 / US 85 |
| Doña Ana                | Las Cruces   | 144,35 | 232,31 | 144    | I-25 nord (US 85) – Las Cruces, Albuquerque                                      | Terminus ouest du multiplex avec US 85; terminus sud de I-25                                         |
| Doña Ana                |              | 151,20 | 243,33 | 151    | NM 228 (en) – Mesquite                                                           | |
| Doña Ana                |              | 154,95 | 249,37 | 155    | NM 227 (en) ouest – Vado, Berino                                                 | |
| Doña Ana                |              | 160,40 | 258,14 | 162    | NM 404 (en) – Anthony, Chaparral                                                 | |
| Doña Ana                |              | 164,26 | 264,36 |        | I-10 / US 180 est / US 85 sud – El Paso                                          | Continue à Anthony, Texas                                                                            |
| - Terminus de multiplex |              |        |        |        |                                                                                  | |

### Texas
| Interstate 10                                                                                                |                           |                                     |                                    |                                                               | | |
| Comté | Municipalité              | mi                                  | km                                 | Sortie                                                        | Intersections / Destinations                                                                                      | Notes |
| El Paso | Anthony                   | 0,00                                | 0,00                               |                                                               | I-10 / US 180 ouest / US 85 nord – Las Cruces                                                                     | Continue au Nouveau-Mexique |
| El Paso | Anthony                   | 0,01                                | 0,01                               | 0                                                             | FM 1904 (en) – Anthony                                                                                            | |
| El Paso | Anthony                   | 0,64                                | 1,04                               | Centre d'information touristique; sortie 1 (en direction est) | Centre d'information touristique; sortie 1 (en direction est)                                                     | Centre d'information touristique; sortie 1 (en direction est) |
| El Paso | Canutillo                 | 2,66                                | 4,28                               | 2                                                             | Spur 37 (en) (Vinton Road) / Westway Drive                                                                        | |
| El Paso | El Paso                   | 4,88                                | 7,86                               | 5                                                             | Station de vérification                                                                                           | Direction est seulement |
| El Paso | El Paso                   | 5,86                                | 9,43                               | 6A                                                            | Loop 375 (en) est (Transmountain Road) / Spur 16 (en)(Vinton Road)                                                | Indiqué sortie 6 en direction est |
| El Paso | El Paso                   | 6,92                                | 11,14                              | 6B                                                            | Loop 375 (en) ouest (Transmountain Road)                                                                          | Sortie direction ouest, entrée direction est |
| El Paso | El Paso                   | 7,57                                | 12,19                              | 8                                                             | SH 178 (en) / Paseo del Norte / Artcraft Road                                                                     | |
| El Paso | El Paso                   | 8,78                                | 14,13                              | 9                                                             | Redd Road | |
| El Paso | El Paso                   | 10,82                               | 17,42                              | 11                                                            | SH 20 (en) (Mesa Street)                                                                                          | |
| El Paso | El Paso                   | 12,64                               | 20,35                              | 12                                                            | Resler Drive | Fermée |
| El Paso | El Paso                   | 12,03                               | 19,35                              | 13                                                            | US 85 sud (Paisano Drive / Sunland Park Drive) / SH 375 Péage (en) est (Border West Expressway)                   | Terminus est du multiplex avec US 85 |
| El Paso | El Paso                   | 15,83                               | 25,47                              | 16                                                            | Executive Center Boulevard                                                                                        | |
| El Paso | El Paso                   | 17,69                               | 28,47                              | 18A                                                           | Schuster Avenue, University Avenue, Université du Texas à El Paso                                                 | |
| El Paso | El Paso                   | 18,44                               | 29,68                              | 18B                                                           | Porfirio Díaz Street, Franklin Avenue                                                                             | Pas d'entrée direction ouest |
| El Paso | El Paso                   | 19,03                               | 30,62                              | 19A                                                           | SH 20 (en) (Mesa Street) – Centre-ville d'El Paso, Centre des Congrès, Information touristique, District des Arts | Indiqué sortie 19 direction est |
| El Paso | El Paso                   | 19,92                               | 32,06                              | 19B                                                           | Centre-ville d'El Paso, Centre des Congrès, Information touristique, District des Arts                            | Sortie direction ouest seulement |
| El Paso | El Paso                   | 20,11                               | 32,36                              | 20                                                            | Dallas Street, Cotton Street                                                                                      | |
| El Paso | El Paso                   | 20,94                               | 33,70                              | 21                                                            | Piedras Street | |
| El Paso | El Paso                   | 21,54                               | 34,70                              | 22A                                                           | Loop 478 (en) (Copia Street)                                                                                      | |
| El Paso | El Paso                   | 21,85                               | 35,16                              | 22B                                                           | US 54 est (Patriot Freeway) / I-110 sud – Alamogordo, Fort Bliss, Juárez                                          | Sortie 21 de US 54; sortie 21A de I-110 |
| El Paso | El Paso                   | 22,66                               | 36,46                              | 23A                                                           | Raynolds Street                                                                                                   | |
| El Paso | El Paso                   | 23,25                               | 37,42                              | 23B                                                           | US 62 / US 180 est (Paisano Drive) / Chelsea Street                                                               | Terminus est du multiplex avec US 180 |
| El Paso | El Paso                   | 23,79                               | 38,28                              | 24A                                                           | Trowbridge Drive                                                                                                  | Sortie et entrée direction est; accès en direction ouest, via sortie 24                                                                                                  |
| El Paso | El Paso                   | 24,23                               | 39,00                              | 24B                                                           | Geronimo Drive | Sortie et entrée direction est; accès en direction ouest, via sortie 24                                                                                                  |
| El Paso | El Paso                   | 24,98                               | 40,20                              | 24                                                            | Geronimo Drive, Trowbridge Drive                                                                                  | Sortie et entrée direction ouest; accès en direction est via sorties 24A et 24B                                                                                          |
| El Paso | El Paso                   | 25,37                               | 40,83                              | 25                                                            | Airway Boulevard – Aéroport d'El Paso                                                                             | |
| El Paso | El Paso                   | 25,79                               | 41,51                              | 26                                                            | Hawkins Boulevard                                                                                                 | |
| El Paso | El Paso                   | 26,79                               | 43,12                              | 27                                                            | Hunter Drive, Viscount Boulevard                                                                                  | Sortie et entrée direction est; accès en direction ouest via sortie 28A                                                                                                  |
| El Paso | El Paso                   | 27,81                               | 44,76                              | 28A                                                           | FM 2316 (en) (McRae Boulevard, Giles Road) / Sumac Drive                                                          | |
| El Paso | El Paso                   | 28,72                               | 46,22                              | 28B                                                           | Yarbrough Drive, Sumac Drive                                                                                      | |
| El Paso | El Paso                   | 29,66                               | 47,73                              | 29                                                            | Lomaland Drive | Sortie et entrée direction est; accès en direction ouest via sortie 30                                                                                                   |
| El Paso | El Paso                   | 30,05                               | 48,36                              | 30                                                            | Lee Trevino Drive                                                                                                 | |
| El Paso | El Paso                   | 31,49                               | 50,67                              | 32                                                            | FM 659 (en) (Zaragoza Road, George Dieter Road)                                                                   | |
| El Paso | El Paso                   | 33,80                               | 54,40                              | 33                                                            | Don Haskins Drive                                                                                                 | Sortie direction ouest seulement |
| El Paso | El Paso                   | 33,22                               | 53,46                              | 34                                                            | Loop 375 (en) / Americas Avenue, Joe Battle Boulevard                                                             | Indiqué sortie 34A (Loop 375) et 34B (Americas Boulevard et Joe Battle Boulevard)                                                                                        |
| El Paso | Socorro                   | 34,97                               | 56,28                              | 35                                                            | Eastlake Boulevard                                                                                                | |
| El Paso | Socorro                   | 36,85                               | 59,30                              | 37                                                            | FM 1281 (en) (Horizon Boulevard) – Horizon City, Socorro                                                          | |
| El Paso | Clint                     | 42,44                               | 68,30                              | 42                                                            | FM 1110 (en) – Clint, San Elizario                                                                                | |
| El Paso | Fabens                    | 49,21                               | 79,19                              | 49                                                            | FM 793 (en) – Fabens                                                                                              | |
| El Paso |                           | 50,30                               | 80,95                              | Aire de service du comté d'El Paso                            | Aire de service du comté d'El Paso                                                                                | Aire de service du comté d'El Paso |
| El Paso | Tornillo                  | 55,22                               | 88,86                              | 55                                                            | Tornillo | |
| Hudspeth | Fort Hancock              | 68,10                               | 109,60                             | 68                                                            | Acala Road | |
| Hudspeth | Fort Hancock              | 72,30                               | 116,40                             | 72                                                            | Spur 148 (en) – Fort Hancock                                                                                      | |
| Hudspeth | Fort Hancock              | 78,40                               | 126,20                             | 78                                                            | SH 20 (en) ouest – McNary                                                                                         | |
| Hudspeth |                           | 81,60                               | 131,30                             | 81                                                            | FM 2217 (en) | |
| Hudspeth |                           | 85,10                               | 137,00                             | 85                                                            | Esperanza Road | |
| Hudspeth |                           | 87,60                               | 141,00                             | 87                                                            | FM 34 (en) | |
| Hudspeth |                           | 95,40                               | 153,50                             | 95                                                            | Frontage Road | Sortie et entrée direction est |
| Hudspeth |                           | 98,90                               | 159,20                             | 99                                                            | Lasca Road | |
| Hudspeth | Sierra Blanca             | 105,60                              | 169,20                             | 105                                                           | El Paso Street | Indiqué sortie 106 en direction ouest |
| Hudspeth | Sierra Blanca             | 106,90                              | 172,00                             | 107                                                           | RM 1111 (en) (Sierra Blanca Avenue)                                                                               | |
| Hudspeth | Sierra Blanca             | 108,50                              | 174,60                             | 108                                                           | El Paso Street – Sierra Blanca                                                                                    | Sortie direction ouest seulement |
| Hudspeth | Allamoore                 | 128,90                              | 207,40                             | 129                                                           | Allamoore | |
| Hudspeth |                           | 132,70                              | 213,60                             | 133                                                           | Frontage Road | Sortie et entrée direction ouest |
| Culberson | Van Horne                 | 137,80                              | 221,80                             | 138                                                           | Golf Course Drive                                                                                                 | |
| Culberson | Van Horne                 | 139,70                              | 224,80                             | 140A                                                          | US 90 / SH 54 (en) (Van Horne Drive) – Valentine, Marfa, Alpine                                                   | Accès à l'aéroport du Comté de Culberson |
| Culberson | Van Horne                 | 140,60                              | 226,30                             | 140B                                                          | Ross Drive | |
| Culberson | Wild Horse                | 146,30                              | 235,40                             | 146                                                           | Wild Horse Road                                                                                                   | |
| Culberson | Michigan Flat             | 152,90                              | 246,10                             | 153                                                           | Michigan Flat | |
| Culberson | Plateau                   | 159,40                              | 256,50                             | 159                                                           | Plateau | |
| Culberson | Boracho                   | 166,00                              | 267,20                             | 166                                                           | Boracho Station                                                                                                   | |
| Culberson |                           | 172,60                              | 277,80                             | 173                                                           | Hurds Draw Road                                                                                                   | |
| Culberson | Kent                      | 176,30                              | 283,70                             | 176                                                           | SH 118 (en) / RM 2424 (en) – Kent, Fort Davis                                                                     | |
| Jeff Davis                                                                                                   |                           | 181,10                              | 291,50                             | 181                                                           | Cherry Creek Road                                                                                                 | |
| Jeff Davis                                                                                                   |                           | 183,60                              | 295,50                             | 184                                                           | Springhills | |
| Reeves |                           | 186,20                              | 299,70                             | 186                                                           | I-10 est – San Antonio                                                                                            | Sortie à gauche direction ouest; entrée à gauche direction est; permet l'accès à l'I-10 est en provenance de l'I-20 ouest                                                |
| Reeves |                           | 186,80                              | 300,60                             | 187                                                           | I-20 est – Fort Worth, Dallas                                                                                     | Pas d'entrée direction est; sortie à gauche direction est; pas de numéro de sortie direction est; Fort Worth n'est pas indiqué direction ouest; terminus ouest de l'I-20 |
| Reeves |                           | 187,60                              | 301,90                             | 188                                                           | Giffin Road | |
| Reeves |                           | 192,30                              | 309,50                             | 192                                                           | FM 3078 (en) – Toyahvale, Fort Davis                                                                              | |
| Reeves | Balmorhea                 | 206,00                              | 331,50                             | 206                                                           | FM 2903 (en) – Toyah, Balmorhea                                                                                   | |
| Reeves | Balmorhea                 | 209,00                              | 336,40                             | 209                                                           | SH 17 (en) sud – Balmorhea, Fort Davis                                                                            | Terminus ouest du multiplex avec SR 17 |
| Reeves | Saragosa                  | 211,50                              | 340,40                             | 212                                                           | SH 17 (en) / FM 2448 (en) – Pecos                                                                                 | Terminus est du multiplex avec SH 17 |
| Reeves |                           | 213,80                              | 341,10                             | 214                                                           | FM 2448 (en) | Sortie direction ouest, entrée direction est |
| Reeves |                           | 221,70                              | 356,80                             | 222                                                           | Hoefs Road | |
| Pecos |                           | 229,10                              | 368,70                             | 229                                                           | Hovey Road | |
| Pecos |                           | 235,20                              | 378,50                             | 235                                                           | Mendel Road | |
| Pecos |                           | 240,80                              | 387,50                             | 241                                                           | Kennedy Road | |
| Pecos |                           | 245,90                              | 395,70                             | 246                                                           | Firestone Road | |
| Pecos |                           | 248,10                              | 399,30                             | 248                                                           | US 67 sud / FM 1776 (en) – Alpine, Marfa, Presidio, Université d'État Sul Ross                                    | Terminus ouest du multiplex avec US 67 |
| Pecos |                           | 252,30                              | 406,00                             | 253                                                           | FM 2448 (en) | |
| Pecos | Fort Stockton             | 256,20                              | 412,30                             | 256                                                           | W. Dickinson Boulevard – Fort Stockton                                                                            | |
| Pecos | Fort Stockton             | 257,00                              | 413,60                             | 257                                                           | US 285 – Pecos, Sanderson                                                                                         | Pas d'entrée direction ouest; accès à l'aéroport de Fort Stockton |
| Pecos | Fort Stockton             | 258,50                              | 416,00                             | 259B                                                          | SH 18 (en) – Monahans                                                                                             | Indiqué sortie 259 direction est |
| Pecos | Fort Stockton             | 259,30                              | 417,30                             | 259A                                                          | FM 1053 (en) | |
| Pecos | Fort Stockton             | 260,80                              | 419,70                             | 261                                                           | US 385 sud – Fort Stockton, Marathon                                                                              | Terminus ouest du multiplex avec US 385 |
| Pecos |                           | 263,80                              | 424,50                             | 264                                                           | Warnock Road | |
| Pecos |                           | 271,50                              | 436,90                             | 272                                                           | University Road                                                                                                   | |
| Pecos |                           | 272,60                              | 438,70                             | 273                                                           | US 67 nord / US 385 nord – San Angelo, McCamey                                                                    | Terminus est du multiplex avec US 67 / US 385 |
| Pecos |                           | 276,60                              | 445,10                             | 277                                                           | RM 2023 (en) | |
| Pecos |                           | 284,40                              | 457,70                             | 285                                                           | McKenzie Road | |
| Pecos |                           | 287,50                              | 462,70                             | 288                                                           | Ligon Road | |
| Pecos | Bakersfield               | 294,10                              | 473,30                             | 294                                                           | FM 11 (en) – Bakersfield                                                                                          | |
| Pecos |                           | 298,40                              | 480,20                             | 298                                                           | RM 2886 (en) | |
| Pecos |                           | 306,80                              | 493,70                             | 307                                                           | US 190 vers FM 305 (en) – Iraan, McCamey                                                                          | |
| Pecos |                           | 314,30                              | 505,80                             | 314                                                           | Frontage Road | |
| Pecos |                           | 319,90                              | 514,80                             | 320                                                           | Frontage Road | |
| Pecos |                           | 324,80                              | 522,70                             | 325                                                           | SH 290 (en) / SH 349 (en)– Iraan, Sheffield                                                                       | |
| Crockett |                           | 327,80                              | 527,50                             | 328                                                           | River Road | |
| Crockett |                           | 336,70                              | 541,90                             | 337                                                           | Live Oak Road | |
| Crockett |                           | 343,10                              | 552,20                             | 343                                                           | SH 290 (en) ouest – Sheffield                                                                                     | |
| Crockett |                           | 349,50                              | 562,50                             | 350                                                           | RM 2398 (en) (Howard Draw Road)                                                                                   | |
| Crockett |                           | 360,80                              | 580,70                             | 361                                                           | RM 2083 (en) (Pandale Road)                                                                                       | |
| Crockett | Ozona                     | 363,40                              | 584,80                             | 363                                                           | Loop 466 (en) / RM 2398 (en) – Ozona                                                                              | |
| Crockett | Ozona                     | 365,20                              | 587,70                             | 365                                                           | SH 163 (en) – Sterling City, Comstock                                                                             | Accès à l'aéroport municipal d'Ozona |
| Crockett | Ozona                     | 367,50                              | 591,40                             | 368                                                           | Loop 466 (en) – Ozona                                                                                             | |
| Crockett |                           | 371,80                              | 598,40                             | 372                                                           | Taylor Box Road                                                                                                   | |
| Sutton |                           | 380,90                              | 613,00                             | 381                                                           | RM 1312 (en) | Sortie direction est, entrée direction ouest |
| Sutton |                           | 387,30                              | 623,30                             | 388                                                           | RM 1312 (en) | Sortie direction ouest, entrée direction est |
| Sutton |                           | 391,80                              | 630,50                             | 392                                                           | RM 1312 (en) / RM 1989 (en) (Caverns of Sonora Road)                                                              | |
| Sutton | Sonora                    | 399,30                              | 642,60                             | 399                                                           | Loop 467 (en) – Sonora                                                                                            | Sortie direction est, entrée direction ouest |
| Sutton | Sonora                    | 400,00                              | 643,70                             | 400                                                           | US 277 – San Angelo, Del Rio                                                                                      | Accès à l'aéroport municipal de Sonora |
| Sutton | Sonora                    | 403,80                              | 649,90                             | 404                                                           | Loop 467 (en) / RM 864 (en) / RM 3130 (en) – Sonora, Fort McKavett                                                | |
| Sutton |                           | 411,80                              | 662,70                             | 412                                                           | vers RM 3130 (en) / Allison Road                                                                                  | |
| Sutton |                           | 420,00                              | 675,90                             | 420                                                           | RM 3130 (en) (Baker Road)                                                                                         | |
| Sutton |                           | 428,40                              | 689,40                             | 429                                                           | vers RM 3130 (en) / Harrell Road                                                                                  | |
| Kimble | Roosevelt                 | 436,90                              | 703,10                             | 437                                                           | Loop 291 (en) – Roosevelt                                                                                         | Sortie direction est, entrée direction ouest |
| Kimble | Roosevelt                 | 438,20                              | 705,20                             | 438                                                           | Loop 291 (en) – Roosevelt                                                                                         | Sortie direction ouest, entrée direction est |
| Kimble |                           | 440,70                              | 709,20                             | 442                                                           | Loop 291 (en) / RM 1674 (en) – Fort McKavett                                                                      | |
| Kimble |                           | 444,80                              | 715,80                             | 445                                                           | RM 1674 (en) | Sortie direction est, entrée direction ouest |
| Kimble |                           | 451,10                              | 726,00                             | 451                                                           | RM 2291 (en) (Cleo Road)                                                                                          | |
| Kimble | Junction                  | 455,40                              | 732,90                             | 456                                                           | US 83 nord / US 377 vers Loop 481 (en) – Junction, Menard                                                         | Terminus ouest du multiplex avec US 83 |
| Kimble | Junction                  | 457,30                              | 736,00                             | 457                                                           | FM 2169 (en) (Martinez Street) – Junction                                                                         | |
| Kimble | Junction                  | 459,80                              | 740,00                             | 460                                                           | Loop 481 (en) – Junction, Université Texas Tech                                                                   | Sortie direction ouest, entrée direction est |
| Kimble |                           | 461,50                              | 742,70                             | 462                                                           | US 83 sud – Leakey                                                                                                | Terminus est du multiplex avec US 83 |
| Kimble | Segovia                   | 464,50                              | 747,50                             | 465                                                           | FM 2169 (en) – Segovia                                                                                            | |
| Kimble |                           | 471,30                              | 758,50                             | 472                                                           | RM 479 (en) / FM 2169 (en) / Old Segovia Road                                                                     | |
| Kimble |                           | 475,60                              | 765,40                             | 476                                                           | Stapp Ranch Road                                                                                                  | Sortie direction est, entrée direction ouest |
| Kimble |                           | 476,60                              | 767,00                             | 477                                                           | US 290 est – Fredericksburg, Johnson City, Austin                                                                 | |
| Kerr |                           | 483,90                              | 778,80                             | 484                                                           | Midway Road | |
| Kerr | Mountain Home             | 487,50                              | 784,60                             | 488                                                           | SH 27 (en) – Mountain Home, Ingram                                                                                | |
| Kerr | Mountain Home             | 489,80                              | 788,30                             | 490                                                           | SH 41 (en) – Mountain Home, Rocksprings                                                                           | |
| Kerr |                           | 491,80                              | 791,50                             | 492                                                           | RM 479 (en) | |
| Kerr |                           | 501,10                              | 806,40                             | 501                                                           | FM 1338 (en) | |
| Kerr | Kerrville                 | 504,80                              | 812,40                             | 505                                                           | RM 783 (en) – Harper, Kerrville, Ingram                                                                           | |
| Kerr | Kerrville                 | 507,70                              | 817,10                             | 508                                                           | SH 16 (en) – Kerrville                                                                                            | |
| Kerr |                           | 519,50                              | 836,10                             | 520                                                           | FM 1341 (en) | |
| Kendall | Comfort                   | 522,40                              | 840,70                             | 523                                                           | US 87 nord – San Angelo, Comfort, Fredericksburg                                                                  | Terminus ouest du multiplex avec US 87 |
| Kendall | Comfort                   | 524,00                              | 843,30                             | 524                                                           | FM 1621 (en) – Comfort, Waring                                                                                    | |
| Kendall |                           | 526,60                              | 847,50                             | 527                                                           | FM 1621 (en) / FM 289 (en)– Comfort, Waring                                                                       | Accès direction est via sortie 524 |
| Kendall |                           | 532,70                              | 857,30                             | 533                                                           | FM 289 (en) – Welfare                                                                                             | |
| Kendall | Boerne                    | 536,90                              | 864,10                             | 537                                                           | N. Main Street – Boerne                                                                                           | |
| Kendall | Boerne                    | 537,60                              | 865,20                             | 538                                                           | Ranger Creek Road                                                                                                 | Sortie direction ouest, entrée direction est |
| Kendall | Boerne                    | 538,70                              | 867,00                             | 539                                                           | Johns Road | |
| Kendall | Boerne                    | 540,10                              | 869,20                             | 540                                                           | SH 46 (en) – New Braunfels, Bandera                                                                               | |
| Kendall | Boerne                    | 541,80                              | 871,90                             | 542                                                           | S. Main Street – Boerne                                                                                           | Sortie direction ouest, entrée direction est |
| Kendall | Boerne                    | 542,80                              | 873,60                             | 543                                                           | Boerne Stage Road, Cascade Caverns Road                                                                           | |
| Bexar | Fair Oaks Ranch           | 544,60                              | 876,40                             | 545                                                           | Balcones Creek Road, Dietz Elkhorn Road                                                                           | |
| Bexar | Fair Oaks Ranch           | 546,10                              | 878,90                             | 546                                                           | Fair Oaks Parkway / Tarpon Drive                                                                                  | |
| Bexar | Fair Oaks Ranch           | 548,20                              | 882,20                             | 548                                                           | Old Fredericksburg Road / Buckskin Drive                                                                          | |
| Bexar | Leon Springs              | 549,50                              | 884,30                             | 550                                                           | FM 3351 (en) (Ralph Fair Road)                                                                                    | |
| Bexar | San Antonio               | 550,60                              | 886,10                             | 551                                                           | Boerne Stage Road – Leon Springs                                                                                  | Accès direction est via sortie 550 |
| Bexar | San Antonio               | 552,90                              | 889,80                             | 552                                                           | Dominion Drive | |
| Bexar | San Antonio               | 553,80                              | 891,30                             | 554                                                           | Camp Bullis Road                                                                                                  | |
| Bexar | San Antonio               | 553,90                              | 891,40                             | 555                                                           | La Cantera Parkway – Fiesta Texas                                                                                 | |
| Bexar | San Antonio               | 555,30                              | 893,70                             | 556A                                                          | Loop 1604 (en) (Anderson Loop)                                                                                    | |
| Bexar | San Antonio               | 555,80                              | 894,50                             | 556B                                                          | Frontage Road | Accès à Via Park and Ride |
| Bexar | San Antonio               | 557,00                              | 896,40                             | 557                                                           | UTSA Boulevard – Université du Texas à San Antonio                                                                | |
| Bexar | San Antonio               | 557,40                              | 897,00                             | 558                                                           | De Zavala Road | |
| Bexar | San Antonio               | 558,30                              | 898,50                             | 559                                                           | Spur 345 (en) sud (Fredericksburg Road)                                                                           | Sortie direction est, entrée direction ouest; accès au South Texas Medical Center                                                                                        |
| Bexar | San Antonio               | 559,00                              | 899,60                             | 559                                                           | Woodstone Drive / De Zavala Road                                                                                  | Pas de sortie direction est |
| Bexar | San Antonio               | 558,90                              | 899,50                             | 560A                                                          | Huebner Road | Accès au South Texas Medical Center |
| Bexar | San Antonio               | 559,80                              | 900,90                             | 560B                                                          | Frontage Road | Sortie et entrée direction est |
| Bexar | San Antonio               | 560,40                              | 901,90                             | 560                                                           | Ramsgate Drive | Sortie et entrée direction ouest |
| Bexar | San Antonio               | 560,30                              | 901,70                             | 561                                                           | Wurzbach Road | Accès au South Texas Medical Center |
| Bexar | San Antonio               | 561,30                              | 903,30                             | 562                                                           | Medical Drive | Accès au South Texas Medical Center |
| Bexar | San Antonio               | 562,70                              | 905,60                             | 563                                                           | Callaghan Road | Accès direction est via sortie 562 |
| Bexar | San Antonio               | 562,80                              | 905,70                             | 564                                                           | I-410 (Connally Loop)                                                                                             | Sortie 16 de l'I-410; accès à l'aéroport international de San Antonio |
| Bexar | San Antonio               | 563,00                              | 906,10                             | 565A                                                          | Crossroads Boulevard – Balcones Heights                                                                           | Accès à l'hôpital méthodiste du Texas |
| Bexar | San Antonio               | 564,30                              | 908,20                             | 565B                                                          | Vance Jackson Road                                                                                                | |
| Bexar | San Antonio               | 565,20                              | 909,60                             | 566A                                                          | West Avenue | |
| Bexar | San Antonio               | 566,00                              | 910,90                             | 566B                                                          | Fresno Drive | |
| Bexar | San Antonio               | 566,20                              | 911,20                             | 566C                                                          | Hildebrand Avenue, Fulton Avenue                                                                                  | Indiqué sortie 567A en direction ouest |
| Bexar | San Antonio               | 567,30                              | 913,00                             | 567                                                           | Loop 345 (en) (Fredericksburg Road) / Woodlawn Avenue                                                             | Indiqué sortie 567B en direction ouest |
| Bexar | San Antonio               | 568,10                              | 914,30                             | 568A                                                          | Cincinnati Avenue                                                                                                 | |
| Bexar | San Antonio               | 568,50                              | 914,90                             | 568B                                                          | Spur 421 (en) (Culebra Avenue) – Bandera                                                                          | Indiqué sortie 568 direction est |
| Bexar | San Antonio               | 568,70                              | 915,20                             | 569A                                                          | Colorado Street                                                                                                   | Indiqué sortie 569 direction ouest; pas d'entrée direction est |
| Bexar | San Antonio               | 569,00                              | 915,70                             | 569B                                                          | Frio Street – Centre-ville de San Antonio                                                                         | |
| Bexar | San Antonio               | 569,10                              | 915,90                             | 569C                                                          | Santa Rosa Street – Centre-ville de San Antonio                                                                   | |
| Bexar | San Antonio               | 569,60                              | 916,70                             | 570                                                           | I-35 nord (Pan Am Expressway) – Austin                                                                            | Terminus ouest du multiplex avec I-35; pas de numéro de sortie en direction ouest (utilise les numéros de l'I-35); sortie 156 de l'I-35 direction sud                    |
| Bexar | San Antonio               | Cette section est intégrée à l'I-35 |                                    |                                                               | | |
| Bexar | San Antonio               | 572,20                              | 920,90                             | 572                                                           | US 90 ouest (Rodriguez Freeway) – Lackland Air Force Base, Port de San Antonio                                    | Terminus ouest du multiplex avec US 90 |
| Bexar | San Antonio               | 572,40                              | 921,20                             | 572                                                           | I-35 sud (Pan Am Expressway) – Laredo                                                                             | Terminus est du multiplex avec I-35; sortie 153 en direction nord |
| Bexar | San Antonio               | 573,00                              | 922,20                             | 573                                                           | vers Spur 536 (en) (Roosevelt Avenue) / Probandt Street                                                           | |
| Bexar | San Antonio               | 574,10                              | 923,90                             | 574                                                           | I-37 / US 281 (Adams Freeway) – Corpus Christi, Johnson City, Centre-ville de San Antonio, The Alamo              | Sortie 137 de l'I-37; accès à la station de l'Amtrak de San Antonio |
| Bexar | San Antonio               | 574,90                              | 925,20                             | 575                                                           | Pine Street, Hackberry Street                                                                                     | |
| Bexar | San Antonio               | 575,10                              | 925,50                             | 576                                                           | New Braunfels Avenue, Gevers Street                                                                               | |
| Bexar | San Antonio               | 576,50                              | 927,80                             | 577                                                           | US 87 sud (Roland Avenue) – Victoria                                                                              | Terminus est du multiplex avec US 87 |
| Bexar | San Antonio               | 577,40                              | 929,20                             | 578                                                           | Pecan Valley Drive, M. L. King Drive                                                                              | |
| Bexar | San Antonio               | 578,50                              | 931,00                             | 579                                                           | Houston Street, Commerce Street                                                                                   | |
| Bexar | San Antonio               | 579,60                              | 932,80                             | 580                                                           | Loop 13 (en) (W. W. White Road)                                                                                   | |
| Bexar | San Antonio               | 580,40                              | 934,10                             | 581                                                           | I-410 (Connally Loop) / SH 130 (en) sud                                                                           | Terminus ouest du multiplex avec SH 130; sortie 33 de l'I-410 |
| Bexar | San Antonio               | 581,40                              | 935,70                             | 582                                                           | Ackerman Road – Kirby                                                                                             | Pas d'accès vers l'I-10 est; la sortie pour l'I-10 est via I-410 |
| Bexar | San Antonio               | 581,70                              | 936,20                             | 583                                                           | Foster Road | |
| Bexar | San Antonio               | 582,60                              | 937,60                             | 584                                                           | Woodlake Parkway                                                                                                  | |
| Bexar | San Antonio               | 585,20                              | 941,80                             | 585                                                           | FM 1516 (en) – Converse                                                                                           | |
| Bexar | San Antonio               | 586,80                              | 944,40                             | 587                                                           | Loop 1604 (en) (Anderson Loop) – Randolph Air Force Base, Universal City                                          | |
| Bexar | San Antonio               | 588,60                              | 947,30                             | 589                                                           | Graytown Road, Pfeil Road                                                                                         | |
| Bexar | San Antonio               | 591,20                              | 951,40                             | 591                                                           | FM 1518 (en) – Schertz                                                                                            | |
| Bexar | Converse                  | 593,10                              | 954,50                             | 593                                                           | FM 2538 (en) (Trainer Hale Road)                                                                                  | |
| Guadalupe | Marion                    | 594,80                              | 957,20                             | 595                                                           | Zuehl Road | |
| Guadalupe | Marion                    | 596,70                              | 960,30                             | 597                                                           | Santa Clara Road                                                                                                  | |
| Guadalupe | Marion                    | 598,50                              | 963,20                             | 599                                                           | FM 465 (en) – Marion                                                                                              | |
| Guadalupe |                           | 600,10                              | 965,80                             | 600                                                           | Schwab Road | |
| Guadalupe |                           | 601,00                              | 967,20                             | 601                                                           | FM 775 (en) – New Berlin, La Vernia                                                                               | |
| Guadalupe | Seguin                    | 602,90                              | 970,30                             | 603                                                           | US 90 est – Seguin                                                                                                | Terminus est du multiplex avec US 90; sortie direction est, entrée direction ouest                                                                                       |
| Guadalupe | Seguin                    | 603,80                              | 971,70                             | 604                                                           | FM 725 (en) – Lake McQueeney                                                                                      | |
| Guadalupe | Seguin                    | 604,90                              | 973,50                             | 605                                                           | FM 464 (en) | |
| Guadalupe | Seguin                    | 606,40                              | 975,90                             | 607                                                           | SH 46 (en) / FM 78 (en) – New Braunfels, Lake McQueeney                                                           | |
| Guadalupe | Seguin                    | 608,30                              | 979,00                             | 609                                                           | SH 123 (en) (Austin Street)                                                                                       | |
| Guadalupe | Seguin                    | 609,50                              | 980,90                             | 610                                                           | SH 123 (en) – San Marcos, Stockdale                                                                               | |
| Guadalupe | Seguin                    | 611,50                              | 984,10                             | 612                                                           | US 90 – Seguin | |
| Guadalupe | Seguin                    | 613,80                              | 987,80                             | 614                                                           | SH 130 Péage (en) nord – Austin, Waco                                                                             | Terminus est du multiplex avec SH 130 |
| Guadalupe | Kingsbury                 | 616,80                              | 992,60                             | 617                                                           | FM 2438 (en) – Kingsbury                                                                                          | |
| Guadalupe | Kingsbury                 | 619,20                              | 996,50                             | Aire de service de Guadalupe County                           | Aire de service de Guadalupe County                                                                               | Aire de service de Guadalupe County |
| Guadalupe | Kingsbury                 | 619,60                              | 997,10                             | 620                                                           | FM 1104 (en) – Kingsbury                                                                                          | |
| Guadalupe |                           | 625,20                              | 1 006,20                           | 625                                                           | Darst Field Road                                                                                                  | |
| Guadalupe | Luling                    | 627,40                              | 1 009,70                           | 628                                                           | SH 80 (en) – Nixon, Luling, San Marcos                                                                            | |
| Caldwell | Luling                    | 631,60                              | 1 016,50                           | 632                                                           | US 183 vers US 90 est – Gonzales, Cuero, Luling, Lockhart, Austin                                                 | |
| Gonzales |                           | 636,80                              | 1 024,80                           | 637                                                           | FM 794 (en) – Harwood                                                                                             | |
| Gonzales |                           | 642,30                              | 1 033,70                           | 642                                                           | SH 304 (en) – Bastrop, Gonzales                                                                                   | |
| Gonzales |                           | 649,00                              | 1 044,50                           | 649                                                           | SH 97 (en) – Waelder, Gonzales                                                                                    | |
| Gonzales |                           | 652,40                              | 1 049,90                           | 653                                                           | US 90 – Waelder                                                                                                   | |
| Fayette | Flatonia                  | 661,20                              | 1 064,10                           | 661                                                           | SH 95 (en) / FM 609 (en) – Flatonia, Smithville, La Grange, Moulton, Shiner                                       | |
| Fayette |                           | 667,60                              | 1 074,40                           | 668                                                           | FM 2238 (en) – Engle                                                                                              | |
| Fayette | Schulenburg               | 673,60                              | 1 084,10                           | 674                                                           | US 77 – Schulenburg, La Grange                                                                                    | |
| Fayette |                           | 676,90                              | 1 089,40                           | 677                                                           | US 90 | |
| Colorado | Weimar                    | 681,40                              | 1 096,60                           | 682                                                           | FM 155 (en) – Weimar, La Grange                                                                                   | |
| Colorado |                           | 689,10                              | 1 109,00                           | 689                                                           | US 90 / Hattermann Lane                                                                                           | |
| Colorado |                           |                                     | Aire de service de Colorado County |                                                               | | |
| Colorado |                           | 692,50                              | 1 114,50                           | 693                                                           | FM 2434 (en) vers SH 71 (en) – Glidden, La Grange                                                                 | |
| Colorado | Columbus                  | 693,80                              | 1 116,60                           | 695                                                           | SH 71 (en) ouest – La Grange, Austin                                                                              | Terminus ouest du multiplex avec SH 71; pas de sortie direction est |
| Colorado | Columbus                  | 695,60                              | 1 119,50                           | 696                                                           | SH 71 (en) est – Columbus, El Campo                                                                               | Terminus est du multiplex avec SH 71 |
| Colorado |                           | 698,10                              | 1 123,50                           | 698                                                           | US 90 ouest / Alleyton Road – Columbus                                                                            | Terminus ouest du multiplex avec US 90 |
| Colorado |                           | 699,40                              | 1 125,60                           | 699                                                           | FM 102 (en) – Eagle Lake                                                                                          | |
| Colorado |                           | 703,50                              | 1 132,20                           | 704                                                           | FM 949 (en) – Bernardo, Cat Spring                                                                                | |
| Colorado |                           | 708,90                              | 1 140,90                           | 709                                                           | FM 2761 (en) / Bernardo Road – Bernardo                                                                           | |
| Austin |                           | 711,30                              | 1 144,70                           | 713                                                           | Beckendorff Road                                                                                                  | |
| Austin | Sealy                     | 715,50                              | 1 151,50                           | 716                                                           | Pyka Road | |
| Austin | Sealy                     | 717,50                              | 1 154,70                           | 718                                                           | US 90 / FM 3538 (en)                                                                                              | Terminus ouest du multiplex avec US 90; sortie direction ouest, entrée direction est                                                                                     |
| Austin | Sealy                     | 719,30                              | 1 157,60                           | 720                                                           | SH 36 (en) – Sealy, Rosenberg, Bellville                                                                          | |
| Austin | Sealy                     | 720,20                              | 1 159,00                           | 720A                                                          | Outlet Center Drive                                                                                               | Sortie direction est seulement |
| Austin | Sealy                     | 721,50                              | 1 161,10                           | 721                                                           | US 90 ouest | Terminus est du multiplex avec US 90; sortie direction ouest, entrée direction est                                                                                       |
| Austin | San Felipe                | 722,20                              | 1 162,30                           | 723                                                           | FM 1458 (en) – San Felipe, Frydek                                                                                 | |
| Austin |                           | 724,70                              | 1 166,30                           | 725                                                           | Mlcak Road | Accès en direction est via sortie 723 |
| Austin |                           | 725,40                              | 1 167,40                           | 726                                                           | Chew Road | Sortie direction est, entrée direction ouest |
| Waller |                           | 727,80                              | 1 171,30                           | 729                                                           | Peach Ridge Road, Donigan Road (US 90)                                                                            | Terminus est du multiplex avec US 90; indiqué sortie 730 direction ouest                                                                                                 |
| Waller | Brookshire                | 731,10                              | 1 176,60                           | 731                                                           | FM 1489 (en) (Koomey Road) – Simonton                                                                             | |
| Waller | Brookshire                | 731,90                              | 1 177,90                           | 732                                                           | FM 359 (en) – Brookshire, Fulshear                                                                                | Pas de sortie direction est; sortie direction est via sortie 731 |
| Waller |                           | 733,90                              | 1 181,10                           | 734                                                           | Woods Road | |
| Waller | Katy                      | 735,00                              | 1 182,90                           | 735                                                           | Igloo Road, Jordan Ranch Boulevard                                                                                | Pas d'entrée direction ouest |
| Waller | Katy                      | 736,10                              | 1 184,60                           | 737                                                           | Pederson Road | |
| Waller | Katy                      | 738,40                              | 1 188,30                           | 739                                                           | Cane Island Parkway                                                                                               | |
| Fort Bend | Katy                      | 739,10                              | 1 189,50                           | 740                                                           | FM 1463 (en) | Pas de sortie direction ouest |
| Fort Bend | Katy                      | 739,80                              | 1 190,60                           | 741                                                           | Pin Oak Raod | Accès direction ouest via sortie 740 |
| | Katy                      | 741,10                              | 1 192,70                           | 741                                                           | US 90 ouest / Katy Mills Boulevard                                                                                | Terminus ouest du multiplex avec US 90; sortie direction ouest, entrée direction est                                                                                     |
| Harris | Katy                      | 741,50                              | 1 193,30                           | 742                                                           | Katy-Fort Bend County Road                                                                                        | Accès direction est via sortie 741 |
| Harris | Katy                      | 741,80                              | 1 193,80                           | 743A                                                          | SH 99 (en) (Frontage Road)                                                                                        | Indiqué sortie 743 direction ouest |
| Harris | Katy                      | 742,30                              | 1 194,60                           | 743B                                                          | SH 99 Péage (en) nord / SH 99 (en) sud (Grand Parkway)                                                            | |
| Harris | Katy                      | 743,20                              | 1 196,10                           | 745                                                           | Mason Road | |
| Harris | Katy                      | 744,60                              | 1 198,30                           | 746                                                           | Westgreen Boulevard                                                                                               | |
| Harris | Katy                      | 745,50                              | 1 199,80                           | 747A                                                          | Fry Road | |
| Harris | Katy                      | 746,50                              | 1 201,40                           | 747B                                                          | Greenhouse Road                                                                                                   | |
| Harris | Houston                   | 747,30                              | 1 202,70                           | 748                                                           | Barker-Cypress Road                                                                                               | Accès au West Houston Airport |
| Harris | Houston                   | 748,80                              | 1 204,80                           | 750                                                           | Park Ten Boulevard                                                                                                | |
| Harris | Houston                   | 749,80                              | 1 206,70                           | 751                                                           | SH 6 (en) | |
| Harris | Houston                   | 750,60                              | 1 208,00                           |                                                               | Voies de péage de l'I-10 (Katy Tollway)                                                                           | Terminus ouest de Katy Tollway |
| Harris | Houston                   | 751,40                              | 1 209,30                           | —                                                             | Addicks Park & Ride                                                                                               | Échangeur pour Katy Tollway seulement |
| Harris | Houston                   | 751,10                              | 1 208,80                           | 753A                                                          | Eldridge Parkway                                                                                                  | |
| Harris | Houston                   | 752,60                              | 1 211,20                           | 753B                                                          | Dairy Ashford Road                                                                                                | |
| Harris | Houston                   | 753,30                              | 1 212,30                           | 754                                                           | Kirkwood Road | |
| Harris | Houston                   | 754,30                              | 1 213,90                           | 755                                                           | Wilcrest Drive | |
| Harris | Houston                   | 755,80                              | 1 216,30                           | 756A                                                          | Beltway 8 (en) (Frontage Road)                                                                                    | Accès direction est via sortie 755 |
| Harris | Houston                   | 755,10                              | 1 215,20                           | 756B                                                          | Sam Houston Tollway (en)                                                                                          | Indiqué sortie 756 direction est |
| Harris | Houston                   | 755,90                              | 1 216,50                           | 757                                                           | Gesner Road | |
| Harris | Houston                   | 757,20                              | 1 218,60                           | 758                                                           | Bunker Hill Road                                                                                                  | |
| Harris | Houston                   | 757,90                              | 1 219,70                           | 759A                                                          | Blalock Road, Echo Lane                                                                                           | Indiqué sortie 759 direction est |
| Harris | Houston                   | 758,70                              | 1 221,00                           | 759B                                                          | Campbell Road | Accès direction est via sortie 759 |
| Harris | Houston                   | 758,80                              | 1 221,20                           | 760                                                           | Bingle Road, Voss Road                                                                                            | |
| Harris | Houston                   | 759,70                              | 1 222,60                           | 761A                                                          | Wirt Road, Chiemney Rock Road                                                                                     | Indiqué sortie 761 direction est |
| Harris | Houston                   | 761,00                              | 1 224,70                           | 761B                                                          | Antoine Drive, Silber Road                                                                                        | Accès direction est via sortie 761 |
| Harris | Houston                   | 760,70                              | 1 224,20                           | —                                                             | North Post Oak Road – NW Trensit Center                                                                           | Sortie direction est seulement pour Katy Tollway |
| Harris | Houston                   | 761,50                              | 1 225,50                           |                                                               | Voies de péage de l'I-10 (Katy Tollway)                                                                           | Terminus est de Katy Tollway |
| Harris | Houston                   | 761,00                              | 1 224,70                           | 762                                                           | Silber Road, North Post Oak Road, Katy Road                                                                       | Indiqué sortie 762B direction ouest; Katy Road non-indiqué direction est                                                                                                 |
| Harris | Houston                   | 762,00                              | 1 226,30                           | 763                                                           | I-610 (West Loop Freeway)                                                                                         | Sortie 11 de l'I-610; entrée depuis I-610 sud donne accès direct à US 290 (Northwest Freeway)                                                                            |
| Harris | Houston                   | 762,80                              | 1 227,60                           | ♦                                                             | US 290 (Express Lanes)                                                                                            | Sortie pour HOV/péage; sortie direction ouest, entrée direction est |
| Harris | Houston                   | 763,50                              | 1 228,70                           | 764                                                           | Washington Avenue, Westcott Street                                                                                | |
| Harris | Houston                   | 764,30                              | 1 230,00                           | 765A                                                          | T. C. Jester Boulevard                                                                                            | |
| Harris | Houston                   | 764,60                              | 1 230,50                           | 765B                                                          | Durham Drive, Shepherd Drive, Patterson Street                                                                    | |
| Harris | Houston                   | 765,30                              | 1 231,60                           | 766                                                           | Yale Street, Heights Boulevard                                                                                    | |
| Harris | Houston                   | 765,80                              | 1 232,40                           | 767A                                                          | Studemont Drive                                                                                                   | Sortie direction est, entrée direction ouest |
| Harris | Houston                   | 766,50                              | 1 233,60                           | 767B                                                          | Taylor Street | |
| Harris | Houston                   | 767,30                              | 1 234,80                           | 768                                                           | I-45 (North Freeway, Gulf Freeway) – Dallas, Galveston                                                            | Indiqué sortie 768A (nord) et 768B (sud); sorties à gauche direction est; sortie 48A-B de l'I-45                                                                         |
| Harris | Houston                   | 768,10                              | 1 236,10                           | 769A                                                          | Smith Street – Centre-ville de Houston                                                                            | Sortie direction est, entrée direction ouest; accès à la Gare de Houston                                                                                                 |
| Harris | Houston                   | 768,50                              | 1 236,80                           | 769B                                                          | San Jacinto Street, Main Street                                                                                   | Sortie direction ouest, entrée direction est; accès à la Gare de Houston                                                                                                 |
| Harris | Houston                   | 768,60                              | 1 236,90                           | 769C                                                          | McKee Street, Hardy Street                                                                                        | Sortie direction est, entrée direction ouest |
| Harris | Houston                   | 769,10                              | 1 237,70                           | 770                                                           | I-69 / US 59 (Eastex Freeway) – Victoria, Cleveland                                                               | Sortie 132 de I-69/US 59; indiqué sortie 770A (sud) et 770C (nord) |
| Harris | Houston                   | 769,30                              | 1 238,10                           | 770B                                                          | Jensen Drive, Meadow Street, Gregg Street                                                                         | |
| Harris | Houston                   | 770,40                              | 1 239,80                           | 771A                                                          | Waco Street | |
| Harris | Houston                   | 770,90                              | 1 240,60                           | 771B                                                          | Lockwood Drive | Pas d'entrée direction ouest |
| Harris | Houston                   | 771,50                              | 1 241,60                           | 772                                                           | Kress Street, Lathrop Street                                                                                      | |
| Harris | Houston                   | 772,50                              | 1 243,20                           | 773A                                                          | US 90 Alternate (North Wayside Drive)                                                                             | |
| Harris | Houston                   | 772,90                              | 1 243,90                           | 773B                                                          | McCarty Drive | |
| Harris | Houston                   | 773,70                              | 1 245,10                           | 774                                                           | Gellhorn Drive | Sortie direction est, entrée direction ouest |
| Harris | Houston                   | 773,90                              | 1 245,50                           | 775A                                                          | I-610 (East Loop Freeway)                                                                                         | Sortie 26 de l'I-610 |
| Harris | Houston                   | 774,10                              | 1 245,80                           | 775B                                                          | US 90 est (Crosby Freeway) – Liberty                                                                              | Terminus est du multiplex avec US 90; sortie direction est, entrée direction ouest                                                                                       |
| Harris | Houston                   | 775,10                              | 1 247,40                           | 776A                                                          | Mercury Drive – Jacinto City, Galena Park                                                                         | |
| Harris | Houston                   | 775,50                              | 1 248,00                           | 776B                                                          | John Ralston Road, Holland Avenue                                                                                 | |
| Harris | Houston                   | 776,40                              | 1 249,50                           | 778A                                                          | FM 526 (en) (Federal Road)                                                                                        | Accès direction ouest via sortie 778 |
| Harris | Houston                   | 777,60                              | 1 251,40                           | 778B                                                          | Normandy Street                                                                                                   | Indiqué sortie 778 direction ouest |
| Harris | Houston                   | 778,50                              | 1 252,90                           | 779A                                                          | Westmont Street                                                                                                   | Sortie direction ouest seulement |
| Harris | Houston                   | 778,60                              | 1 253,00                           | 779B                                                          | Market Street Road, Uvalde Road                                                                                   | Indiqué sortie 780 direction est |
| Harris | Channelview               | 779,60                              | 1 254,60                           | 780                                                           | Freeport Street                                                                                                   | Accès direction est via sortie 779B |
| Harris | Channelview               | 780,10                              | 1 255,40                           | 781A                                                          | Beltway 8 (en) (Frontage Road)                                                                                    | Sortie direction est, entrée direction ouest |
| Harris | Channelview               | 780,50                              | 1 256,10                           | 781                                                           | Beltway 8 (en) (Sam Houston Parkway)                                                                              | Indiqué sortie 781B direction est, 781A direction ouest |
| Harris | Channelview               | 781,30                              | 1 257,40                           | 781B                                                          | Market Street | Sortie direction ouest seulement |
| Harris | Channelview               | 781,20                              | 1 257,20                           | 782                                                           | Dell Dale Avenue                                                                                                  | Pas d'entrée direction ouest |
| Harris | Channelview               | 782,20                              | 1 258,80                           | 783                                                           | Sheldon Road | |
| Harris | Channelview               | 783,10                              | 1 260,30                           | 784                                                           | Cedar Lane, Bayou Drive                                                                                           | |
| Harris | Channelview               | 784,40                              | 1 262,40                           | 785                                                           | Magnolia Avenue                                                                                                   | |
| Harris | Channelview               | 785,50                              | 1 264,10                           | 786                                                           | Monmouth Drive | |
| Harris | Baytown                   | 787,00                              | 1 266,60                           | 787                                                           | Crosby-Lynchburg Road                                                                                             | Sortie direction est seulement |
| Harris | Baytown                   | 787,50                              | 1 267,40                           | 788                                                           | Spur 330 (en) est – Baytown                                                                                       | Accès direction ouest via sortie 787 |
| Harris | Baytown                   | 788,50                              | 1 269,00                           | 789                                                           | Thompson Road | |
| Harris | Baytown                   | 789,20                              | 1 270,10                           | 790                                                           | Ellis School Road                                                                                                 | Sortie direction ouest seulement |
| Harris | Baytown                   | 789,90                              | 1 271,20                           | 790                                                           | Wade Road | Accès direction ouest via sortie 791 |
| Harris | Baytown                   | 790,60                              | 1 273,30                           | 791                                                           | John Martin Road                                                                                                  | |
| Harris | Baytown                   | 791,50                              | 1 273,80                           | 792                                                           | Garth Road | |
| Harris | Baytown                   | 792,60                              | 1 275,60                           | 793                                                           | North Main Street                                                                                                 | |
| Harris | Baytown                   | 794,10                              | 1 278,00                           | 795                                                           | Sjolander Road | |
| Harris | Baytown                   | 795,20                              | 1 279,80                           | 796                                                           | Frontage Road | Indiqué sortie 796B direction ouest |
| Chambers | Mont Belvieu              | 797,70                              | 1 282,20                           | 798                                                           | SH 146 (en) – Mont Belvieu, Baytown, Dayton                                                                       | Indiqué sortie 797 direction est |
| Chambers | Mont Belvieu              | 798,60                              | 1 285,20                           | 799                                                           | SH 99 Péage (en) (Grand Parkway)                                                                                  | |
| Chambers | Mont Belvieu              | 799,90                              | 1 287,30                           | 800                                                           | FM 3180 (en) (Eagle Drive)                                                                                        | |
| Chambers | Cove                      | 802,40                              | 1 291,30                           | 803                                                           | FM 565 (en) (Eagle Drive) – Cove, Old River-Winfree                                                               | |
| Chambers |                           | 804,60                              | 1 294,90                           | 805                                                           | Demi-tour de la rampe pour bateaux de Trinity River                                                               | Sortie direction est, entrée direction ouest |
| Chambers |                           | 805,70                              | 1 296,60                           | 806                                                           | Frontage Road | Entrée direction ouest seulement |
| Chambers |                           | 806,40                              | 1 297,80                           | 807                                                           | Wallisville | |
| Chambers |                           | 809,00                              | 1 302,00                           | 810                                                           | FM 563 (en) – Anahuac, Liberty                                                                                    | |
| Chambers |                           | 810,60                              | 1 304,50                           | 811                                                           | Demi-tour de Turtle Bayou                                                                                         | Sortie direction est seulement |
| Chambers |                           | 811,20                              | 1 305,50                           | 813                                                           | SH 61 (en) – Hankamer, Anahuac                                                                                    | Indiqué sortie 812 direction est |
| Chambers |                           | 814,00                              | 1 310,00                           | 815                                                           | Frontage Road, Wallace Road, Aire de service                                                                      | Indiqué sortie 814 direction est; accès aires de services via Frontage Road                                                                                              |
| Chambers |                           | 816,00                              | 1 313,20                           | 817                                                           | FM 1724 (en) | |
| Chambers |                           | 818,30                              | 1 316,90                           | 819                                                           | Jenkins Road | |
| Chambers |                           | 821,80                              | 1 322,60                           | 822                                                           | FM 1410 (en) | |
| Chambers | Winnie                    | 826,50                              | 1 330,10                           | 827                                                           | FM 1406 (en) | |
| Chambers | Winnie                    | 827,40                              | 1 331,60                           | 828                                                           | SH 73 (en) / SH 124 (en) – Winnie, Port Arthur                                                                    | Sortie direction est, entrée direction ouest |
| Chambers | Winnie                    | 827,90                              | 1 332,40                           | 829                                                           | FM 1663 (en) vers SH 73 (en) / SH 124 (en) – Winnie, Galveston                                                    | |
| Jefferson |                           | 832,30                              | 1 339,50                           | 833                                                           | Hamshire Road | |
| Jefferson |                           | 837,70                              | 1 348,10                           | 838                                                           | FM 365 (en) – Fannett, Nome                                                                                       | |
| Jefferson |                           | 842,80                              | 1 356,40                           | 843                                                           | Smith Road | |
| Jefferson | Beaumont                  | 844,40                              | 1 358,90                           | 845                                                           | FM 364 (en) (Major Drive)                                                                                         | Accès direction ouest via sortie 847 |
| Jefferson | Beaumont                  | 846,10                              | 1 361,70                           | 847                                                           | Brooks Road | Accès direction est via sortie 845 |
| Jefferson | Beaumont                  | 847,50                              | 1 363,90                           | 848                                                           | Walden Road | |
| Jefferson | Beaumont                  | 848,60                              | 1 365,70                           | 849                                                           | US 69 sud / US 96 sud / US 287 sud – Port Arthur                                                                  | Terminus ouest du multiplex avec US 69 / US 96 / US 287; accès à l'Aéroport régional Jack Brooks                                                                         |
| Jefferson | Beaumont                  | 849,50                              | 1 367,10                           | 850                                                           | Washington Boulevard                                                                                              | |
| Jefferson | Beaumont                  | 850,10                              | 1 368,10                           | 851                                                           | US 90 (College Street) – Liberty                                                                                  | Terminus ouest du multiplex avec US 90 |
| Jefferson | Beaumont                  | 851,50                              | 1 370,40                           | 852A                                                          | Laurel Avenue | Sortie direction ouest, entrée direction est |
| Jefferson | Beaumont                  | 850,50                              | 1 368,70                           | 852B                                                          | Calder Avenue, Harrison Avenue, Gladys Avenue                                                                     | |
| Jefferson | Beaumont                  | 851,70                              | 1 370,70                           | 853A                                                          | US 69 nord / US 96 nord / US 287 nord – Lufkin, Jasper                                                            | Terminus est du multiplex avec US 69 / US 96 / US 287 |
| Jefferson | Beaumont                  | 852,20                              | 1 371,50                           | 853B                                                          | 11th Street | |
| Jefferson | Beaumont                  | 852,90                              | 1 372,60                           | 853C                                                          | 7th Street | Sortie direction est, entrée direction ouest |
| Jefferson | Beaumont                  | 853,40                              | 1 373,40                           | 854                                                           | Spur 380 (en) (M. L. King Parkway)                                                                                | |
| Jefferson | Beaumont                  | 854,20                              | 1 374,70                           | 855A                                                          | Willow Street – Centre-ville de Beaumont                                                                          | |
| Jefferson | Beaumont                  | 854,30                              | 1 374,90                           | 855B                                                          | Magnolia Avenue, Pine Street                                                                                      | Accès direction est via sortie 854 |
| Orange |                           | 855,30                              | 1 376,50                           | 856                                                           | Old Hwy 90 – Rose City                                                                                            | Sortie direction est, entrée direction ouest |
| Orange | Rose City                 | 857,30                              | 1 379,70                           | 858                                                           | Demi-tour Asher – Rose City                                                                                       | |
| Orange | Rose City                 | 858,30                              | 1 381,30                           | 859                                                           | Dewitt Road, demi-tour Bonner, demi-tour Asher                                                                    | |
| Orange | Vidor                     | 859,50                              | 1 383,20                           | 860                                                           | FM 105 (en) (N. Main Street) – Vidor                                                                              | Accès direction ouest via sortie 861 |
| Orange | Vidor                     | 860,40                              | 1 384,70                           | 861                                                           | Tram Road, Old Highway                                                                                            | Accès direction ouest via sortie 862B |
| Orange | Vidor                     | 860,60                              | 1 385,00                           | 861A                                                          | SH 12 (en) – Mauriceville, Deweyville                                                                             | Indiqué sortie 862B direction ouest |
| Orange | Vidor                     | 861,80                              | 1 386,90                           | 862A                                                          | Timberlane Drive, Lakeside Street                                                                                 | Sortie direction est seulement |
| Orange | Vidor                     | 863,20                              | 1 389,20                           | 864                                                           | FM 1132 (en) (Evangeline Drive) / FM 1135 (en) (Kishi Road)                                                       | |
| Orange | Vidor                     | 864,60                              | 1 391,40                           | 865                                                           | Doty Road | Sortie direction ouest seulement |
| Orange | Vidor                     | 866,50                              | 1 394,50                           | 867                                                           | Frontage Road | Sortie direction est seulement |
| Orange |                           | 867,70                              | 1 396,40                           | 869                                                           | FM 1442 (en) – Bridge City                                                                                        | |
| Orange |                           | 869,20                              | 1 398,80                           | 870                                                           | FM 1136 (en) | |
| Orange |                           | 871,30                              | 1 402,20                           | 872                                                           | North Mimosa Lane, Jackson Drive                                                                                  | Sortie direction ouest seulement |
| Orange | Orange                    | 871,80                              | 1 403,00                           | 873                                                           | SH 62 (en) / SH 73 (en) – Bridge City, Port Arthur, Mauriceville                                                  | |
| Orange | Orange                    | 872,40                              | 1 404,00                           | 874A                                                          | US 90 Bus. est – Pinehurst                                                                                        | Sortie direction est, entrée direction ouest; entrée direction est via Womack Road                                                                                       |
| Orange | Orange                    | 873,30                              | 1 405,40                           | 875                                                           | Womack Road | Sortie direction ouest, entrée direction est |
| Orange | Limite Orange – Pinehurst | 873,50                              | 1 405,80                           | 875                                                           | FM 3247 (en) (M. L. King Jr. Drive)                                                                               | Indiqué sortie 874 direction est; accès séparé de Womack Road en direction ouest                                                                                         |
| Orange | Limite Orange – Pinehurst | 874,70                              | 1 407,70                           | 875                                                           | Woodlark Street                                                                                                   | Sortie et entrée direction est seulement |
| Orange | Orange                    | 875,70                              | 1 409,30                           | 876                                                           | Frontage Road – Adams Bayou                                                                                       | Fermé pour travaux; sortie direction ouest seulement |
| Orange | Orange                    | 875,80                              | 1 409,50                           | 877                                                           | SH 87 (en) (16th Street) – Orange, Newton                                                                         | Pas de sortie direction ouest (fermée pour travaux) |
| Orange | Orange                    | 877,10                              | 1 411,60                           | 878                                                           | US 90 Bus. ouest (Simmons Drive)                                                                                  | |
| Orange | Orange                    | 878,70                              | 1 414,10                           | 879                                                           | Centre d'informations du Texas                                                                                    | Accès direction est via sortie 880 |
| Orange | Orange                    | 879,00                              | 1 414,60                           | 880                                                           | Demi-tour du Fleuve Sabine                                                                                        | Sortie direction est, entrée direction ouest |
| Fleuve Sabine                                                                                                | Fleuve Sabine             | 879,60                              | 1 415,60                           | Limite Texas – Louisiane                                      | Limite Texas – Louisiane                                                                                          | Limite Texas – Louisiane |
| Fleuve Sabine                                                                                                | Fleuve Sabine             | 879,60                              | 1 415,60                           |                                                               | I-10 / US 90 est – Lake Charles                                                                                   | Continue en Louisiane |
| - Terminus de multiplex - Péage - Accès incomplet - Transition de route - Accès réservé aux HOV - Non-ouvert |                           |                                     |                                    |                                                               | | |

### Louisiane
| Interstate 10                                                                        |                                       |        |        |                                                                             | | |
| Paroisse                                                                             | Municipalité                          | mi     | km     | Sortie                                                                      | Intersections / Destinations                                                                              | Notes |
| Fleuve Sabine                                                                        | Fleuve Sabine                         | 0,00   | 0,00   |                                                                             | I-10 / US 90 ouest – Beaumont                                                                             | Continue au Texas |
| Fleuve Sabine                                                                        | Fleuve Sabine                         | 0,50   | 0,80   | Limite Louisiane – Texas                                                    | Limite Louisiane – Texas                                                                                  | Limite Louisiane – Texas |
| Calcasieu                                                                            |                                       | 0,60   | 0,97   | 1                                                                           | Demi-tour du Fleuve Sabine                                                                                | Sortie direction ouest, entrée direction est |
| Calcasieu                                                                            | Toomey                                | 4,00   | 6,40   | 4                                                                           | US 90 est vers LA 109 (en) – Toomey, Starks                                                               | Terminus est du multiplex avec US 90 |
| Calcasieu                                                                            | Vinton                                | 7,40   | 11,90  | 7                                                                           | LA 3063 (en) – Vinton                                                                                     | Terminus sud de LA 3063 |
| Calcasieu                                                                            | Vinton                                | 8,70   | 14,00  | 8                                                                           | LA 108 (en) – Vinton                                                                                      | Terminus ouest de LA 108 |
| Calcasieu                                                                            | Sulphur                               | 20,30  | 32,70  | 20                                                                          | LA 1256 (en) vers LA 27 (en) – Sulphur, Cameron                                                           | |
| Calcasieu                                                                            | Sulphur                               | 21,40  | 34,40  | 21                                                                          | LA 27 (en) – DeQuincy                                                                                     | |
| Calcasieu                                                                            | Sulphur                               | 23,40  | 37,70  | 23                                                                          | LA 108 (en) – Industries, Sulphur                                                                         | |
| Calcasieu                                                                            |                                       | 24,90  | 40,10  | 25                                                                          | I-210 est (Lake Charles-Bypass)                                                                           | Terminus ouest de l'I-210; sortie 12 de l'I-210 |
| Calcasieu                                                                            |                                       | 26,10  | 42,00  | 26                                                                          | US 90 ouest / PPG Drive / Trousdale Road                                                                  | Terminus ouest du multiplex avec US 90; indiqué PPG Drive seulement en direction est |
| Calcasieu                                                                            | Westlake                              | 27,70  | 44,60  | 27                                                                          | LA 378 (en) – Westlake                                                                                    | Terminus sud de LA 378 |
| Calcasieu                                                                            | Rivière Calcasieu                     | 28,00  | 45,10  | Pont Commémoratif de la Louisiane pendant la Seconde Guerre mondiale        | Pont Commémoratif de la Louisiane pendant la Seconde Guerre mondiale                                      | Pont Commémoratif de la Louisiane pendant la Seconde Guerre mondiale |
| Calcasieu                                                                            | Lake Charles                          | 29,50  | 47,50  | 29                                                                          | LA 1262 (en) (Lakeshore Drive) – Centre-ville de Lake Charles                                             | Terminus nord de LA 1262; indiqué sortie 30A direction ouest |
| Calcasieu                                                                            | Lake Charles                          | 30,40  | 48,90  | 30B                                                                         | Ryan Street – Centre-ville de Lake Charles                                                                | Sortie direction ouest, entrée direction est |
| Calcasieu                                                                            | Lake Charles                          | 31,00  | 49,90  | 31A                                                                         | Enterprise Boulevard                                                                                      | |
| Calcasieu                                                                            | Lake Charles                          | 31,70  | 51,00  | 31B                                                                         | US 90 est vers LA 14 (en)                                                                                 | Indication direction est; terminus du multiplex avec US 90 |
| Calcasieu                                                                            | Lake Charles                          | 31,70  | 51,00  | 31B                                                                         | Shattuck Street                                                                                           | Indication direction ouest |
| Calcasieu                                                                            | Lake Charles                          | 32,40  | 52,10  | 32                                                                          | Opelousas Street                                                                                          | Pas d'entrée direction est |
| Calcasieu                                                                            | Lake Charles                          | 32,70  | 52,60  | 33                                                                          | US 171 nord vers LA 14 (en) – DeRidder, Shrevenport, Cameron                                              | Accès à LA 14 via US 171 sud; LA 14 non indiqué direction est; accès à US 171 sud en direction est via sortie 32                                                                            |
| Calcasieu                                                                            |                                       | 33,80  | 54,40  | 34                                                                          | I-210 ouest (Lake Charles-Bypass)                                                                         | Terminus est de I-210; sortie 12 de I-210 |
| Calcasieu                                                                            |                                       | 35,80  | 57,60  | 36                                                                          | LA 397 (en) – Creola, Cameron                                                                             | |
| Calcasieu                                                                            | Iowa                                  | 42,80  | 68,90  | 43                                                                          | LA 383 (en) – Iowa                                                                                        | |
| Jefferson Davis                                                                      |                                       | 44,30  | 71,30  | 44                                                                          | US 165 – Kinder, Alexandria                                                                               | |
| Jefferson Davis                                                                      | Lacassine                             | 47,90  | 77,10  | 48                                                                          | LA 101 (en) – Lacassine                                                                                   | |
| Jefferson Davis                                                                      | Welsh                                 | 54,30  | 87,40  | 54                                                                          | LA 99 (en) – Welsh                                                                                        | |
| Jefferson Davis                                                                      | Roanoke                               | 59,10  | 95,10  | 59                                                                          | LA 395 (en) – Roanoke                                                                                     | |
| Jefferson Davis                                                                      | Jennings                              | 63,60  | 102,40 | 64                                                                          | LA 26 (en) – Elton, Jennings                                                                              | |
| Jefferson Davis                                                                      | Jennings                              | 65,70  | 105,70 | 65                                                                          | LA 97 (en) – Evangeline, Jennings                                                                         | |
| Acadia                                                                               |                                       | 71,80  | 115,60 | 72                                                                          | Egan | |
| Acadia                                                                               |                                       | 75,80  | 122,00 | 76                                                                          | LA 91 (en) – Iota, Estherwood                                                                             | |
| Acadia                                                                               | Crowley                               | 80,40  | 129,40 | 80                                                                          | LA 13 (en) – Eunice, Crowley                                                                              | |
| Acadia                                                                               | Crowley                               | 81,80  | 131,60 | 82                                                                          | LA 1111 (en) – East Crowley                                                                               | |
| Acadia                                                                               | Rayne                                 | 87,50  | 140,80 | 97                                                                          | LA 35 (en) / LA 98 (en) – Church Point, Rayne                                                             | |
| Acadia                                                                               | Duson                                 | 92,20  | 148,40 | 92                                                                          | LA 95 (en) – Mire, Duson                                                                                  | |
| Lafayette                                                                            | Scott                                 | 97,30  | 156,60 | 97                                                                          | LA 93 (en) – Cankton, Scott                                                                               | |
| Lafayette                                                                            | Lafayette                             | 99,70  | 160,50 | 100                                                                         | LA 3184 (en) (Ambassador Caffery Parkway)                                                                 | Terminus nord de LA 3184 |
| Lafayette                                                                            | Lafayette                             | 101,60 | 163,50 | 101                                                                         | LA 182 (en) (North University Avenue)                                                                     | |
| Lafayette                                                                            | Lafayette                             | 102,90 | 165,60 | 103                                                                         | I-49 / US 167 nord – Opelousas US 167 (Evangeline Thruway) sud vers US 90 est – Morgan City               | Terminus sud de l'I-49; sortie 1 de l'I-49; indiqué sortie 103A (sud) et 103B (nord) |
| Lafayette                                                                            | Lafayette                             | 104,10 | 167,50 | 104                                                                         | Louisiana Avenue                                                                                          | |
| Saint-Martin                                                                         | Le Pont Breaux                        | 109,40 | 176,10 | 109                                                                         | LA 328 (en) – Le Pont Breaux                                                                              | |
| Saint-Martin                                                                         |                                       | 114,60 | 184,40 | 115                                                                         | LA 347 (en) – Cecilia, Henderson                                                                          | |
| Saint-Martin                                                                         | Bassin d'Atchafalaya                  | 117,30 | 188,80 | Extrémité ouest du Pont d'Atchafalaya Bassin                                | Extrémité ouest du Pont d'Atchafalaya Bassin                                                              | Extrémité ouest du Pont d'Atchafalaya Bassin |
| Saint-Martin                                                                         | Bassin d'Atchafalaya                  | 121,40 | 195,40 | 121                                                                         | LA 3177 (en) – Butte La Rose                                                                              | Terminus nord de LA 3177; vers le Centre d'informations d'Atchafalaya |
| Iberville                                                                            | Bassin d'Atchafalaya                  | 127,30 | 204,90 | 127                                                                         | LA 975 (en) – Whiskey Bay                                                                                 | Terminus sud de LA 975 |
| Iberville                                                                            | Bassin d'Atchafalaya                  | 135,10 | 217,40 | Extrémité est du Pont d'Atchafalaya Bassin                                  | Extrémité est du Pont d'Atchafalaya Bassin                                                                | Extrémité est du Pont d'Atchafalaya Bassin |
| Iberville                                                                            | Ramah                                 | 135,20 | 217,60 | 135                                                                         | LA 3000 (en) – Ramah, Maringouin                                                                          | Terminus sud de LA 3000 |
| Iberville                                                                            | Grosse Tête                           | 139,30 | 224,20 | 139                                                                         | LA 77 (en) – Rosedale, Grosse Tête                                                                        | |
| Baton-Rouge Ouest                                                                    |                                       | 151,10 | 243,20 | 151                                                                         | LA 415 (en) vers US 190 – Lobdell                                                                         | Terminus sud de LA 415 |
| Baton-Rouge Ouest                                                                    | Port Allen                            | 153,20 | 246,60 | 153                                                                         | LA 1 (en) – Port Allen, Plaquemine                                                                        | |
| Fleuve Mississippi                                                                   | Fleuve Mississippi                    | 153,40 | 246,90 | Pont Horace Wilkinson                                                       | Pont Horace Wilkinson                                                                                     | Pont Horace Wilkinson |
| Baton Rouge Est                                                                      | Baton Rouge                           | 154,80 | 249,10 | 155A                                                                        | LA 30 (en) (Nicholson Drive) / Highland Road – Université d'État de Louisiane                             | Sortie direction est, entrée direction ouest |
| Baton Rouge Est                                                                      | Baton Rouge                           | 155,10 | 249,60 | 155B                                                                        | I-110 nord – Centre-ville, Aéroport métropolitain de Baton Rouge                                          | Terminus sur de l'I-110; sortie 1J de l'I-110 |
| Baton Rouge Est                                                                      | Baton Rouge                           | 155,90 | 250,90 | 155C                                                                        | Louise Street                                                                                             | Sortie direction ouest, entrée direction est |
| Baton Rouge Est                                                                      | Baton Rouge                           | 155,70 | 250,60 | 156A                                                                        | Washington Street                                                                                         | Sortie direction est, entrée direction ouest |
| Baton Rouge Est                                                                      | Baton Rouge                           | 156,20 | 251,40 | 156B                                                                        | Dalrymple Drive – Université d'État de Louisiane                                                          | Pas d'entrée direction est |
| Baton Rouge Est                                                                      | Baton Rouge                           | 159,90 | 252,50 | 157A                                                                        | Perkins Road                                                                                              | Sortie direction est, entrée direction ouest |
| Baton Rouge Est                                                                      | Baton Rouge                           | 157,20 | 253,00 | 157B                                                                        | Acadian Thruway – Université d'État de Louisiane                                                          | |
| Baton Rouge Est                                                                      | Baton Rouge                           | 157,90 | 254,10 | 158                                                                         | College Drive                                                                                             | |
| Baton Rouge Est                                                                      | Baton Rouge                           | 159,30 | 256,40 | 159                                                                         | I-12 est – Hammond                                                                                        | Terminus ouest de l'I-12; sortie 1A de l'I-12 |
| Baton Rouge Est                                                                      | Baton Rouge                           | 160,40 | 258,10 | 160                                                                         | LA 3064 (en) (Essen Lane)                                                                                 | |
| Baton Rouge Est                                                                      |                                       | 161,60 | 260,10 | 162                                                                         | LA 1248 (en) (Bluebonnet Boulevard), Mall of Louisiana Boulevard                                          | Terminus nord de LA 1248 |
| Baton Rouge Est                                                                      |                                       | 162,90 | 262,20 | 163                                                                         | LA 3246 (en) (Siegen Lane)                                                                                | |
| Baton Rouge Est                                                                      |                                       |        |        | 164                                                                         | Pecue Lane                                                                                                | Construction d'un nouvel échangeur |
| Baton Rouge Est                                                                      | Kleinpeter                            | 166,50 | 268,00 | 166                                                                         | LA 42 (en) (Highland Road) / LA 427 (en) (Perkins Road)                                                   | |
| Ascension                                                                            | Prairieville                          | 172,60 | 277,80 | 173                                                                         | Old Jefferson Highway – Prairieville, Geismar                                                             | |
| Ascension                                                                            | Gonzales                              | 177,20 | 285,20 | 177                                                                         | LA 30 (en) – Gonzales, St. Gabriel                                                                        | |
| Ascension                                                                            | Gonzales                              | 179,30 | 288,60 | 179                                                                         | LA 44 (en) – Gonzales, Burnside                                                                           | |
| Ascension                                                                            | Sorrento                              | 182,30 | 293,40 | 182                                                                         | LA 22 (en) – Sorrento, Donaldsonville                                                                     | |
| Ascension                                                                            |                                       | 186,90 | 300,80 | 187                                                                         | US 61 sud (Airline Highway) – Gramercy                                                                    | Sortie direction est, entrée direction ouest |
| Ascension                                                                            |                                       | 187,50 | 301,80 | 187                                                                         | US 61 nord (Airline Highway) – Sorrento                                                                   | Sortie direction ouest, entrée direction est |
| Saint Jacques                                                                        |                                       | 194,50 | 313,00 | 194                                                                         | LA 641 (en) sud – Gramercy, Lutcher                                                                       | Terminus nord de LA 641 |
| Saint-Jean-Baptiste                                                                  | LaPlace                               | 205,60 | 330,90 | 206                                                                         | LA 3188 (en) sud – LaPlace                                                                                | Terminus nord de LA 3188 |
| Saint-Jean-Baptiste                                                                  | LaPlace                               | 209,10 | 336,50 | 209                                                                         | US 51 vers I-55 nord – Hammond, LaPlace                                                                   | Indiqué I-55 en direction est seulement |
| Saint-Jean-Baptiste                                                                  | Déversoir de Bonnet Carré             | 209,20 | 336,70 | Extrémité ouest du Pont du Déversoir de Bonnet Carré                        | Extrémité ouest du Pont du Déversoir de Bonnet Carré                                                      | Extrémité ouest du Pont du Déversoir de Bonnet Carré |
| Saint-Jean-Baptiste                                                                  | Déversoir de Bonnet Carré             | 210,10 | 338,10 | 210                                                                         | I-55 nord – Hammond                                                                                       | Terminus sud de l'I-55; sortie 1 de l'I-55; sortie direction ouest, entrée direction est |
| Saint-Charles                                                                        | Déversoir de Bonnet Carré             | 219,60 | 353,40 | 220                                                                         | I-310 sud – Boutte, Houma                                                                                 | Terminus nord de l'I-310; sorties 1 et 1A de l'I-310 |
| Jefferson                                                                            | Déversoir de Bonnet Carré             | 221,10 | 355,80 | Extrémité est du Pont du Déversoir de Bonnet Carré                          | Extrémité est du Pont du Déversoir de Bonnet Carré                                                        | Extrémité est du Pont du Déversoir de Bonnet Carré |
| Jefferson                                                                            | Kenner                                | 221,20 | 356,00 | 221                                                                         | Loyola Drive / Aéroport international de La Nouvelle-Orléans                                              | |
| Jefferson                                                                            | Kenner                                | 223,10 | 359,00 | 223                                                                         | LA 49 (en) (Williams Boulevard) / 32nd Street / Stationnement économique de l'aéroport / Location d'autos | Indiqué sortie 223A vers Williams Boulevard / 32nd Street et 223B vers l'aéroport; 32nd Street indiqué en direction ouest seulement; Aéroport, sortie direction ouest, entrée direction est |
| Jefferson                                                                            | Metairie                              | 224,50 | 361,30 | 224                                                                         | Power Boulevard                                                                                           | Sortie direction ouest, entrée direction est (à partir de Power Boulevard en direction sud)                                                                                                 |
| Jefferson                                                                            | Metairie                              | 224,90 | 361,90 | 225                                                                         | Veterans Boulevard                                                                                        | |
| Jefferson                                                                            | Metairie                              | 226,50 | 364,50 | 226                                                                         | Clearview Parkway                                                                                         | Sortie vers Clearview Parkway nord depuis I-10 en direction ouest inclut des accès à Frontage Road                                                                                          |
| Jefferson                                                                            | Metairie                              | 228,10 | 367,10 | 228                                                                         | Causeway Boulevard – Mandeville                                                                           | Accès à Mandeville via la Chaussée du Lac Pontchartrain |
| Jefferson                                                                            | Metairie                              | 228,10 | 367,10 | 228                                                                         | Bonnabel Boulevard                                                                                        | Accès à Mandeville via la Chaussée du Lac Pontchartrain |
| Jefferson                                                                            | Metairie                              | 229,50 | 369,30 | 229                                                                         | Bonnabel Boulevard                                                                                        | Accès en direction est via sortie 228 |
| Limite Jefferson – Orleans                                                           | Limite Metairie – La Nouvelle-Orléans | 230,30 | 370,60 | 230                                                                         | I-610 est – Slidell                                                                                       | Terminus ouest de l'I-610; sortie 1B de l'I-610; pas de sortie en direction ouest |
| Limite Jefferson – Orleans                                                           | Limite Metairie – La Nouvelle-Orléans | 230,30 | 370,60 | Terminus nord de la Pontchartrain Expressway                                | | |
| Orléans                                                                              | La Nouvelle-Orléans                   | 230,70 | 371,30 | 231B                                                                        | Florida Boulevard / West End Boulevard                                                                    | Sortie en direction ouest seulement |
| Orléans                                                                              | La Nouvelle-Orléans                   | 230,70 | 371,30 | 231B                                                                        | Pontchartrain Boulevard                                                                                   | Entrée en direction est seulement |
| Orléans                                                                              | La Nouvelle-Orléans                   | 231,30 | 372,20 | 231A                                                                        | Metairie Road / City Park Avenue                                                                          | |
| Orléans                                                                              | La Nouvelle-Orléans                   | 231,90 | 373,20 | 232                                                                         | US 61 (Airline Highway / Tulane Avenue) / Carrollton Avenue                                               | |
| Orléans                                                                              | La Nouvelle-Orléans                   | 233,80 | 376,30 | 234A                                                                        | Claiborne Avenue vers US 90 / Pontchartrain Expressway sud – Superdome, Westbank                          | Sortie direction est, entrée direction ouest; Pontchartrain Expressway sud proposé comme future I-910                                                                                       |
| Orléans                                                                              | La Nouvelle-Orléans                   | 234,30 | 377,10 | 234B                                                                        | Poydras Street – Superdome                                                                                | Sortie direction est, entrée direction ouest |
| Orléans                                                                              | La Nouvelle-Orléans                   | 234,50 | 377,40 | 234C                                                                        | US 90 (Clairborne Avenue) – Westbank                                                                      | Sortie direction ouest, entrée direction est |
| Orléans                                                                              | La Nouvelle-Orléans                   | 235,00 | 378,20 | 235B                                                                        | Canal Street – Superdome                                                                                  | Sortie direction ouest, entrée direction est |
| Orléans                                                                              | La Nouvelle-Orléans                   | 235,40 | 378,80 | 235A                                                                        | Orléans Avenue – Vieux Carré                                                                              | |
| Orléans                                                                              | La Nouvelle-Orléans                   | 235,60 | 379,20 | 236A                                                                        | Esplanade Avenue                                                                                          | Sortie direction est seulement |
| Orléans                                                                              | La Nouvelle-Orléans                   | 236,00 | 379,80 | 236B                                                                        | LA 39 (en) (North Clairborne Avenue)                                                                      | Terminus nord de LA 39; sortie direction est, entrée direction ouest |
| Orléans                                                                              | La Nouvelle-Orléans                   | 236,40 | 380,40 | 236C                                                                        | St. Bernard Avenue                                                                                        | Sortie direction ouest, entrée direction est |
| Orléans                                                                              | La Nouvelle-Orléans                   | 236,70 | 380,90 | 237                                                                         | Elysian Fields Avenue                                                                                     | Pas de connexion vers Elysian Fields Avenue Sud en direction est; pas d'accès en direction ouest depuis Elysian Fields Avenue nord                                                          |
| Orléans                                                                              | La Nouvelle-Orléans                   | 238,00 | 383,00 | 238B                                                                        | I-610 ouest – Aéroport international de La Nouvelle-Orléans, Baton Rouge                                  | Terminus est de l'I-610; sortie direction ouest, entrée direction est |
| Orléans                                                                              | La Nouvelle-Orléans                   | 238,00 | 383,00 | 238A                                                                        | Franklin Avenue                                                                                           | Sortie direction ouest, entrée direction est |
| Orléans                                                                              | La Nouvelle-Orléans                   | 238,50 | 383,80 | 239                                                                         | Louisa Street / Almonaster Boulevard                                                                      | Indiqué sortie 239A (sud/est) et 239B (nord/ouest) en direction est; Almonaster Boulevard non-indiqué en direction ouest                                                                    |
| Orléans                                                                              | La Nouvelle-Orléans                   | 238,90 | 384,50 | Industrial Canal                                                            | Industrial Canal                                                                                          | Industrial Canal |
| Orléans                                                                              | La Nouvelle-Orléans                   | 239,80 | 385,90 | 240A                                                                        | Downman Road                                                                                              | Sortie direction est, entrée direction ouest |
| Orléans                                                                              | La Nouvelle-Orléans                   | 240,40 | 386,90 | 240B                                                                        | US 90 (Chef Highway)                                                                                      | |
| Orléans                                                                              | La Nouvelle-Orléans                   | 241,50 | 388,70 | 241                                                                         | Morrison Road                                                                                             | |
| Orléans                                                                              | La Nouvelle-Orléans                   | 242,60 | 390,40 | 242                                                                         | Crowder Boulevard                                                                                         | |
| Orléans                                                                              | La Nouvelle-Orléans                   | 243,60 | 392,00 | 244                                                                         | Read Boulevard                                                                                            | |
| Orléans                                                                              | La Nouvelle-Orléans                   | 244,80 | 394,00 | 245                                                                         | Bullard Avenue                                                                                            | |
| Orléans                                                                              | La Nouvelle-Orléans                   | 246,30 | 396,40 | 246                                                                         | I-510 / LA 47 (en) – Chalmette, NASA, Little Woods                                                        | Terminus nord de l'I-510; sortie 1A de l'I-510; indiqué sortie 246A (sud) et 246B (nord) |
| Orléans                                                                              | La Nouvelle-Orléans                   | 247,90 | 399,00 | 248                                                                         | Michoud Boulevard                                                                                         | |
| Orléans                                                                              | La Nouvelle-Orléans                   | 249,30 | 401,20 | Échangeur abandonné (connecte une route jamais construite)                  | Échangeur abandonné (connecte une route jamais construite)                                                | Échangeur abandonné (connecte une route jamais construite) |
| Orléans                                                                              | La Nouvelle-Orléans                   | 250,70 | 403,50 | 251                                                                         | Refuge faunique national du Bayou Sauvage                                                                 | Fermé; dessert une route de gravier ouverte au trafic autorisé seulement |
| Orléans                                                                              | La Nouvelle-Orléans                   | 254,20 | 409,10 | 254                                                                         | US 11 – Rive nord, Irish Bayou                                                                            | |
| Lac Pontchartrain                                                                    | Lac Pontchartrain                     | 254,80 | 410,10 | Pont Commémoratif Frank Davis "Naturally N'Awlins" (ou Pont I-10 Twin Span) | Pont Commémoratif Frank Davis "Naturally N'Awlins" (ou Pont I-10 Twin Span)                               | Pont Commémoratif Frank Davis "Naturally N'Awlins" (ou Pont I-10 Twin Span) |
| Saint-Tammany                                                                        |                                       | 260,90 | 419,90 | 261                                                                         | Lakeshore, Oak Harbor                                                                                     | |
| Saint-Tammany                                                                        | Slidell                               | 263,20 | 423,60 | 263                                                                         | LA 433 (en) (Old Spanish Trail)                                                                           | |
| Saint-Tammany                                                                        | Slidell                               | 264,80 | 426,20 | 265                                                                         | Fremaux Avenue                                                                                            | |
| Saint-Tammany                                                                        | Slidell                               | 265,90 | 427,90 | 266                                                                         | US 190 (Gause Boulevard)                                                                                  | |
| Saint-Tammany                                                                        | Slidell                               | 267,10 | 429,90 | 267AB                                                                       | I-12 ouest – Hammond, Baton Rouge I-59 nord – Hattiesburg                                                 | Terminus est de l'I-12; sortie 85A-C de l'I-12; terminus sud de l'I-59; sortie 1B-C de l'I-59; sortie 267A (I-59) et 267B (I-12)                                                            |
| Rivière aux Perles                                                                   | Rivière aux Perles                    | 273,10 | 439,50 | Limite Louisiane – Mississippi                                              | Limite Louisiane – Mississippi                                                                            | Limite Louisiane – Mississippi |
| Rivière aux Perles                                                                   | Rivière aux Perles                    | 273,60 | 440,30 |                                                                             | I-10 est – Bay St. Louis                                                                                  | Continue au Mississippi |
| - Terminus de multiplex - Accès incomplet - Transition de route - Non-ouvert - Fermé |                                       |        |        |                                                                             | | |

### Mississippi
| Interstate 10      |                    |                                |                              |        |                                                                       |                                                           |
| Comté              | Municipalité       | mi                             | km                           | Sortie | Intersections / Destinations                                          | Notes                                                     |
| Rivière aux Perles | Rivière aux Perles | 0,00                           | 0,00                         |        | I-10 ouest – La Nouvelle-Orléans                                      | Continue en Louisiane                                     |
| Rivière aux Perles | Rivière aux Perles | Limite Mississippi – Louisiane |                              |        |                                                                       |                                                           |
| Hancock            |                    | 2,80                           | 4,50                         | 2      | MS 607 (en) – Stennis Space Center (NASA), Waveland                   |                                                           |
| Hancock            |                    | 13,70                          | 22,00                        | 13     | MS 43 (en) / MS 603 (en) – Bay St. Louis, Kiln, Picayune              |                                                           |
| Hancock            | Diamondhead        | 16,60                          | 26,70                        | 16     | Diamondhead Drive                                                     |                                                           |
| Harrison           | Diamondhead        | 20,70                          | 33,30                        | 20     | Kiln Delisle Road                                                     |                                                           |
| Harrison           |                    | 24,70                          | 39,80                        | 24     | Firetower Road / Menge Avenue                                         |                                                           |
| Harrison           |                    | 28,30                          | 45,50                        | 28     | Country Farm Road                                                     |                                                           |
| Harrison           | Gulfport           | 31,60                          | 50,90                        | 31     | Canal Road                                                            |                                                           |
| Harrison           | Gulfport           | 34,20                          | 55,00                        | 34     | US 49 – Gulfport, Hattiesburg                                         |                                                           |
| Harrison           | Gulfport           | 38,00                          | 61,20                        | 38     | MS 605 (en) (Lorraine-Cowan Road) – Bernard Bayou Industrial District |                                                           |
| Harrison           | Gulfport           | 41,90                          | 67,40                        | 41     | Old Mississippi 67 – Woolmarket                                       |                                                           |
| Harrison           | Biloxi             | 44,30                          | 71,30                        | 44     | Cedar Lake Road – Coast Coliseum                                      |                                                           |
| Harrison           | Biloxi             | 46,60                          | 75,00                        | 46A    | Galleria Parkway                                                      | Sortie direction est, entrée direction ouest              |
| Harrison           | Biloxi             | 46,60                          | 75,00                        | 46B    | I-110 sud – Biloxi, Keesler AFB                                       | Sortie 4A-B de l'I-110; terminus sud de MS 15 et de MS 67 |
| Harrison           | Biloxi             | 46,60                          | 75,00                        | 46C    | MS 15 (en) nord / MS 67 (en) nord                                     | Sortie 4A-B de l'I-110; terminus sud de MS 15 et de MS 67 |
| Harrison           | Biloxi             | 46,60                          | 75,00                        | 46D    | Lamey Bridge Road                                                     | Sortie direction ouest, entrée direction est              |
| Jackson            | Ocean Springs      | 49,80                          | 80,10                        | 50     | MS 609 (en) sud – Ocean Springs                                       | Terminus nord de MS 609                                   |
| Jackson            | Gautier            | 57,50                          | 92,50                        | 57     | MS 57 (en) – Vancleave, Gautier, Ocean Springs                        |                                                           |
| Jackson            | Gautier            | 61,40                          | 98,80                        | 61     | Gautier Vancleave Road – Vancleave, Gautier                           |                                                           |
| Jackson            | Moss Point         | 68,00                          | 109,40                       | 68     | MS 613 (en) – Moss Point, Pascagoula                                  |                                                           |
| Jackson            | Moss Point         | 69,00                          | 111,00                       | 69     | MS 63 (en) – East Moss Point, East Pascagoula                         |                                                           |
| Jackson            | Pascagoula         | 75,80                          | 122,00                       | 75     | Franklin Creek Road                                                   |                                                           |
| Jackson            |                    |                                | Limite Mississippi – Alabama |        |                                                                       |                                                           |
| Jackson            |                    | 77,00                          | 123,90                       |        | I-10 est – Mobile                                                     | Continue en Alabama                                       |
| - Accès incomplet  |                    |                                |                              |        |                                                                       |                                                           |

### Alabama
| Interstate 10     |                 |                              |        |                                              |                                                                    |                                                                              |
| Comté             | Municipalité    | mi                           | km     | Sortie                                       | Intersections / Destinations                                       | Notes                                                                        |
| Mobile            | Grand Bay       | 0,00                         | 0,00   |                                              | I-10 ouest – Pascagoula                                            | Continue au Mississippi                                                      |
| Mobile            | Grand Bay       | Limite Alabama – Mississippi |        |                                              |                                                                    |                                                                              |
| Mobile            | Grand Bay       | 4,15                         | 6,68   | 4                                            | SR 188 (en) est (Grand Bay Wilmer Road) – Grand Bay                |                                                                              |
| Mobile            | Irvington       | 10,38                        | 16,71  | 10                                           | CR 39 – Bayou La Batre, Dawes                                      |                                                                              |
| Mobile            | Theodore        | 13,09                        | 21,07  | 13                                           | CR 30 (Theodore Dawes Road) – Theodore, Dawes                      |                                                                              |
| Mobile            | Tillmans Corner | 15,69                        | 25,25  | 15                                           | US 90 (Government Boulevard) – Tillmans Corner, Theodore           | Indiqué sortie 15A (ouest) et 15B (est)                                      |
| Mobile            | Tillmans Corner | 17,12                        | 27,56  | 17                                           | SR 193 (en) est (Rangeline Road) – Dauphin Island, Tillmans Corner | Indiqué sortie 17A (sud) et 17B (nord)                                       |
| Mobile            | Mobile          | 20,08                        | 32,32  | 20                                           | I-65 nord – Montgomery                                             | Terminus sud de l'I-65; sortie 0 de l'I-65                                   |
| Mobile            | Mobile          | 22,22                        | 35,76  | 22                                           | SR 163 (en) (Dauphin Island Parkway)                               | Indiqué sortie 22A (nord) et 22B (sud) en direction ouest                    |
| Mobile            | Mobile          | 23,30                        | 37,50  | 23                                           | Michigan Avenue                                                    |                                                                              |
| Mobile            | Mobile          | 23,95                        | 38,55  | 24                                           | Duval Street, Broad Street                                         |                                                                              |
| Mobile            | Mobile          | 25,55                        | 41,12  | 25                                           | Virginia Street                                                    | Indiqué sortie 25B en direction ouest                                        |
| Mobile            | Mobile          | 25,82                        | 41,56  | 25A                                          | Texas Street                                                       | Sortie direction ouest, entrée direction est                                 |
| Mobile            | Mobile          | 26,43                        | 42,54  | 26A                                          | Canal Street                                                       | Sortie direction est, entrée direction ouest                                 |
| Mobile            | Mobile          | 26,60                        | 42,81  | 26B                                          | Water Street – Centre-ville de Mobile                              |                                                                              |
| Mobile            | Mobile          | 26,98                        | 43,43  | Tunnel George Wallace sous la Rivière Mobile | Tunnel George Wallace sous la Rivière Mobile                       | Tunnel George Wallace sous la Rivière Mobile                                 |
| Mobile            | Mobile          | 27,66                        | 44,52  | 27                                           | US 90 / US 98 est (Battleship Parkway) – Battleship Park           | Indication direction est; pas d'entrée en direction est depuis US 90 / US 98 |
| Mobile            | Mobile          | 27,66                        | 44,52  | 27                                           | US 90 / US 98 ouest (Government Street)                            | Indication direction ouest                                                   |
| Spanish River     | Spanish River   | 27,66                        | 44,52  | Extrémité ouest de Jubilee Parkway           | Extrémité ouest de Jubilee Parkway                                 | Extrémité ouest de Jubilee Parkway                                           |
| Baldwin           | Spanish Fort    | 30,22                        | 48,63  | 30                                           | US 90 / US 98 (Battleship Parkway) – Battleship Park               |                                                                              |
| Baldwin           | Baie de Mobile  | 34,66                        | 55,78  | Extrémité est de Jubilee Parkway             | Extrémité est de Jubilee Parkway                                   | Extrémité est de Jubilee Parkway                                             |
| Baldwin           | Daphne          | 35,13                        | 56,54  | 35                                           | US 90 / US 98 – Daphne, Fairhope, Spanish Fort                     | Indiqué sortie 35A (US 98) et 35B (US 90) en direction est                   |
| Baldwin           | Daphne          | 38,72                        | 62,31  | 38                                           | SR 181 (en) (Malbis Plantation Parkway) – Daphne, Spanish Fort     |                                                                              |
| Baldwin           | Loxley          | 44,28                        | 71,26  | 44                                           | SR 59 (en) – Loxley, Bay Minette, Foley, Gulf Shores, Orange Beach |                                                                              |
| Baldwin           | Robertsdale     | 49,55                        | 79,74  | 49                                           | Baldwin Beach Express (CR 68) – Gulf Shores, Orange Beach          |                                                                              |
| Baldwin           | Robertsdale     | 53,11                        | 85,48  | 53                                           | CR 64 (Wilcox Road)                                                |                                                                              |
| Fleuve Perdido    | Fleuve Perdido  | 66,27                        | 106,65 | Limite Alabama – Floride                     | Limite Alabama – Floride                                           | Limite Alabama – Floride                                                     |
| Fleuve Perdido    | Fleuve Perdido  | 66,27                        | 106,65 |                                              | I-10 est – Pensacola                                               | Continue en Floride                                                          |
| - Accès incomplet |                 |                              |        |                                              |                                                                    |                                                                              |

### Floride
| Interstate 10                             |                                  |               |                                                          |                                                          |                                                                                      | |
| Comté                                     | Municipalité                     | mi            | km                                                       | Sortie                                                   | Intersections / Destinations                                                         | Notes                                                                                                 |
| Escambia                                  |                                  | 0,00          | 0,00                                                     |                                                          | I-10 ouest – Mobile                                                                  | Continue en Alabama                                                                                   |
| Escambia                                  | Limite Floride – Alabama         | 0,00          | 0,00                                                     |                                                          |                                                                                      | |
| Escambia                                  | 1,10                             | 1,80          | Poste d'inspection (direction est seulement)             | Poste d'inspection (direction est seulement)             | Poste d'inspection (direction est seulement)                                         | |
| Escambia                                  | 3,40                             | 5,50          | Poste de pesée                                           | Poste de pesée                                           | Poste de pesée                                                                       | |
| Escambia                                  | 4,40                             | 7,10          | Centre d'Accueil de la Floride (direction est seulement) | Centre d'Accueil de la Floride (direction est seulement) | Centre d'Accueil de la Floride (direction est seulement)                             | |
| Escambia                                  | 5,52                             | 8,88          | 5                                                        | US 90 Alt.                                               |                                                                                      | |
| Escambia                                  | Ensley                           | 7,09          | 11,41                                                    | 7                                                        | SR 297 (en) (Pine Forest Road) – Pensacola NAS, Perdido Key                          | Indiqué sortie 7A (sud) et 7B (nord) en direction est                                                 |
| Escambia                                  | Limite Ensley – Brent            | 10,27         | 16,53                                                    | 10                                                       | US 29 – Pensacola, Cantonment                                                        | Indiqué sortie 10A (sud) et 10B (nord) en direction est                                               |
| Escambia                                  | Limite Ensley – Brent            | 12,42         | 19,99                                                    | 12                                                       | I-110 sud – Pensacola, Pensacola Beach, Aéroport de Pensacola                        | Sortie 6 de l'I-110; terminus nord de l'I-110                                                         |
| Escambia                                  | Ferry Pass                       | 12,93         | 20,81                                                    | 13                                                       | SR 291 (en) (Davis Highway)                                                          | |
| Escambia                                  | Ferry Pass                       | 16,50         | 26,55                                                    | 17                                                       | US 90 – Pensacola, Pace                                                              | |
| Baie d'Escambia                           | Baie d'Escambia                  | 16,46 – 19,17 | 26,63 – 30,85                                            | Pont de la Baie d'Escambia                               | Pont de la Baie d'Escambia                                                           | Pont de la Baie d'Escambia                                                                            |
| Santa Rosa                                | Avalon Beach                     | 21,70         | 34,92                                                    | 22                                                       | SR 281 (en) – Milton, Gulf Breeze                                                    | |
| Santa Rosa                                |                                  | 25,95         | 41,76                                                    | 26                                                       | CR 191 – Milton, Bagdad                                                              | |
| Santa Rosa                                | 27,16                            | 43,71         | Pont sur la Blackwater River                             | Pont sur la Blackwater River                             | Pont sur la Blackwater River                                                         | |
| Santa Rosa                                | 28,42                            | 75,73         | 28                                                       | CR 89 – Milton                                           |                                                                                      | |
| Santa Rosa                                | 30,20                            | 48,60         | Aire de service                                          | Aire de service                                          | Aire de service                                                                      | |
| Santa Rosa                                | 31,27                            | 50,32         | 31                                                       | SR 87 (en) – Fort Walton Beach, Milton, Navarre          |                                                                                      | |
| Okaloosa                                  |                                  | 45,08         | 72,54                                                    | 45                                                       | CR 189 – Holt                                                                        | |
| Okaloosa                                  | Crestview                        |               |                                                          |                                                          | P. J. Adams Parkway – Crestview                                                      | Échangeur proposé                                                                                     |
| Okaloosa                                  | Crestview                        | 56,30         | 90,61                                                    | 56                                                       | SR 85 (en) – Crestview, Niceville                                                    | |
| Okaloosa                                  |                                  | 60,00         | 96,60                                                    | Aire de service                                          | Aire de service                                                                      | Aire de service                                                                                       |
| Walton                                    |                                  | 69,48         | 111,82                                                   | 70                                                       | SR 285 (en) – Niceville, Elgin AFB, Hurlburt Field                                   | |
| Walton                                    | DeFuniak Springs                 | 84,59         | 136,13                                                   | 85                                                       | US 331 – DeFuniak Springs, Freeport                                                  | |
| Holmes                                    | Ponce de Leon                    | 96,02         | 154,53                                                   | 96                                                       | SR 81 (en) – Ponce de Leon                                                           | Aire de service                                                                                       |
| Washington                                |                                  | 104,04        | 167,43                                                   | 104                                                      | CR 279 – Caryville                                                                   | |
| Holmes                                    | Bonifay                          | 111,69        | 179,74                                                   | 112                                                      | SR 79 (en) – Bonifay, Panama City Beach                                              | |
| Washington                                | Chipley                          | 119,68        | 192,61                                                   | 120                                                      | SR 77 (en) – Chipley, Panama City                                                    | |
| Jackson                                   |                                  | 129,83        | 208,95                                                   | 130                                                      | US 231 – Cottondale, Panama City, Dothan (AL), Montgomery (AL)                       | |
| Jackson                                   | 133,20                           | 214,40        | Aire de service                                          | Aire de service                                          | Aire de service                                                                      | |
| Jackson                                   | Marianna                         | 136,44        | 219,58                                                   | 136                                                      | SR 276 (en) – Marianna                                                               | |
| Jackson                                   |                                  | 142,13        | 228,73                                                   | 142                                                      | SR 71 (en) – Marianna, Blountstown                                                   | |
| Jackson                                   | 152,04                           | 244,69        | 152                                                      | SR 69 (en) – Grand Ridge, Blountstown                    |                                                                                      | |
| Jackson                                   | 155,60                           | 250,40        | Poste de pesée                                           | Poste de pesée                                           | Poste de pesée                                                                       | |
| Jackson                                   | 158,01                           | 254,94        | 158                                                      | CR 286 – Sneads                                          |                                                                                      | |
| Fleuve Apalachicola                       | Fleuve Apalachicola              | 160,06        | 257,59                                                   | Pont Dewey M. Johnson                                    | Pont Dewey M. Johnson                                                                | Pont Dewey M. Johnson                                                                                 |
| Gadsden                                   |                                  | 161,30        | 259,59                                                   | Aire de service                                          | Aire de service                                                                      | Aire de service                                                                                       |
| Gadsden                                   | 165,73                           | 266,72        | 166                                                      | CR 207A – Chattahoochee                                  |                                                                                      | |
| Gadsden                                   | 174,09                           | 280,18        | 174                                                      | SR 12 (en) – Quincy, Gretna, Greensboro                  |                                                                                      | |
| Gadsden                                   | 180,96                           | 291,23        | 181                                                      | SR 267 (en) – Quincy                                     |                                                                                      | |
| Gadsden                                   | Midway                           | 191,95        | 308,91                                                   | 192                                                      | US 90 – Midway, Quincy, Tallahassee                                                  | |
| Fleuve Ochlockonee                        | Fleuve Ochlockonee               | 193,57        | 311,52                                                   | Pont                                                     | Pont                                                                                 | Pont                                                                                                  |
| Leon                                      |                                  | 194,30        | 312,70                                                   | Aire de service                                          | Aire de service                                                                      | Aire de service                                                                                       |
| Leon                                      | Tallahassee                      | 195,73        | 315,00                                                   | 196                                                      | SR 263 (en) (Capitol Circle Northwest) – Aéroport international de Tallahassee       | |
| Leon                                      | Tallahassee                      | 199,01        | 320,28                                                   | 199                                                      | US 27 (Monroe Street) – Capitole                                                     | |
| Leon                                      | Tallahassee                      | 202,68        | 326,18                                                   | 203                                                      | US 319 / SR 61 (en) – (Thomasville Road, Capitol Circle Northeast)                   | |
| Leon                                      | Tallahassee                      | 208,57        | 335,66                                                   | 209                                                      | US 90 – Tallahassee. Monticello                                                      | |
| Jefferson                                 |                                  | 216,74        | 348,80                                                   | 217                                                      | SR 59 (en)                                                                           | |
| Jefferson                                 | 225,06                           | 362,19        | 225                                                      | US 19 (FL-GA Parkway) – Monticello, Perry, Thomasville   |                                                                                      | |
| Jefferson                                 | 232,85                           | 374,73        | 233                                                      | CR 257                                                   |                                                                                      | |
| Jefferson                                 | 234,80                           | 377,90        | Aire de service                                          | Aire de service                                          | Aire de service                                                                      | |
| Madison                                   |                                  | 241,22        | 388,20                                                   | 241                                                      | US 221 – Greenville, Perry                                                           | |
| Madison                                   | 251,52                           | 404,78        | 251                                                      | SR 14 (en) – Madison, Perry                              |                                                                                      | |
| Madison                                   | 258,11                           | 415,38        | 258                                                      | SR 53 (en) – Madison                                     |                                                                                      | |
| Madison                                   | 261,77                           | 421,28        | 262                                                      | CR 255 – Lee                                             |                                                                                      | |
| Madison                                   | 263,30                           | 423,70        | Poste de pesée                                           | Poste de pesée                                           | Poste de pesée                                                                       | |
| Madison                                   | 264,90                           | 426,30        | Aire de service                                          | Aire de service                                          | Aire de service                                                                      | |
| Fleuve Suwannee                           | Fleuve Suwannee                  | 268,14        | 431,53                                                   | Pont                                                     | Pont                                                                                 | Pont                                                                                                  |
| Suwannee                                  |                                  | 270,60        | 435,50                                                   | Poste d'inspection                                       | Poste d'inspection                                                                   | Poste d'inspection                                                                                    |
| Suwannee                                  | 274,64                           | 441,99        | 275                                                      | US 90 – Live Oak, Lee                                    |                                                                                      | |
| Suwannee                                  | 282,77                           | 455,07        | 283                                                      | US 129 – Live Oak, Jasper                                |                                                                                      | |
| Suwannee                                  | 292,13                           | 470,13        | 292                                                      | CR 137 – Wellborn                                        |                                                                                      | |
| Suwannee                                  | 293,40                           | 472,20        | Aire de service (direction est)                          | Aire de service (direction est)                          | Aire de service (direction est)                                                      | |
| Columbia                                  |                                  | 294,40        | 473,80                                                   | Aire de service (direction ouest)                        | Aire de service (direction ouest)                                                    | Aire de service (direction ouest)                                                                     |
| Columbia                                  | 296,20                           | 476,69        | 296                                                      | I-75 – Tampa, Valdosta                                   | Indiqué sortie 296A (sud) et 296B (nord); sortie 435 de l'I-75                       | |
| Columbia                                  | 301,29                           | 484,88        | 301                                                      | US 41 – Lake City, White Springs                         |                                                                                      | |
| Columbia                                  | Lake City                        | 303,46        | 488,37                                                   | 303                                                      | US 441 – Lake City, Fargo                                                            | |
| Baker                                     |                                  | 317,80        | 511,40                                                   | Aire de service                                          | Aire de service                                                                      | Aire de service                                                                                       |
| Baker                                     | 323,83                           | 521,15        | 324                                                      | US 90 – Sanderson, Olustee, Lake City                    |                                                                                      | |
| Baker                                     | 326,75                           | 525,85        | 327                                                      | CR 229 – Sanderson, Raiford                              |                                                                                      | |
| Baker                                     | 332,78                           | 535,56        | 333                                                      | CR 125 – Glen St. Mary                                   |                                                                                      | |
| Baker                                     | Macclenny                        | 335,15        | 539,36                                                   | 335                                                      | SR 121 (en) – Macclenny, Lake Butler                                                 | |
| Baker                                     |                                  | 336,31        | 541,24                                                   | 336                                                      | SR 228 (en) – Macclenny, Maxville                                                    | |
| Duval                                     | Jacksonville                     | 343,88        | 553,42                                                   | 343                                                      | US 301 – Baldwin, Starke                                                             | |
| Duval                                     | Jacksonville                     | 350,37        | 563,87                                                   | 350                                                      | SR 23 (en) sud (Cecil Commerce Center) / nord vers US 90 (Beaver Street)             | |
| Duval                                     | Limite Jacksonville – Whitehouse | 352,10        | 566,64                                                   | 351                                                      | Chaffee Road – Whitehouse                                                            | |
| Duval                                     | Limite Jacksonville – Marietta   | 356,27        | 573,36                                                   | 355                                                      | Hammond Boulevard                                                                    | |
| Duval                                     | Jacksonville                     | 356,84        | 574,28                                                   | 356                                                      | I-295 – Daytona Beach, Savannah                                                      | Sortie 21 de l'I-295                                                                                  |
| Duval                                     | Jacksonville                     | 357,91        | 576,00                                                   | 357                                                      | SR 103 (en) (Lane Avenue)                                                            | |
| Duval                                     | Jacksonville                     | 359,19        | 578,05                                                   | 358                                                      | SR 111 (en) (Cassat Avenue / Edgewood Avenue)                                        | |
| Duval                                     | Jacksonville                     | 359,90        | 579,20                                                   | 359                                                      | Luna Street vers Lennox Avenue / Highway Avenue                                      | Sortie direction ouest, entrée direction est                                                          |
| Duval                                     | Jacksonville                     | 360,77        | 580,61                                                   | 360                                                      | SR 129 (en) (McDuff Avenue)                                                          | |
| Duval                                     | Jacksonville                     | 361,05        | 581,04                                                   | 361                                                      | US 17 sud (Roosevelt Boulevard) – NAS Jacksonville                                   | Terminus ouest du multiplex avec US 17 / SR 15 / SR 228; sortie direction ouest, entrée direction est |
| Duval                                     | Jacksonville                     | 361,64        | 582,00                                                   | 362                                                      | Stockton Street – Riverside                                                          | |
| Duval                                     | Jacksonville                     | 362,06        | 582,67                                                   |                                                          | I-95 – Plages de Jacksonville, Daytona Beach, Centre-ville de Jacksonville, Savannah | Terminus est de l'I-10; sortie 351B de l'I-95                                                         |
| - Terminus de multiplex - Accès incomplet |                                  |               |                                                          |                                                          |                                                                                      | |

## Autoroutes reliées

### Californie
- Interstate 110
- Interstate 210
- Interstate 710

### Texas
- Interstate 110
- Interstate 410
- Interstate 610

### Louisiane
- Interstate 110
- Interstate 210
- Interstate 310
- Interstate 510
- Interstate 610

### Mississippi
- Interstate 110

### Floride
- Interstate 110